# Bảo tàng Victoria và Albert
Bảo tàng Victoria và Albert (thường viết tắt là V&A) ở Luân Đôn là bảo tàng nghệ thuật trang trí và ứng dụng cũng như nghệ thuật điêu khắc lớn nhất thế giới, bảo tàng chứa bộ sưu tập hơn 2,27 triệu hiện vật. Bào tàng thành lập năm 1852 và được đặt theo tên của Nữ vương Victoria và Vương phu Albert.
V&A nằm ở quận Brompton của Royal Borough of Kensington và Chelsea, trong một khu vực được biết đến với cái tên "Albertopolis" vì liên kết với Hoàng tử Albert, Đài tưởng niệm Albert và các tổ chức văn hóa lớn mà ông có liên hệ khi còn sống. Chúng bao gồm Bảo tàng Lịch sử Tự nhiên, Bảo tàng Khoa học, Hội trường Hoàng gia Albert và Đại học Hoàng gia Luân Đôn. Bảo tàng này là một cơ quan công cộng không thuộc bộ được tài trợ bởi Bộ Kỹ thuật số, Văn hóa, Truyền thông và Thể thao. Cũng như các bảo tàng quốc gia Anh khác, có thể đến thăm hoàn toàn miễn phí.
V&A có diện tích 12,5 mẫu Anh (5,1 ha) và 145 phòng trưng bày. Bộ sưu tập kéo dài 5.000 năm nghệ thuật, từ thời cổ đại cho đến ngày nay, từ các nền văn hóa của Châu Âu, Bắc Mỹ, Châu Á và Bắc Phi. Tuy nhiên, nghệ thuật cổ xưa trong hầu hết các lĩnh vực không được thu thập. Với các hiện vật gốm sứ, thủy tinh, dệt may, trang phục, bạc, đồ sắt, trang sức, nội thất, đồ vật thời Trung cổ, điêu khắc, bản in và in, bản vẽ và hình ảnh, đây khiến nơi đây là một trong các bảo tàng lớn và toàn diện nhất trên thế giới.
Bảo tàng sở hữu bộ sưu tập điêu khắc hậu cổ điển lớn nhất thế giới, với số lượng vật phẩm thời Phục hưng Ý lớn nhất bên ngoài nước Ý. Bộ phận châu Á bao gồm các tác phẩm nghệ thuật từ Nam Á, Trung Quốc, Nhật Bản, Hàn Quốc và Hồi giáo. Bộ sưu tập Đông Á là một trong những bộ sưu tập tốt nhất ở châu Âu, với thế mạnh đặc biệt về gốm sứ và đồ kim loại, trong khi bộ sưu tập Hồi giáo là một trong những bộ sưu tập lớn nhất ở thế giới phương Tây. Nhìn chung, đâylà một trong những viện bảo tàng lớn nhất trên thế giới.
Kể từ năm 2001, bảo tàng đã bắt tay vào một chương trình cải tạo lớn trị giá 150 triệu bảng Anh. Các phòng trưng bày mới của châu Âu có từ thế kỷ 17 và 18 đã khai trương ngày 9 tháng 12 năm 2015. Các phòng trưng bày này đã khôi phục lại nội thất ban đầu của Aston Webb và lưu trữ các bộ sưu tập châu Âu 1600–1815. Young V&A ở Đông Luân Đôn là một chi nhánh của bảo tàng và một chi nhánh mới ở Luân Đôn cũng đang được lên kế hoạch. Bảo tàng V&A đầu tiên bên ngoài Luân Đôn là V&A Dundee đã mở cửa ngày 15 tháng 9 năm 2018.

## Lịch sử

### Sáng lập

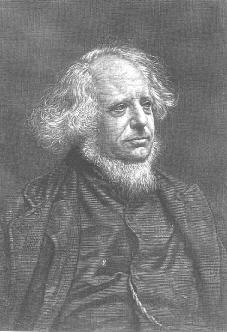
Henry Cole, giám đốc đầu tiên của bảo tàng

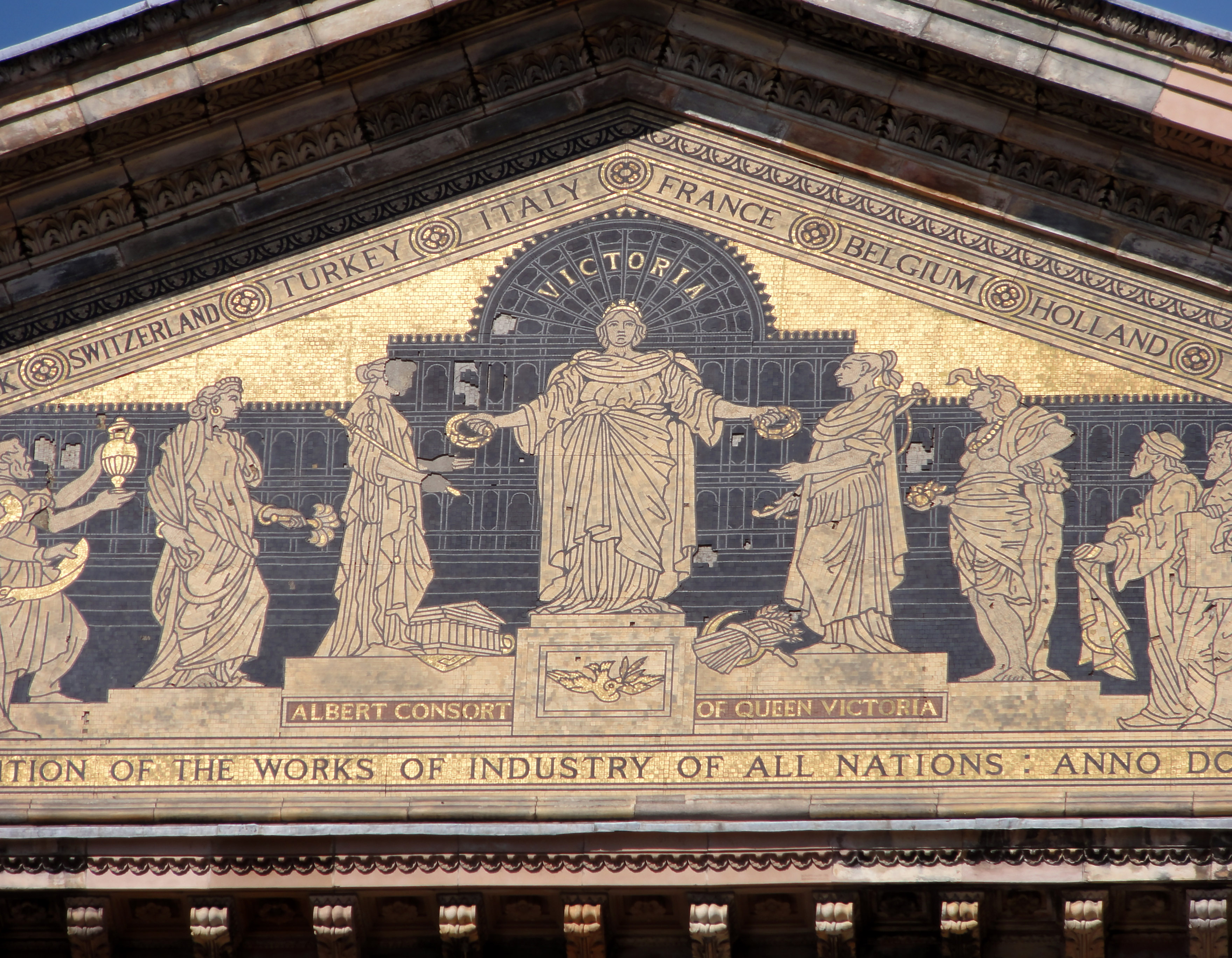
Khắc họa hình ảnh Nữ hoàng Victoria trước Đại triển lãm năm 1851

Bảo tàng Victoria và Albert có nguồn gốc từ Đại triển lãm năm 1851, với Henry Cole là giám đốc đầu tiên của bảo tàng, ông cùng tham gia vào việc lập kế hoạch thành lập bảo tàng. Ban đầu bảo tàng được gọi là Bảo tàng Chế tạo, mở cửa đầu tiên vào tháng 5 năm 1852 tại Nhà Marlborough, nhưng đến tháng 9 đã được chuyển đến Nhà Somerset. Ở giai đoạn này, các bộ sưu tập bao gồm cả nghệ thuật ứng dụng và khoa học. Một số vật trưng bày từ Triển lãm đã được mua để tạo thành hạt nhân của bộ sưu tập.

### 1900–1950
Lễ khai trương tòa nhà Aston Webb của Edward VII của Anh và Vương hậu Alexandra diễn ra vào ngày 26 tháng 6 năm 1909. Năm 1914, việc xây dựng Bảo tàng Khoa học bắt đầu, báo hiệu sự chia tách cuối cùng của các bộ sưu tập khoa học và nghệ thuật.

### Từ năm 1950

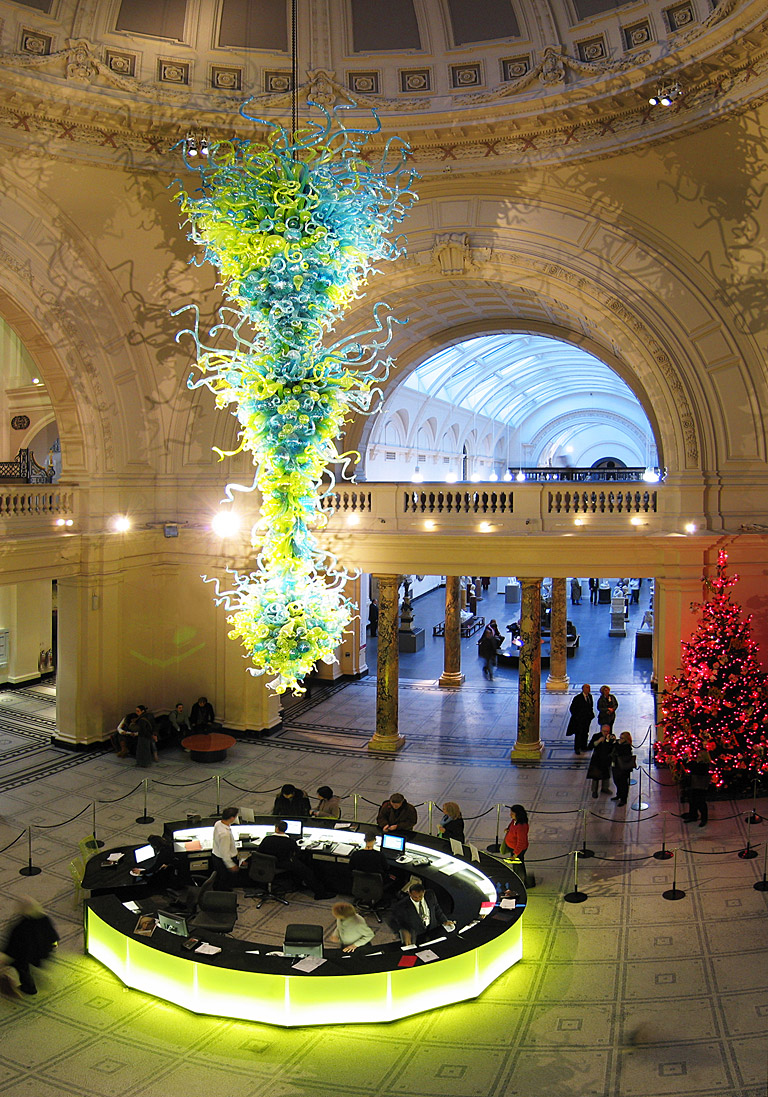
Năm 2000, một chùm đèn thủy tinh thổi, cao 11 mét của Dale Chihuly đã được lắp đặt làm tâm điểm ở lối vào sảnh chính của V&A.

Tháng 7 năm 1973, là một phần của chương trình tiếp cận những người trẻ tuổi, V&A trở thành bảo tàng đầu tiên ở Anh tổ chức buổi hòa nhạc rock. V&A đã trình bày một buổi hòa nhạc/bài giảng kết hợp của ban nhạc dân gian-rock tiến bộ của Anh là Gryphon, người đã khám phá dòng dõi của âm nhạc và nhạc cụ thời Trung cổ và liên quan đến việc những người đó đã đóng góp như thế nào cho âm nhạc đương đại 500 năm sau. Cách tiếp cận sáng tạo này nhằm thu hút những người trẻ tuổi đến các viện bảo tàng như là một dấu ấn của giám đốc của Roy Strong, và sau đó đã được một số bảo tàng khác của Anh mô phỏng theo.
Tháng 3 năm 2018, đã có thông báo rằng Công tước phu nhân xứ Cambridge sẽ trở thành người bảo trợ hoàng gia đầu tiên của bảo tàng. Ngày 15 tháng 9 năm 2018, bảo tàng V&A đầu tiên bên ngoài Luân Đôn là V&A Dundee mở cửa đón khách. Bảo tàng này được xây dựng với chi phí 80,11 triệu bảng Anh, nằm trên bờ sông Dundee, và tập trung vào thiết kế Scotland, đồ nội thất, dệt may, thời trang, kiến trúc, kỹ thuật và thiết kế kỹ thuật số. Mặc dù cùng sử dụng tên V&A nhưng hoạt động và nhà tài trợ độc lập với V&A.

## Kiến trúc

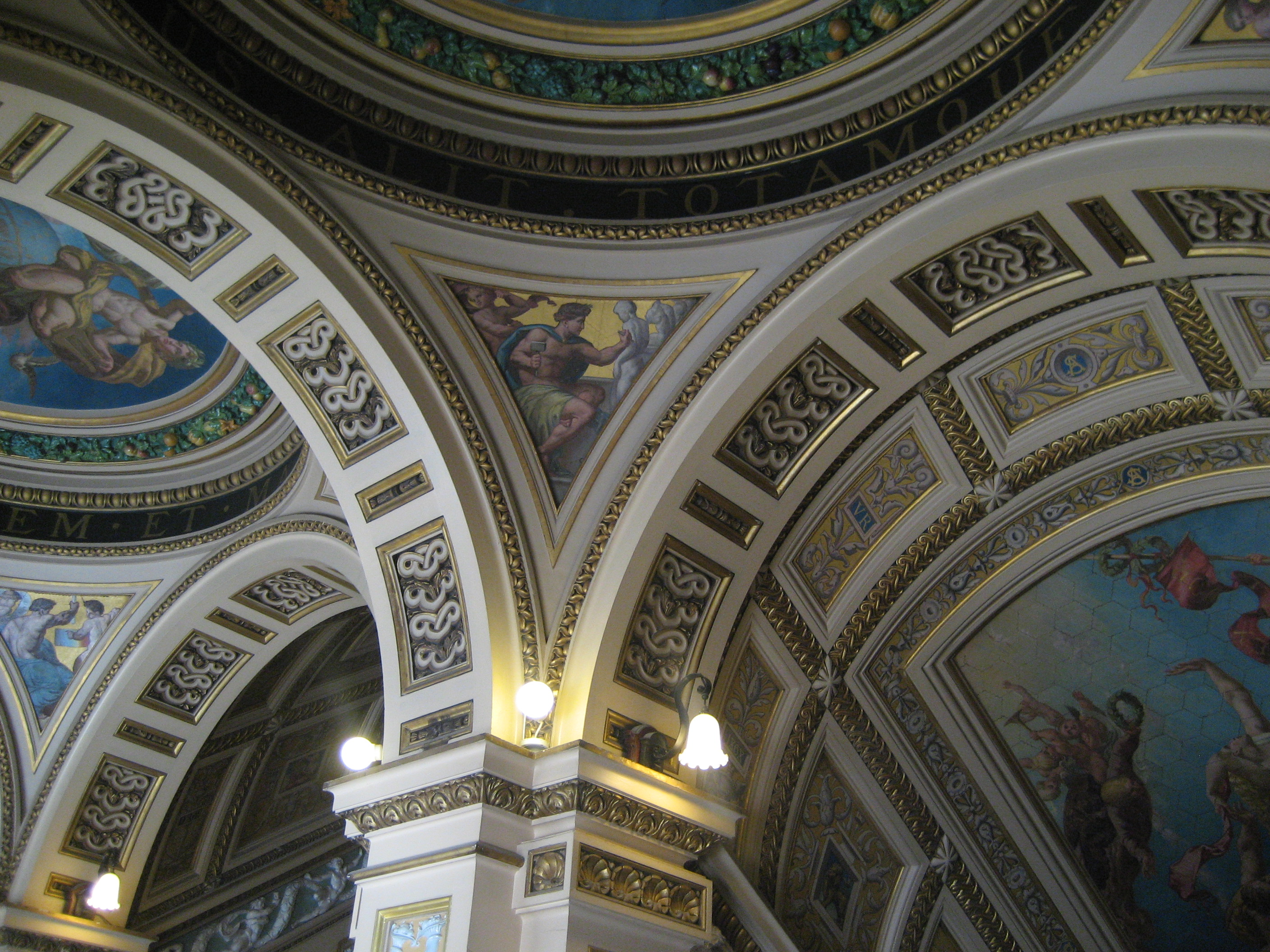
The Ceramic Staircase, thiết kế của Frank Moody

Các bộ phận thời Victoria của tòa nhà có lịch sử phức tạp do các kiến trúc sư khác nhau bổ sung từng phần. Thành lập vào tháng 5 năm 1852 nhưng mãi đến năm 1857, bảo tàng mới chuyển về địa điểm hiện nay. Khu vực này của London trước đây được gọi là Brompton, sau này đổi tên thành 'Nam Kensington'. Vùng đất bị Nhà Brompton Park chiếm đóng sau đó được mở rộng, đáng chú ý nhất là "Brompton Boilers", vốn là những phòng trưng bày bằng sắt thực dụng với vẻ ngoài tạm thời và đã được tháo dỡ để xây dựng Bảo tàng Trẻ em V&A. Tòa nhà đầu tiên được dựng lên vẫn là một phần của Phòng trưng bày Sheepshanks vào năm 1857 ở phía đông khu vườn. Kiến trúc sư chính là kỹ sư dân dụng Đại úy Francis Fowke, Kỹ sư Hoàng gia, do Cole bổ nhiệm. Việc mở rộng lớn tiếp theo do cùng một kiến trúc sư thiết kế, các phòng trưng bày Turner và Vernon được xây dựng năm1858–1859 để chứa các bộ sưu tập cùng tên (sau đó được chuyển đến Tate Gallery) và hiện được sử dụng làm phòng trưng bày tranh và thảm. Phần phía Bắc và Nam sau đó được xây dựng, cả hai đều mở cửa vào tháng 6 năm 1862. Hiện nay, chúng tạo thành các phòng trưng bày để triển lãm tạm thời và nằm ngay phía sau Phòng trưng bày Sheepshanks. Ở rìa phía bắc của địa điểm là Secretariat Wing; cũng được xây dựng vào năm 1862, nơi này có văn phòng và phòng họp, v.v. và không mở cửa cho công chúng.

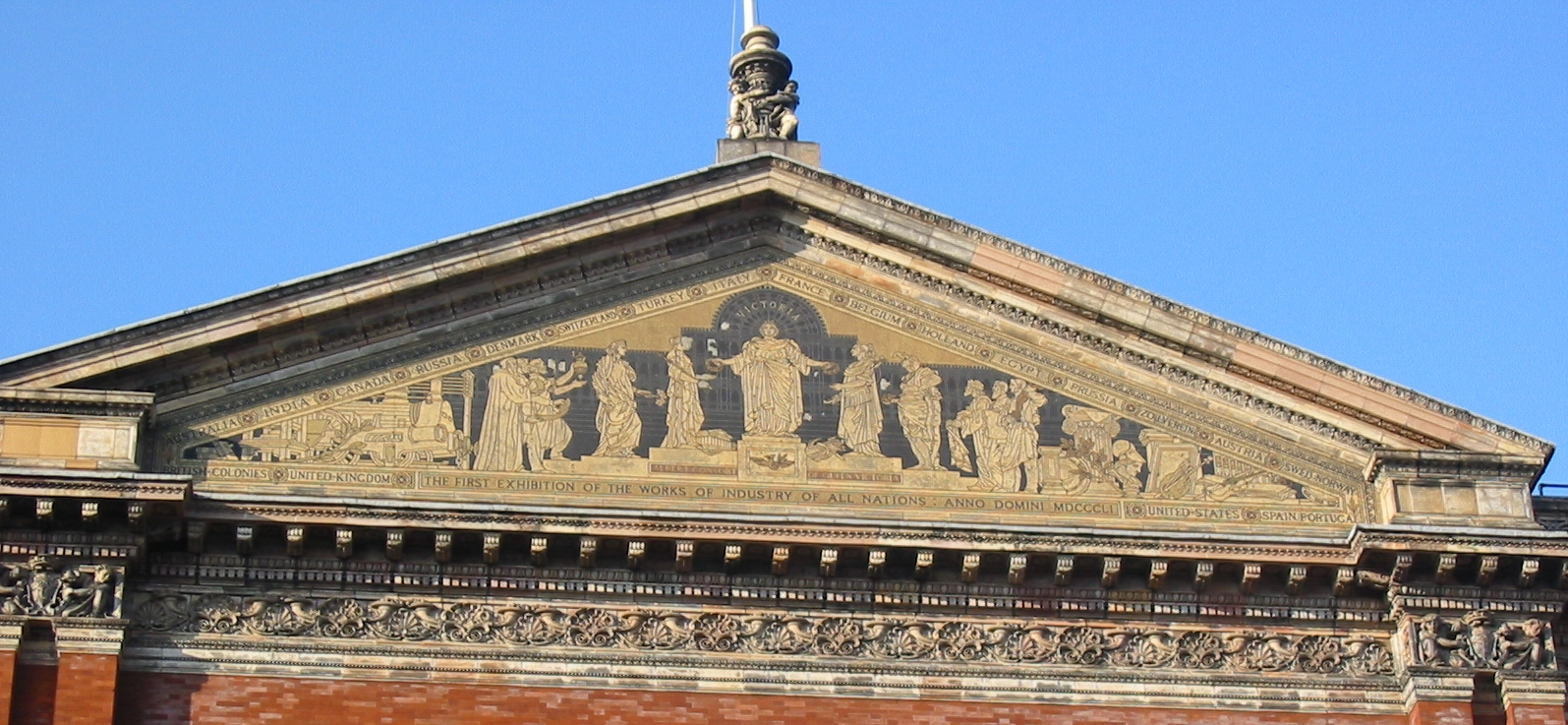
Bức tranh khảm trong khuôn viên của North Façade, do Godfrey Sykes thiết kế

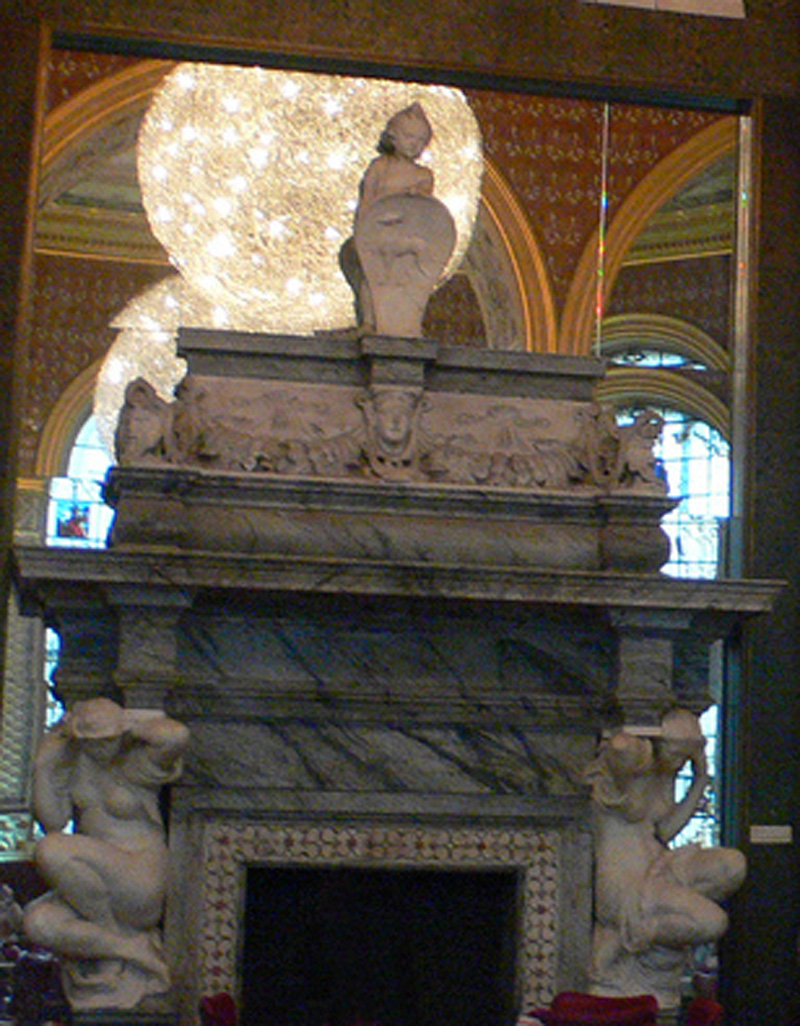
Lò sưởi Nhà Dorchester, của Alfred Stevens, phòng Centre Refreshment

### Thời kỳ Edwardian

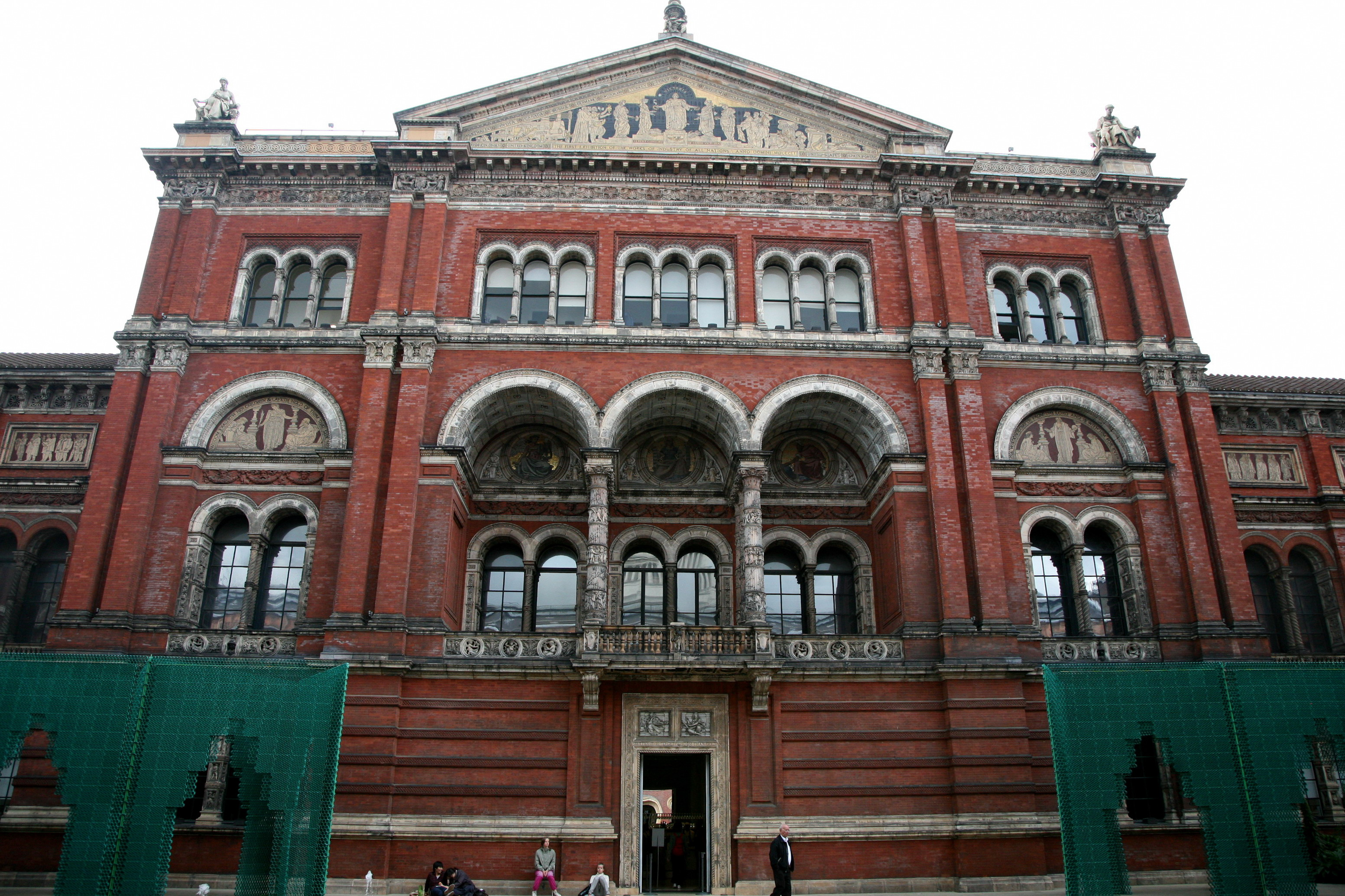
Phía bắc khu vườn, của Đại Uý Francis Fowke, Kỹ sư Hoàng gia 1864–69
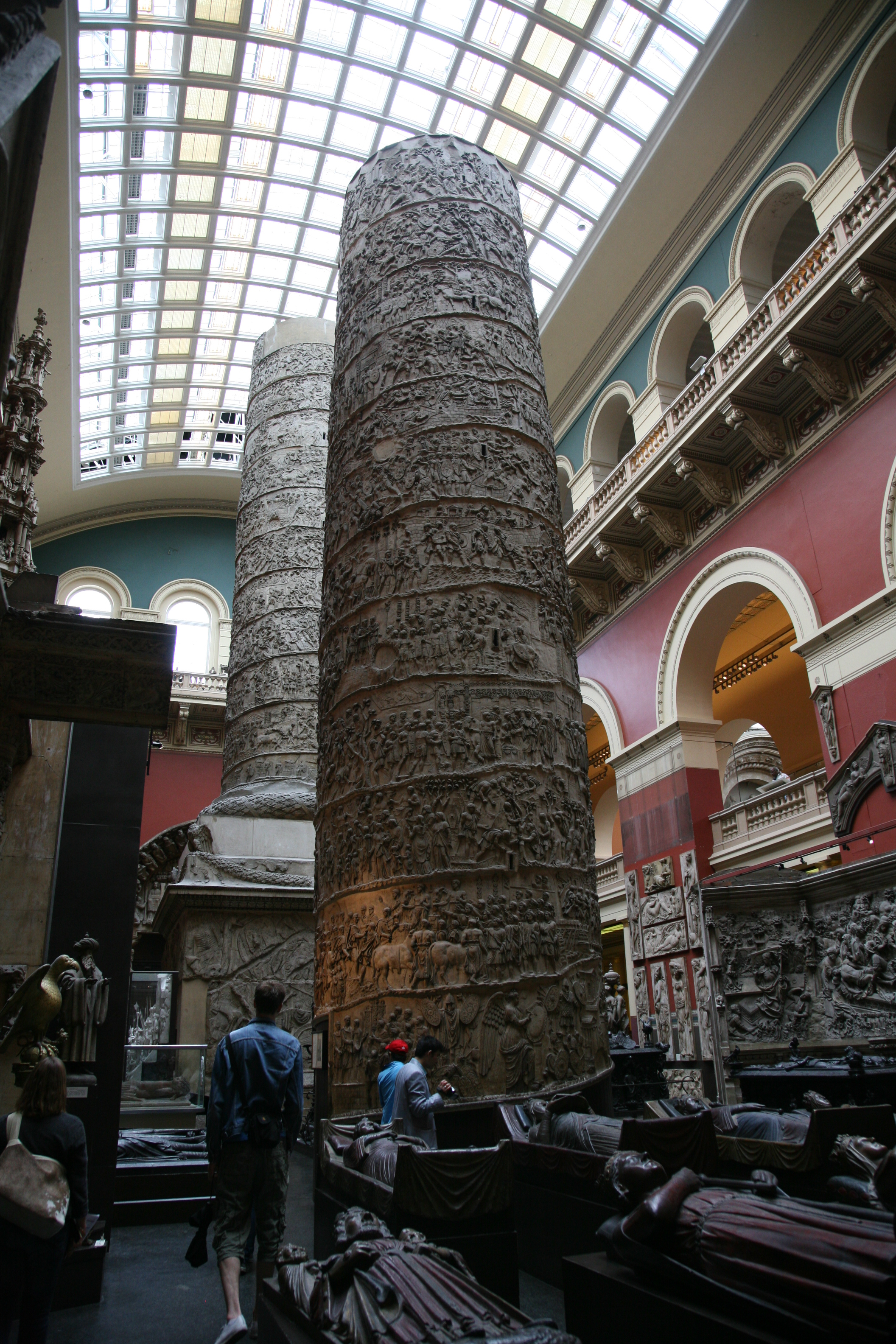
Western Cast Court, của Henry Young Darracott Scott 1870–73
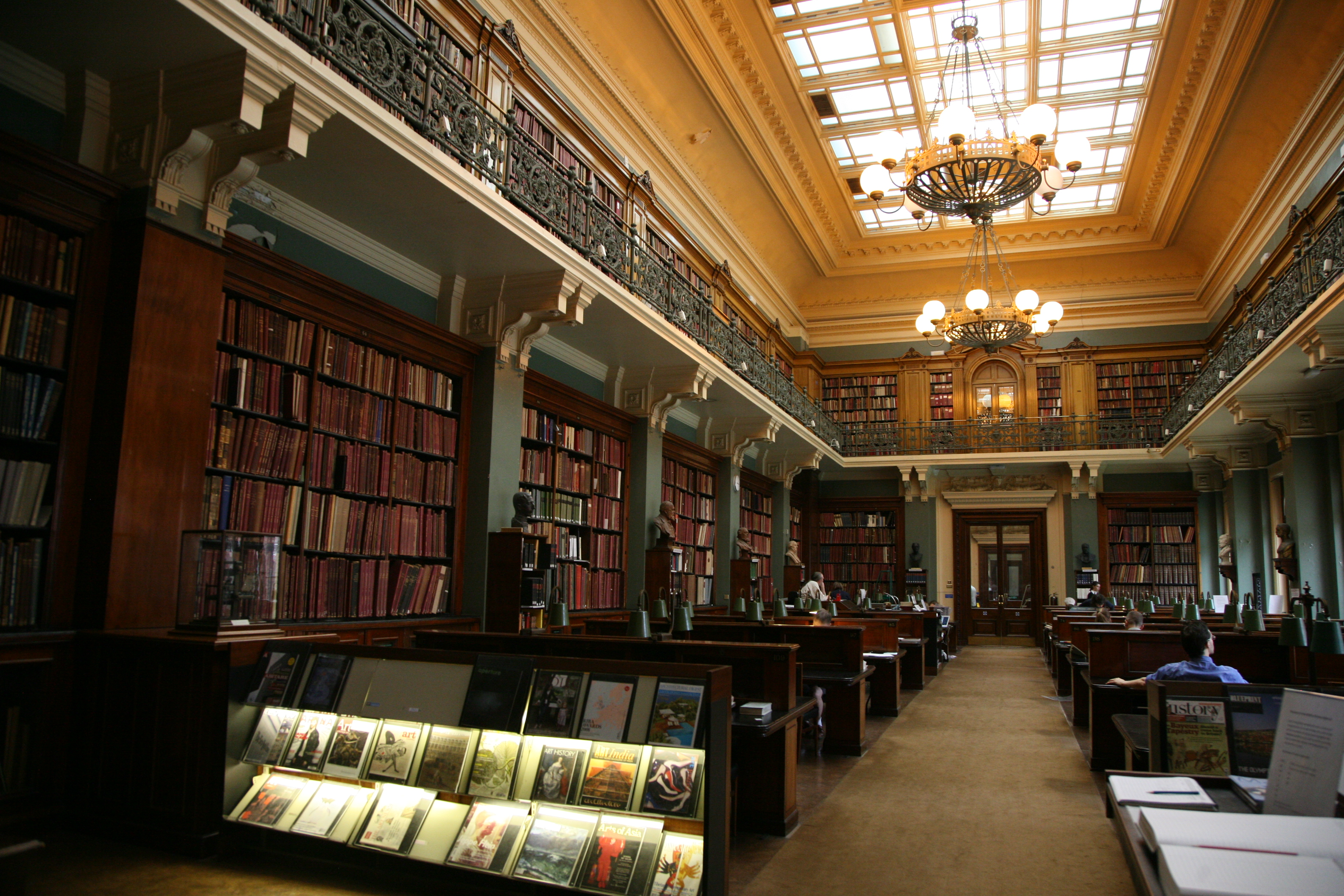
Thư viện Nghệ thuật của Scott và những nhà thiết kế khác 1877–1883
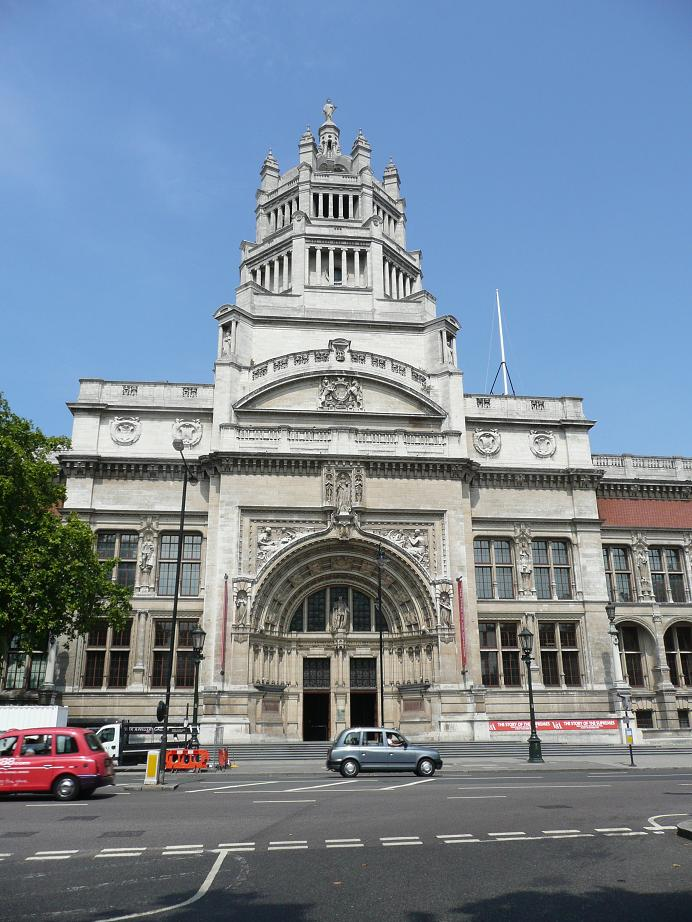
Cổng chính của Aston Webb 1899–1909

### Thời kỳ hậu chiến

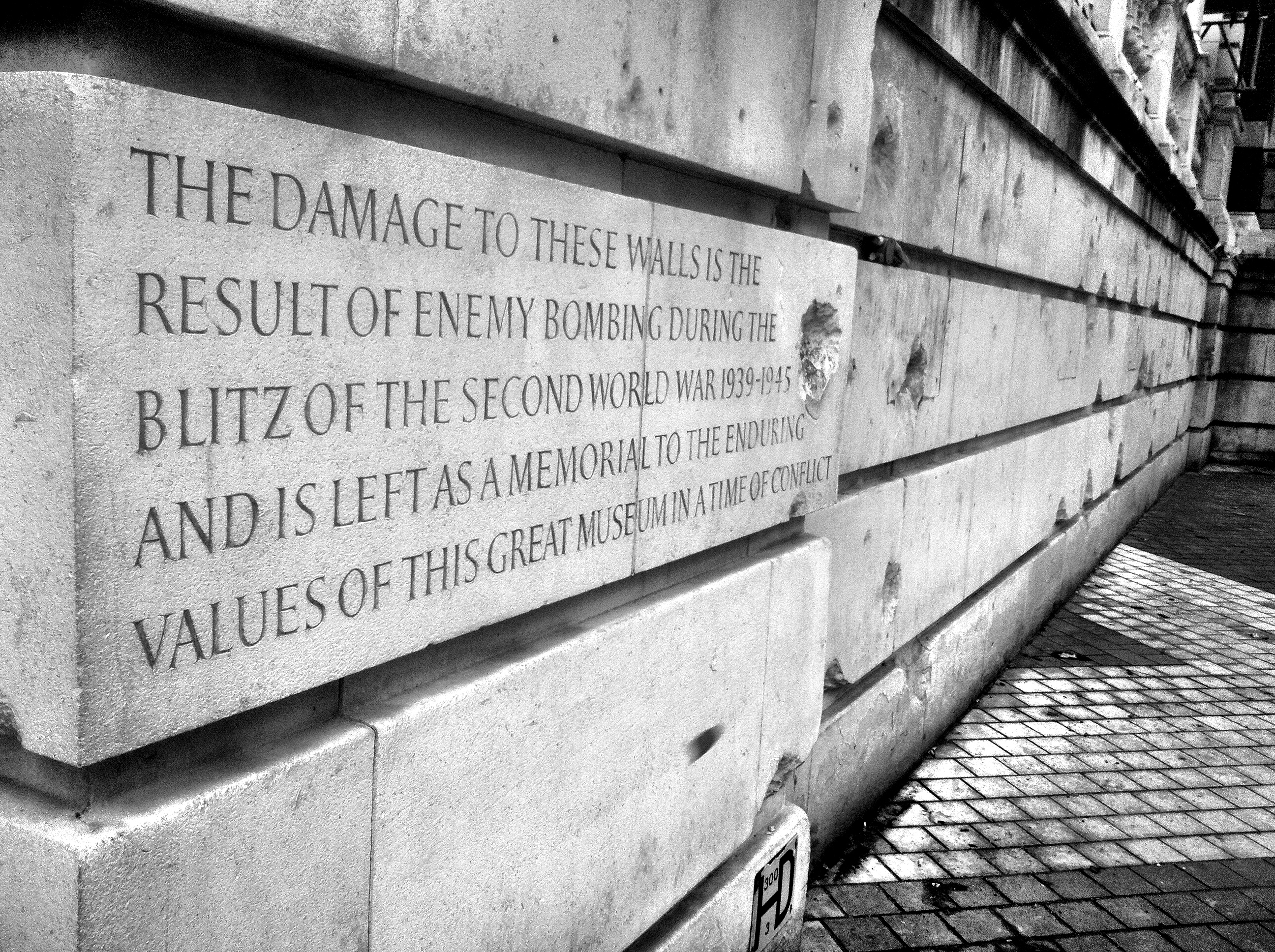
Thiệt hại bom trên mặt tiền đường triển lãm

Bảo tàng đã tồn tại sau Chiến tranh thế giới thứ hai với một số thiệt hại nhỏ do bom gây ra. Tổn thất nặng nề nhất là kính màu thời Victoria trên Cầu thang gốm sứ, bị nổ tung khi bom rơi gần đó; Các vết rỗ vẫn còn nhìn thấy trên mặt tiền của bảo tàng là do các mảnh vỡ của bom gây ra.

#### Khu vườn

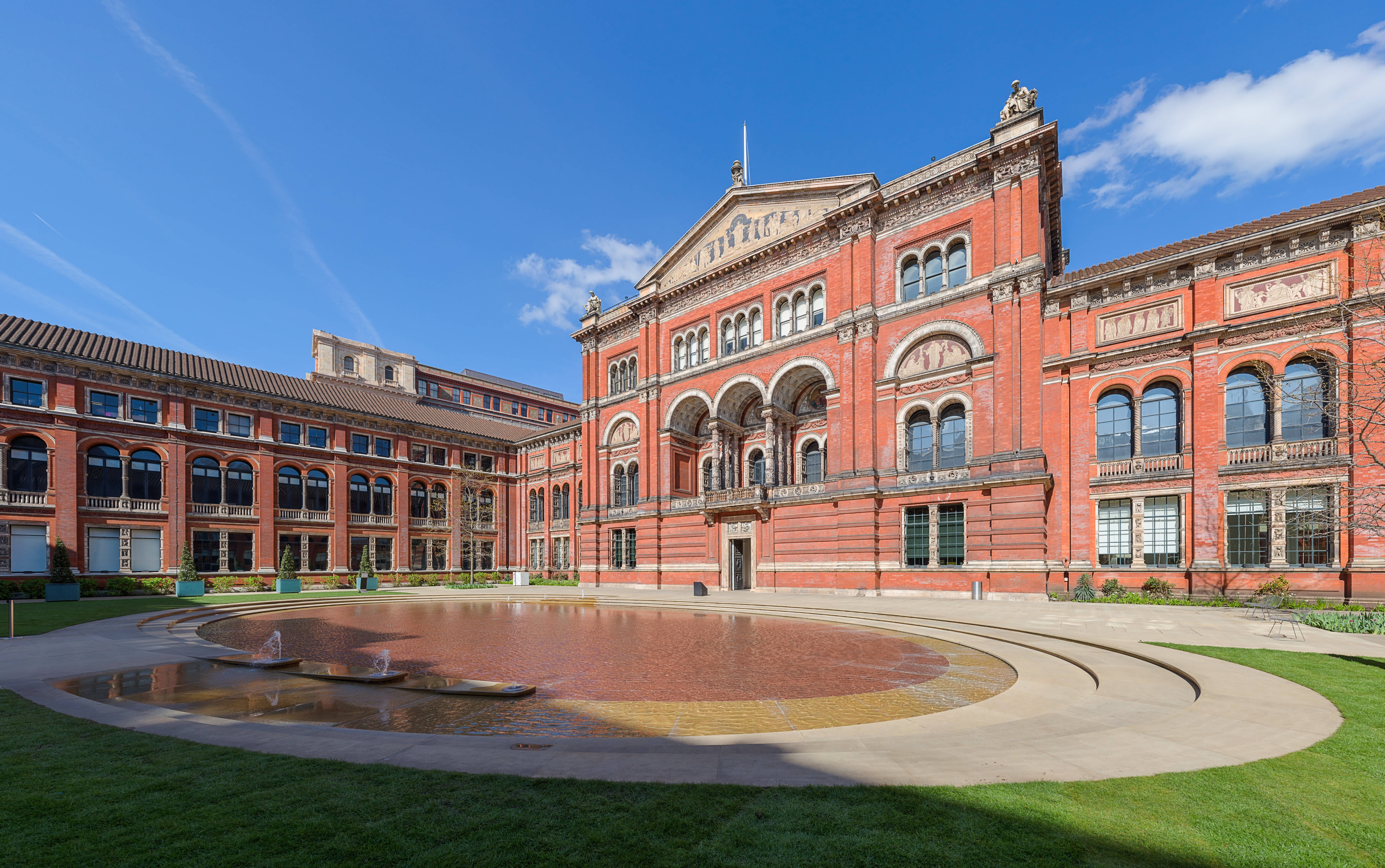
Khu vườn John Madejski, mở cửa năm 2005

Khu vườn trung tâm được Kim Wilkie thiết kế lại và khai trương với tên gọi Vườn John Madejski vào ngày 5 tháng 7 năm 2005. Thiết kế là sự pha trộn tinh tế giữa truyền thống và hiện đại: cách bài trí trang trọng; có đặc điểm mặt nước hình elip được xếp bằng đá với các bậc thang xung quanh để có thể thoát nước ra mỗi khi sử dụng khu vực này cho mục đích tiếp khách, họp mặt hoặc triển lãm. Đây là khu phía trước những cánh cửa bằng đồng dẫn đến các phòng nghĩ. Một con đường trung tâm được bao quanh bởi những bãi cỏ dẫn đến phòng trưng bày tác phẩm điêu khắc. Các phía bắc, đông và tây có các đường viền thân dọc theo các bức tường của bảo tàng với các con đường phía trước tiếp nối dọc theo mặt tiền phía nam. Ở hai góc của mặt tiền phía bắc, có trồng một cây American Sweetgum. Các rìa phía nam, phía đông và phía tây của bãi cỏ có các chậu trồng cây bằng kính trồng cây cam và chanh vào mùa hè, được thay thế bằng nguyệt quế vào mùa đông.

#### Khu triển lãm

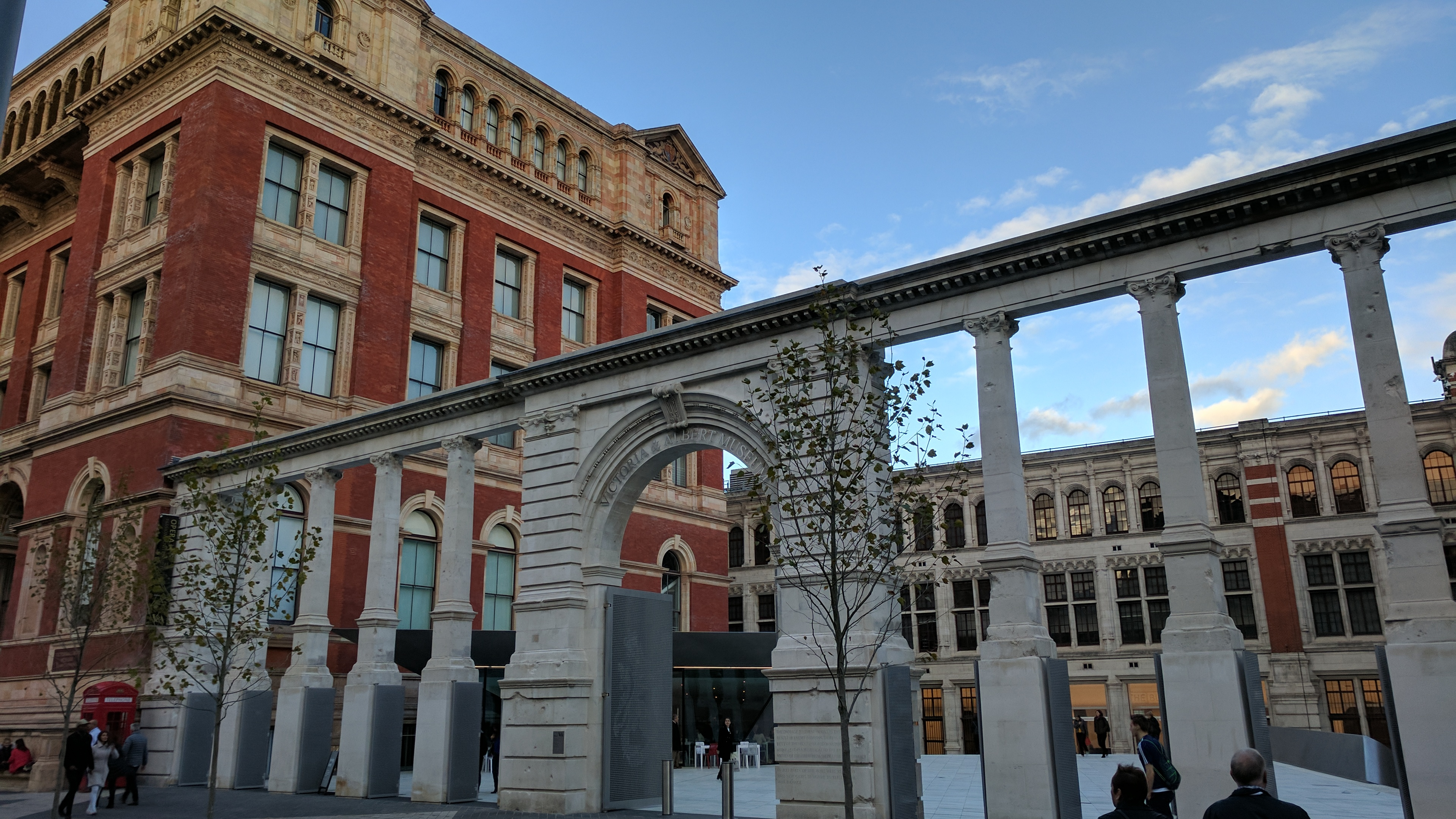
Lối vào và sân mới trên Exhibition Road, khai trương năm 2017

Năm 2011, V&A thông báo công ty AL A có trụ sở tại Luân Đôn đã giành chiến thắng trong một cuộc thi quốc tế về việc xây dựng một phòng trưng bày mới trên Exhibition Road. Kế hoạch cho chương trình đã được cấp vào năm 2012. Nó thay thế phần mở rộng được Daniel Libeskind và Cecil Balmond đề xuất thiết kế nhưng bị bỏ ngõ vào năm 2004 sau khi không nhận được tài trợ từ Heritage Lottery Fund.

## Bộ sưu tập
Không dễ để tóm tắt các khu vực sưu tầm của bảo tàng vồn đã phát triển một phần thông qua những nỗ lực tránh trùng lặp quá nhiều với các bảo tàng quốc gia khác ở London. Nói chung, thế giới cổ điển của phương Tây và Cận Đông cổ đại được để lại cho Bảo tàng Anh và các bức tranh phương Tây cho Bảo tàng Quốc gia London, mặc dù cũng có các ngoại lệ, chẳng hạn như chân dung thu nhỏ, V&A có bộ sưu tập quốc gia chính.
Các bộ sưu tập chia thành mười sáu khu vực trưng bày, với tổng số trên 6,5 triệu đối tượng, nhưng không phải tất cả các mục đều được hiển thị hoặc lưu trữ tại V&A. Có một kho lưu trữ tại Nhà Blythe, West Kensington, cũng như các tổ chức phụ do V&A quản lý, Bảo tàng cũng cho các tổ chức khác mượn các hiện vật. Phần sau liệt kê từng bộ sưu tập được trưng bày và số lượng đối tượng trong bộ sưu tập.
| Bộ sưu tập                                                                           | Số hiện vật |
| ------------------------------------------------------------------------------------ | ----------- |
| Kiến trúc (phụ lục của RIBA)                                                         | 2,050,000   |
| Châu Á                                                                               | 160,000     |
| Phòng trưng bày của Anh (hiển thị giữa các bộ phận)                                  | ...         |
| Gốm sứ                                                                               | 74,000      |
| Thời thơ ấu (phụ lục củaV&A)                                                         | 20,000      |
| Thiết kế, Kiến trúc và Kỹ thuật số                                                   | 800         |
| Đồ trang sức & Thời trang                                                            | 28,000      |
| Đồ gỗ                                                                                | 14,000      |
| Thủy tinh                                                                            | 6,000       |
| Đồ sắt                                                                               | 31,000      |
| Tranh & Bản vẽ                                                                       | 202,500     |
| Ảnh chụp                                                                             | 500,000     |
| Bản in và Sách                                                                       | 1,500,000   |
| Điêu khắc                                                                            | 17,500      |
| Dệt may                                                                              | 38,000      |
| Nhà hát (bao gồm Phòng đọc Bộ sưu tập Nhà hát V&A, một khu phụ của Bảo tàng Nhà hát) | 1,905,000   |

Bảo tàng có 145 phòng trưng bày, nhưng với phạm vi rộng lớn của các bộ sưu tập, chỉ có một tỷ lệ nhỏ được trưng bày. Nhiều thương vụ mua lại chỉ được thực hiện với sự hỗ trợ của Quỹ sưu tập nghệ thuật quốc gia.

#### Nam Á

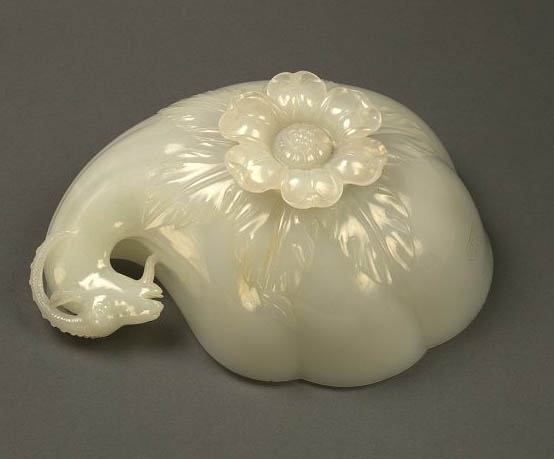
Ly rượu của Shah Jahan.

### Châu Á

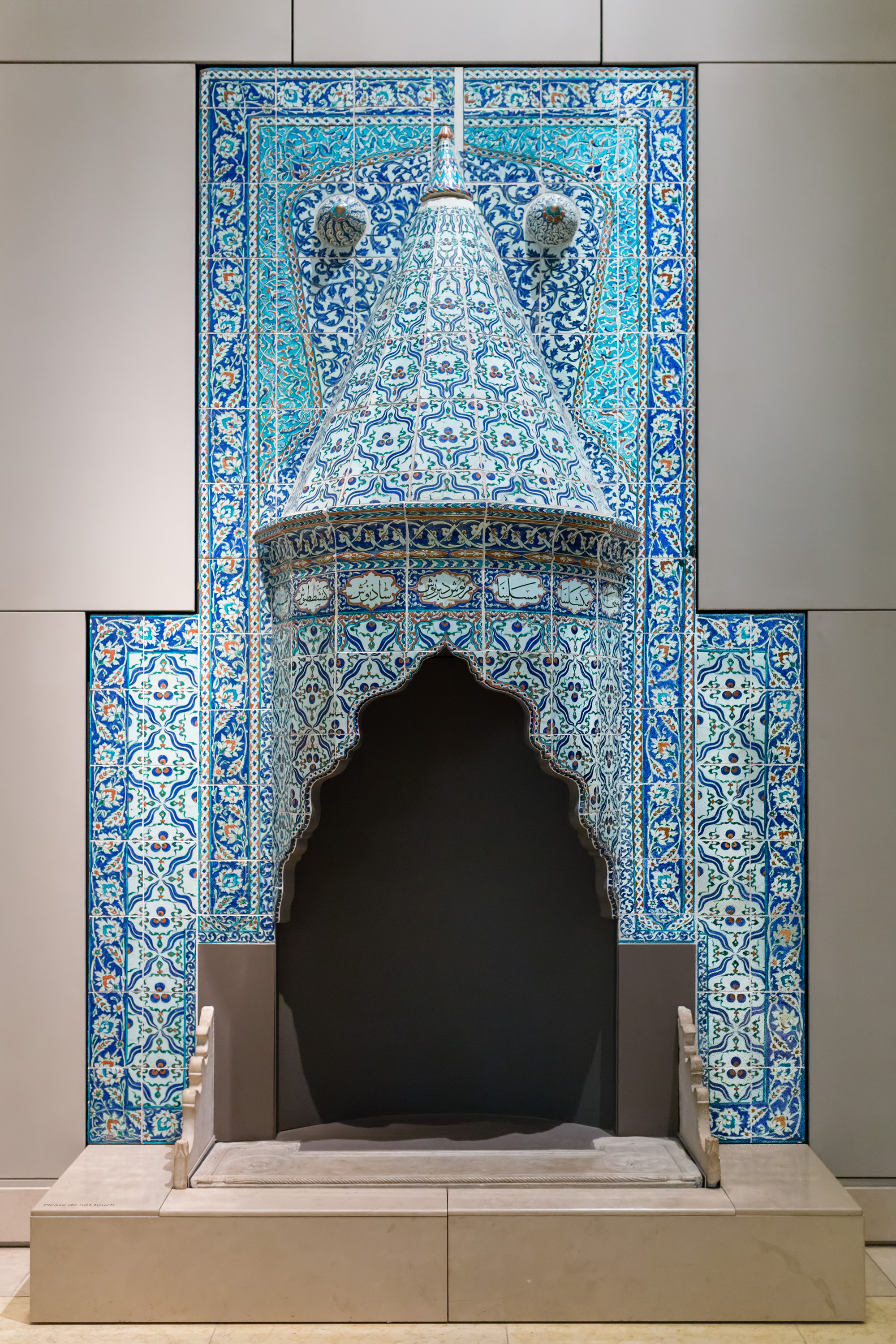
Tilework Chimneypiece, Thổ Nhĩ Kỳ, có lẽ là Istanbul, có niên đại 1731

#### Đông Á

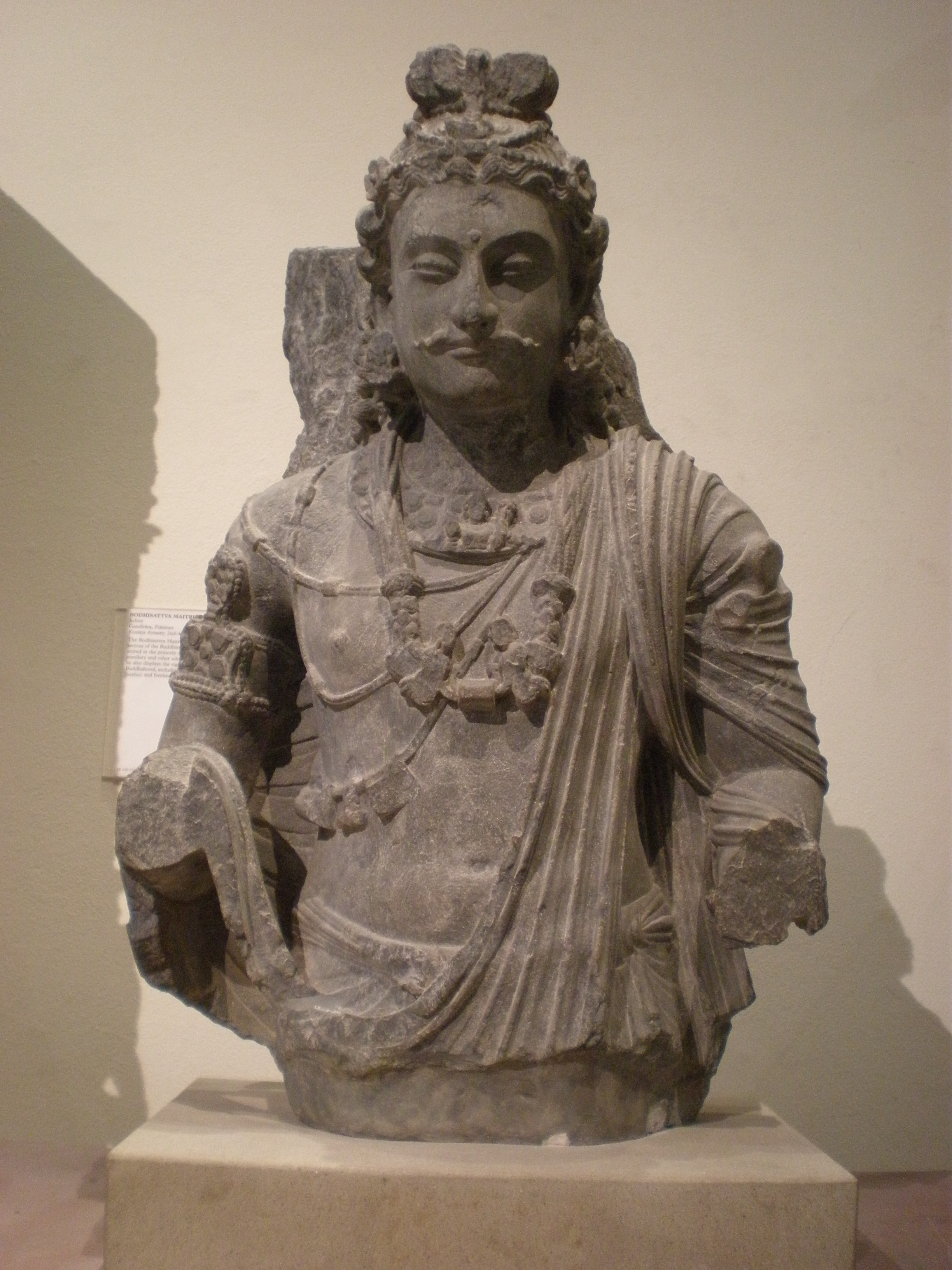
Di Lặc Bồ tát, Gandhara, Pakistan, Vương triều Kusana, thế kỷ thứ 2 đến thứ 4 sau Công nguyên
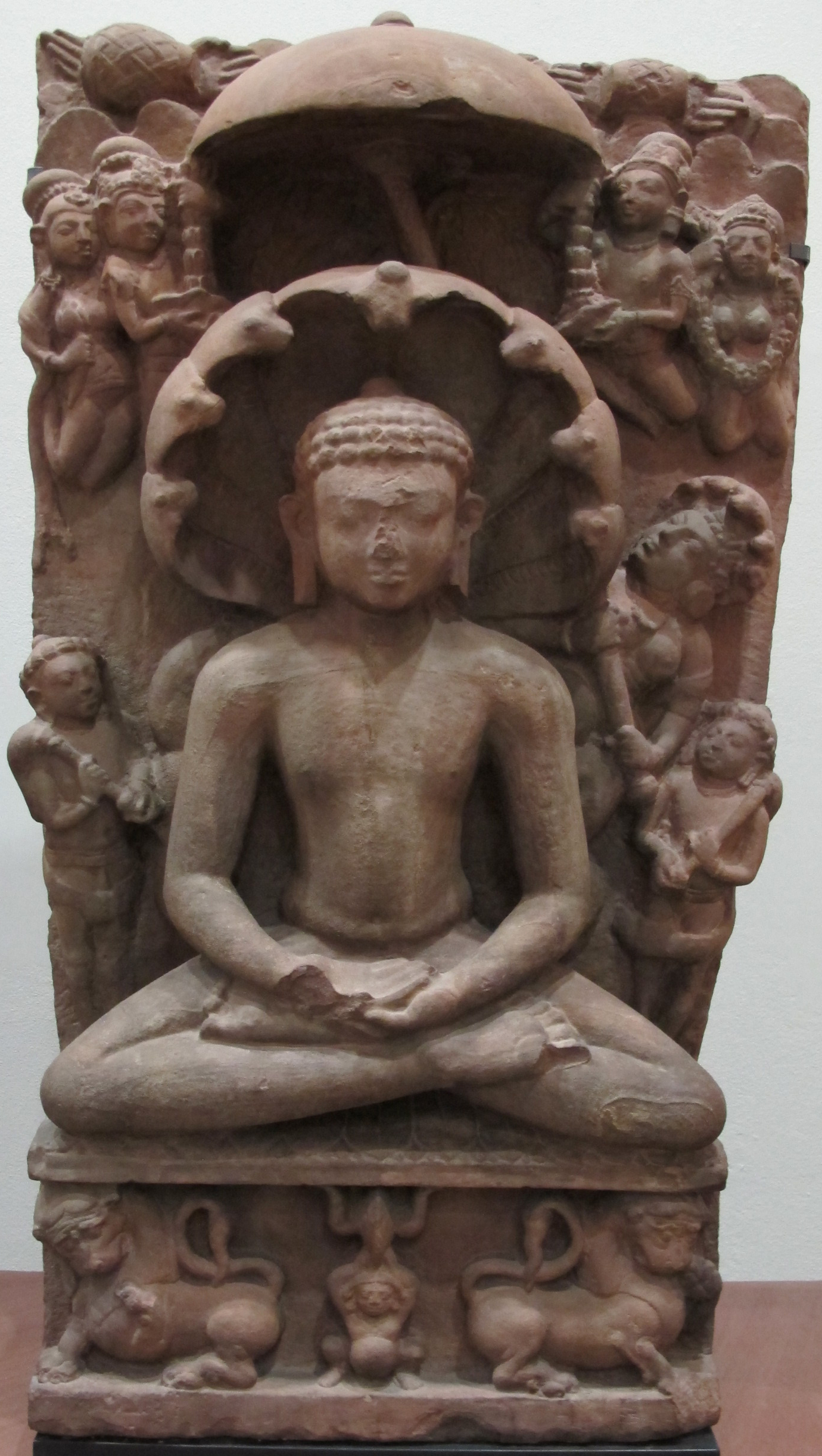
Hình ảnh mô tả Lord Parshvanatha, Ấn Độ, thế kỷ thứ 7
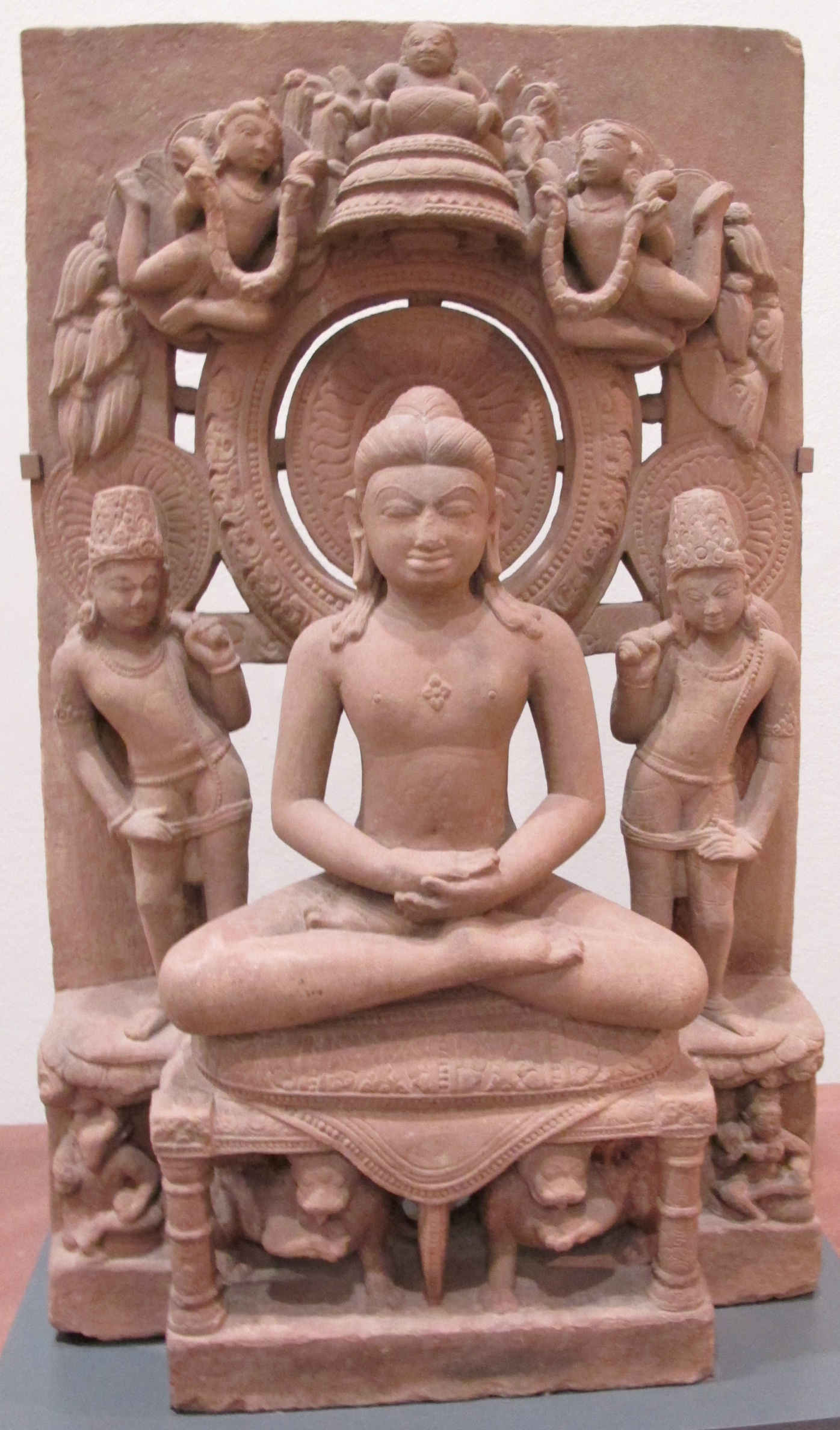
Hình ảnh mô tả Lord Rishabhanatha có niên đại vào thế kỷ thứ 9, Ấn Độ
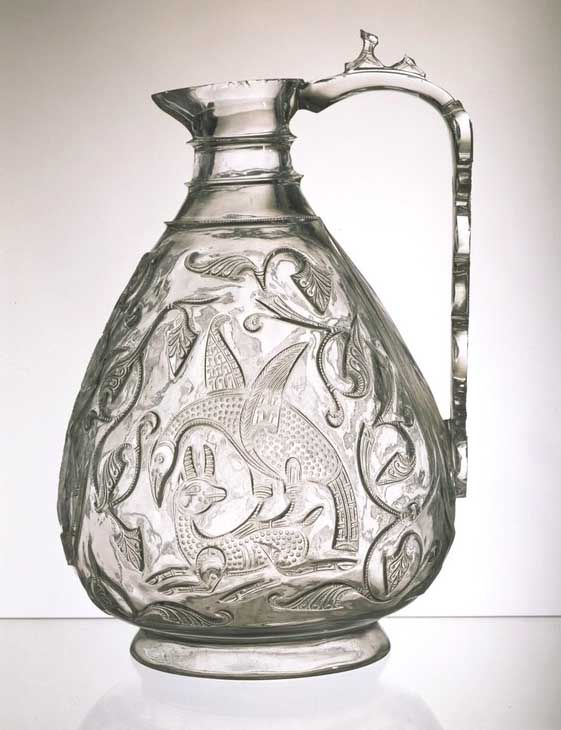
Thế kỷ thứ 10, máy pha lê đá
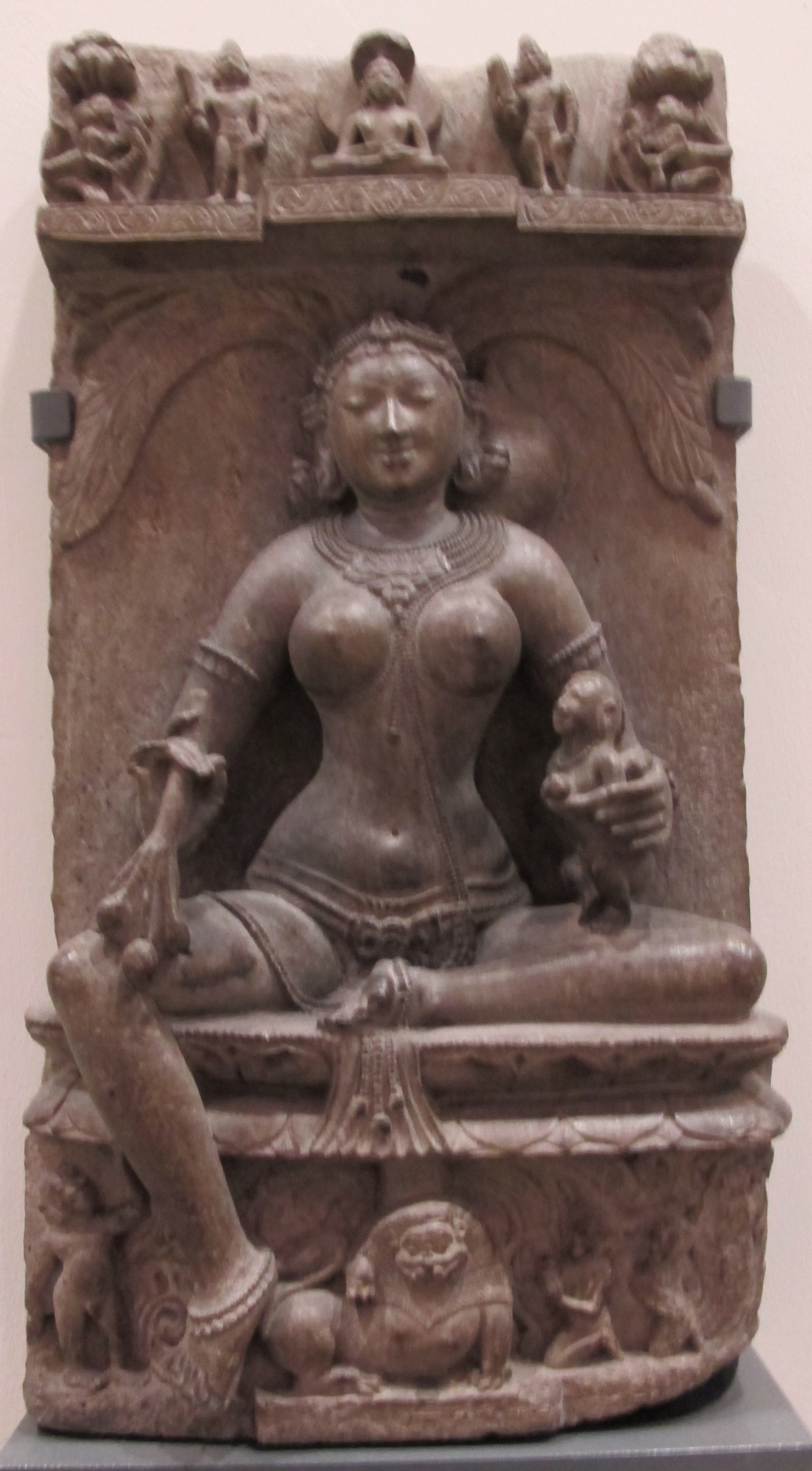
Nữ thần Jain Ambika, Odisha, Ấn Độ, thế kỷ 12
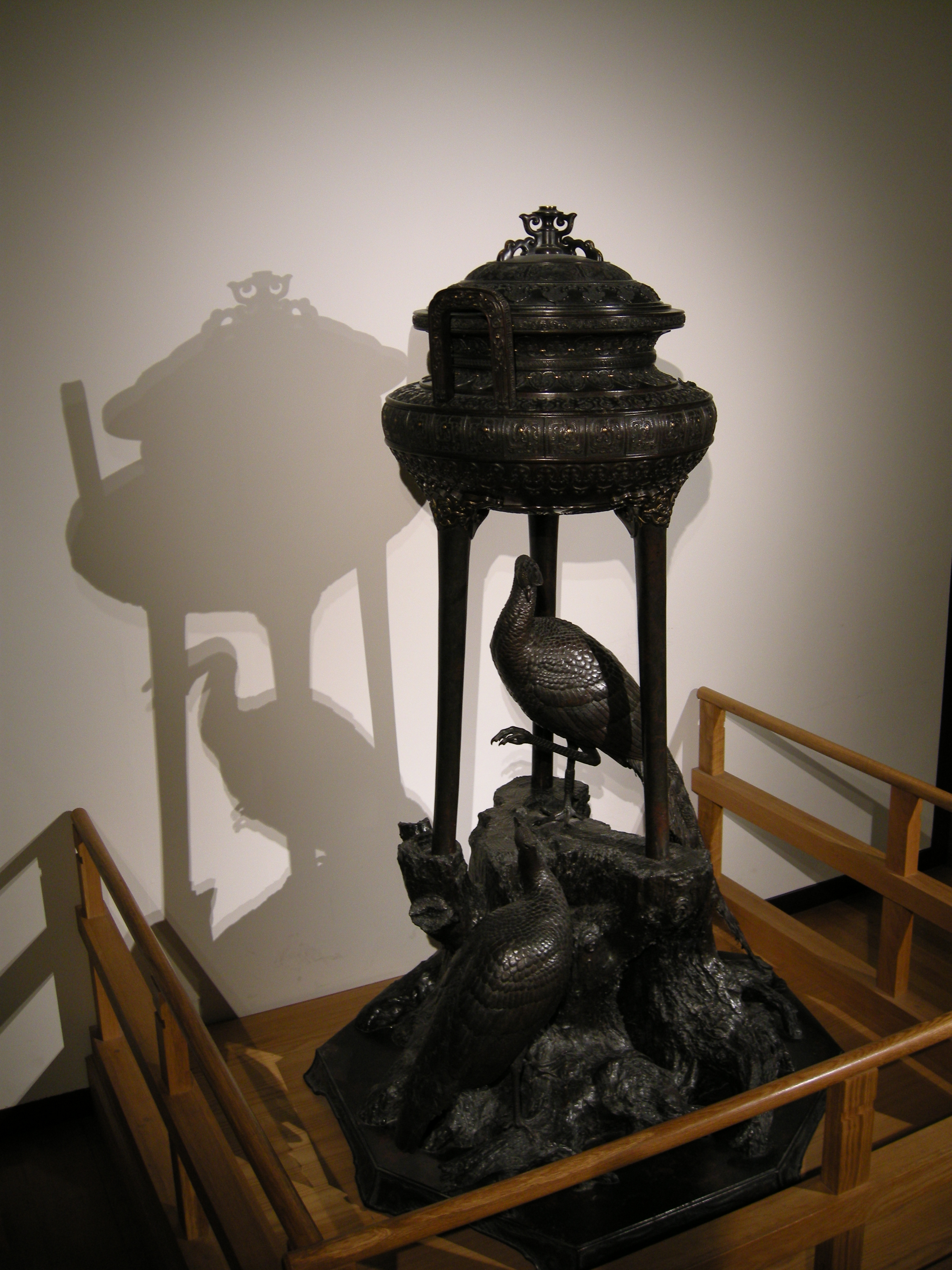
Lư hương Nhật Bản, có chữ ký 'Dai Nippon, Koko Sei', bằng đồng được khảm bằng đồng mạ vàng và các hợp kim kim loại mềm khác c.1877
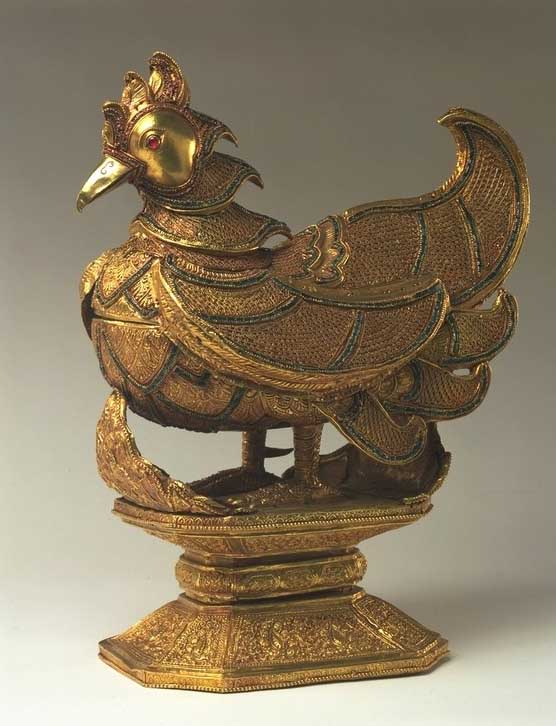
Hộp đựng trầu, thế kỷ 19, Bức tượng làm việc bằng vàng trên đất vàng, được viền bằng các dải hồng ngọc và ngọc lục bảo giả, Mandalay, Miến Điện

### Sách

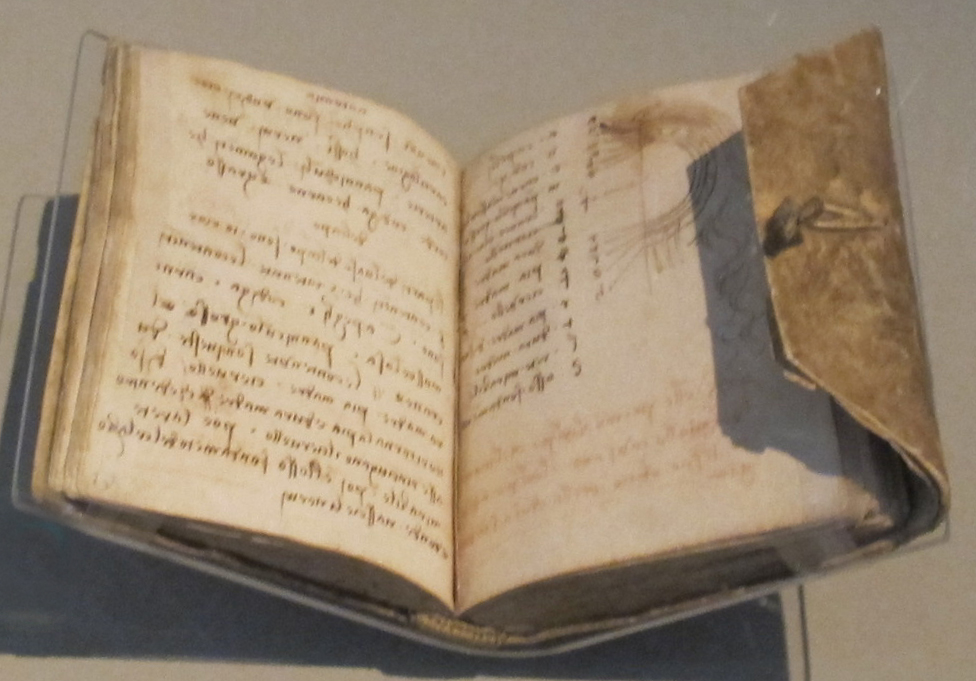
Leonardo da Vinci, Codex Forster III, 1490–1505

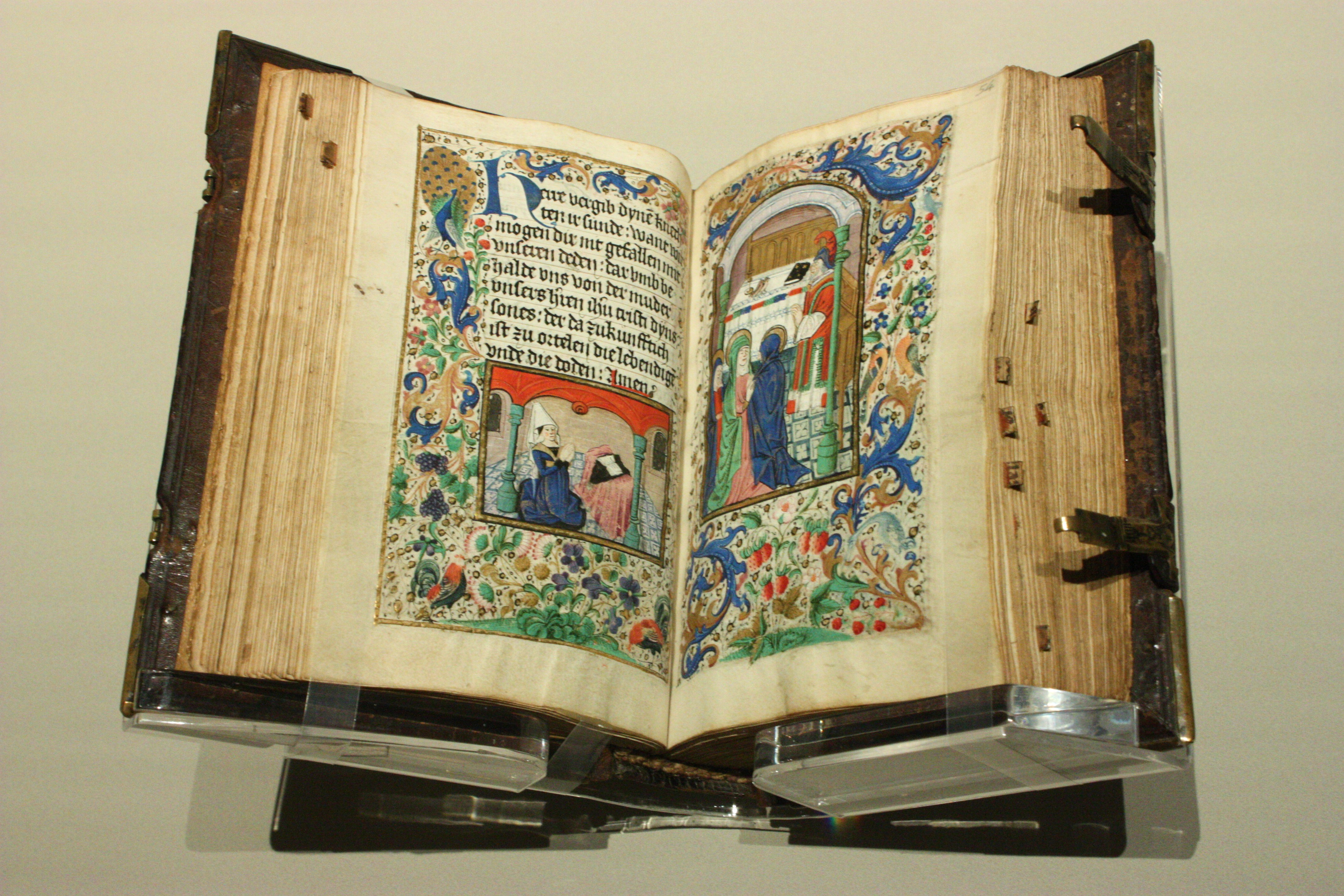
BLW Bản thảo của Thời gian, khoảng 1480–1490
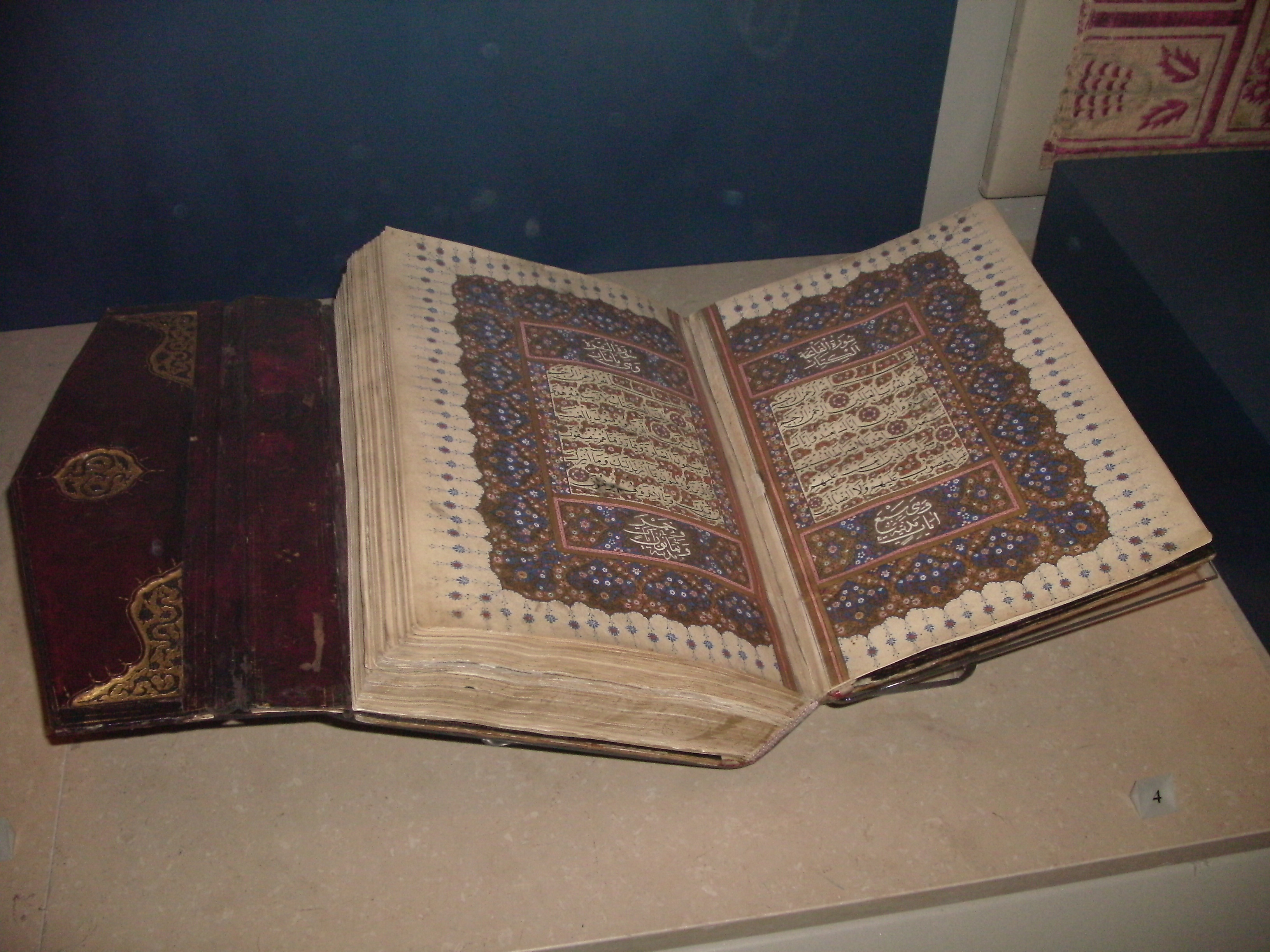
BLW Kinh Qur'an

### Phòng trưng bày Anh

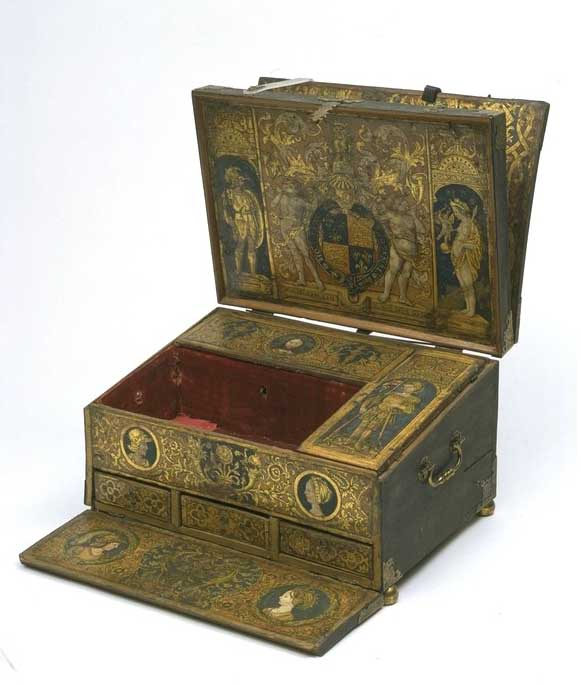
Hộp viết của Henry VIII
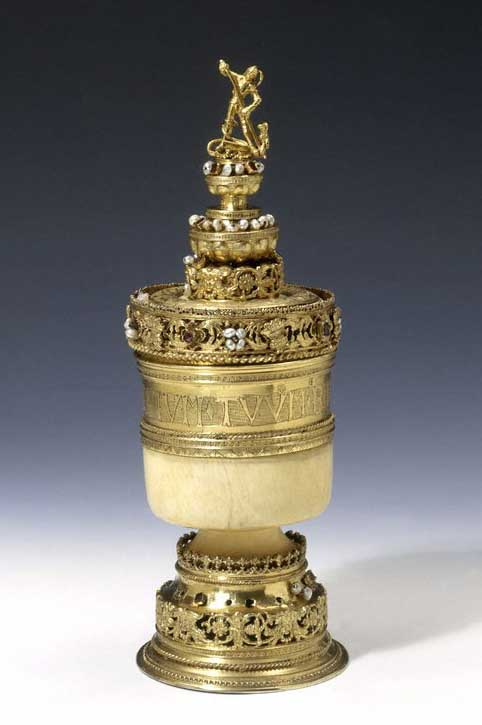
Howard Grace Cup
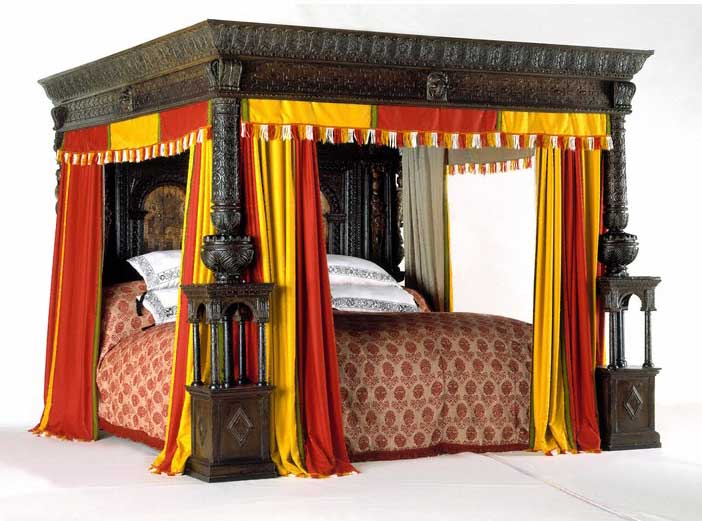
Great Bed of Ware, một trong những chiếc giường lớn nhất thế giới
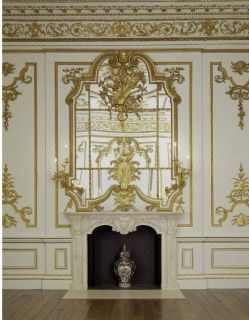
Phòng âm nhạc Nhà Norfolk
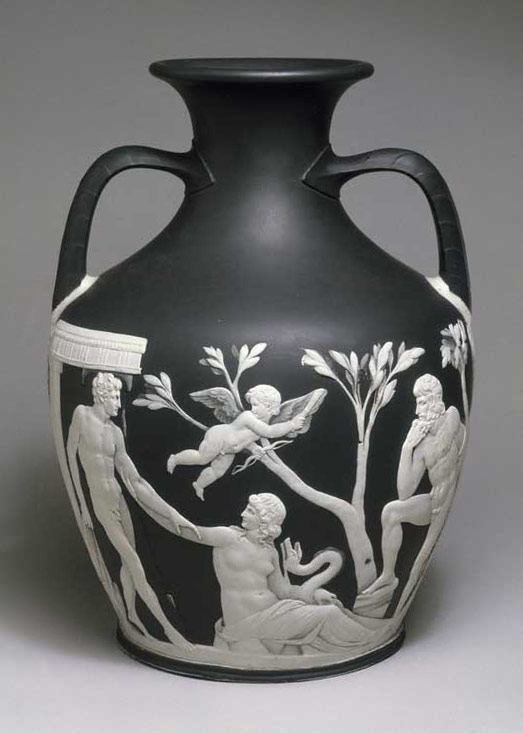
Bình Wedgwood Ba Lan

### Các cánh

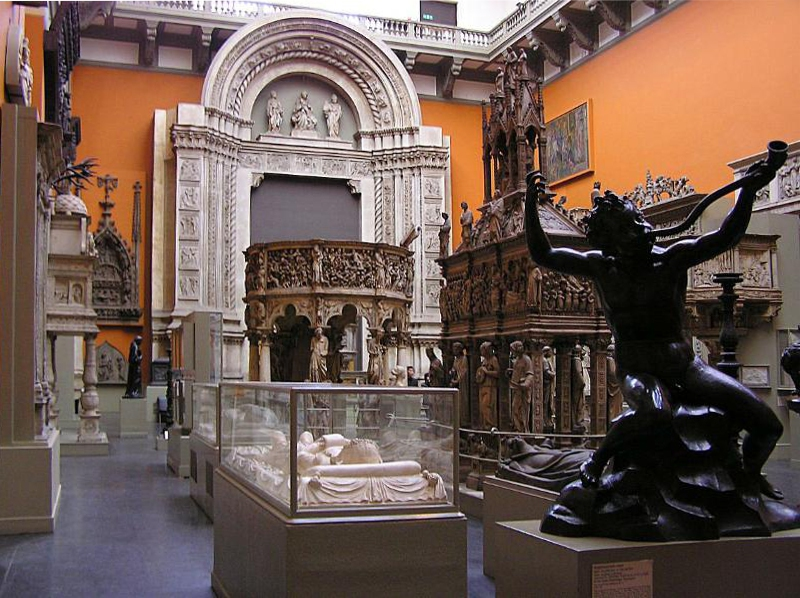
Phòng 46b; Cast Court—Phôi thạch cao "Porta Magna" của San Petronio Basilica, Bologna, Jacopo della Quercia
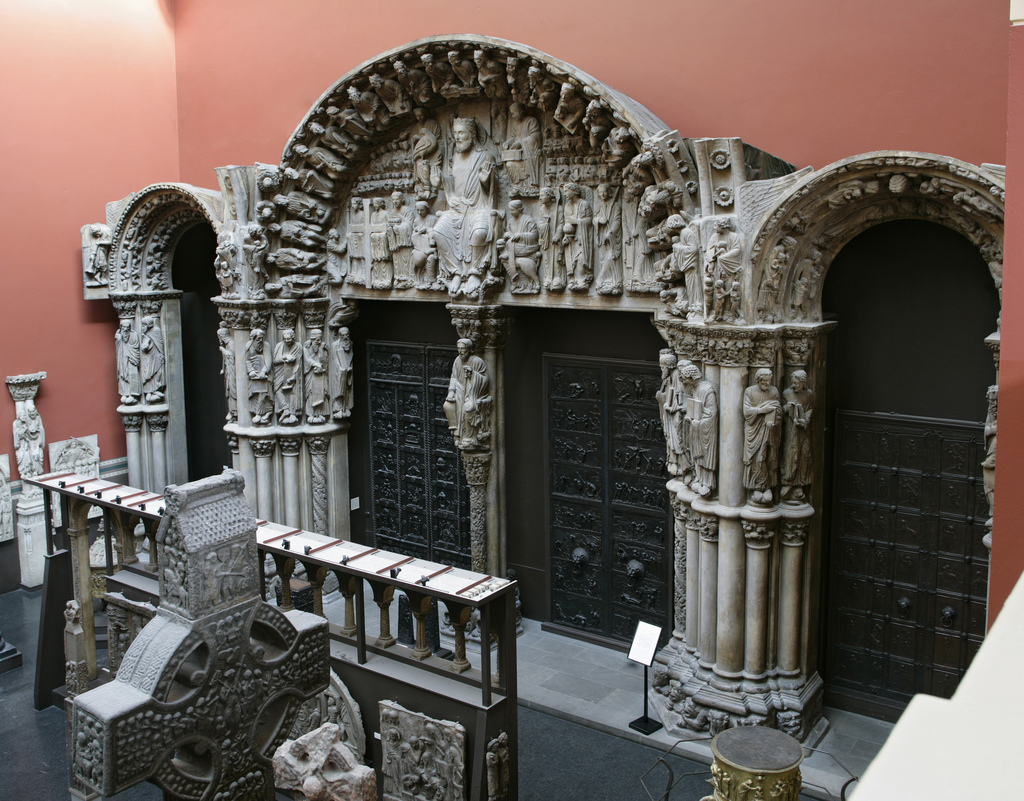
Phòng 46a; Cast Court—Bản sao thạch cao của 'Pórtico da Gloria' trong Nhà thờ chính tòa Santiago de Compostela
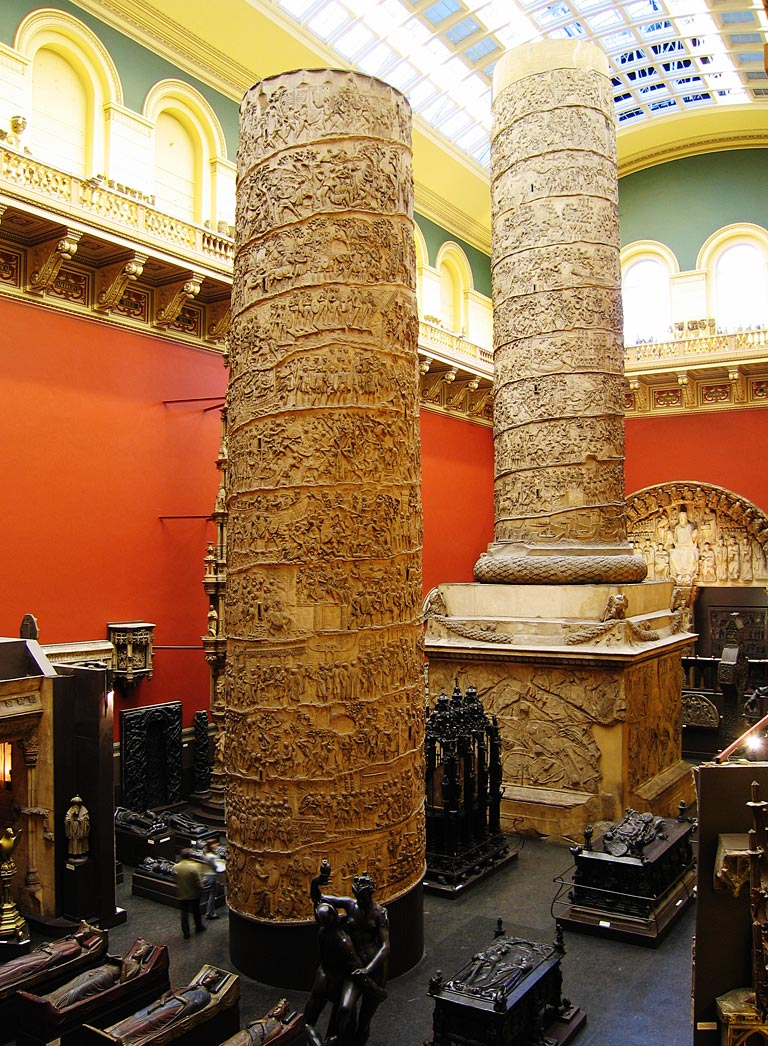
Cast Court—Bản sao thạch cao của Cột Trajan
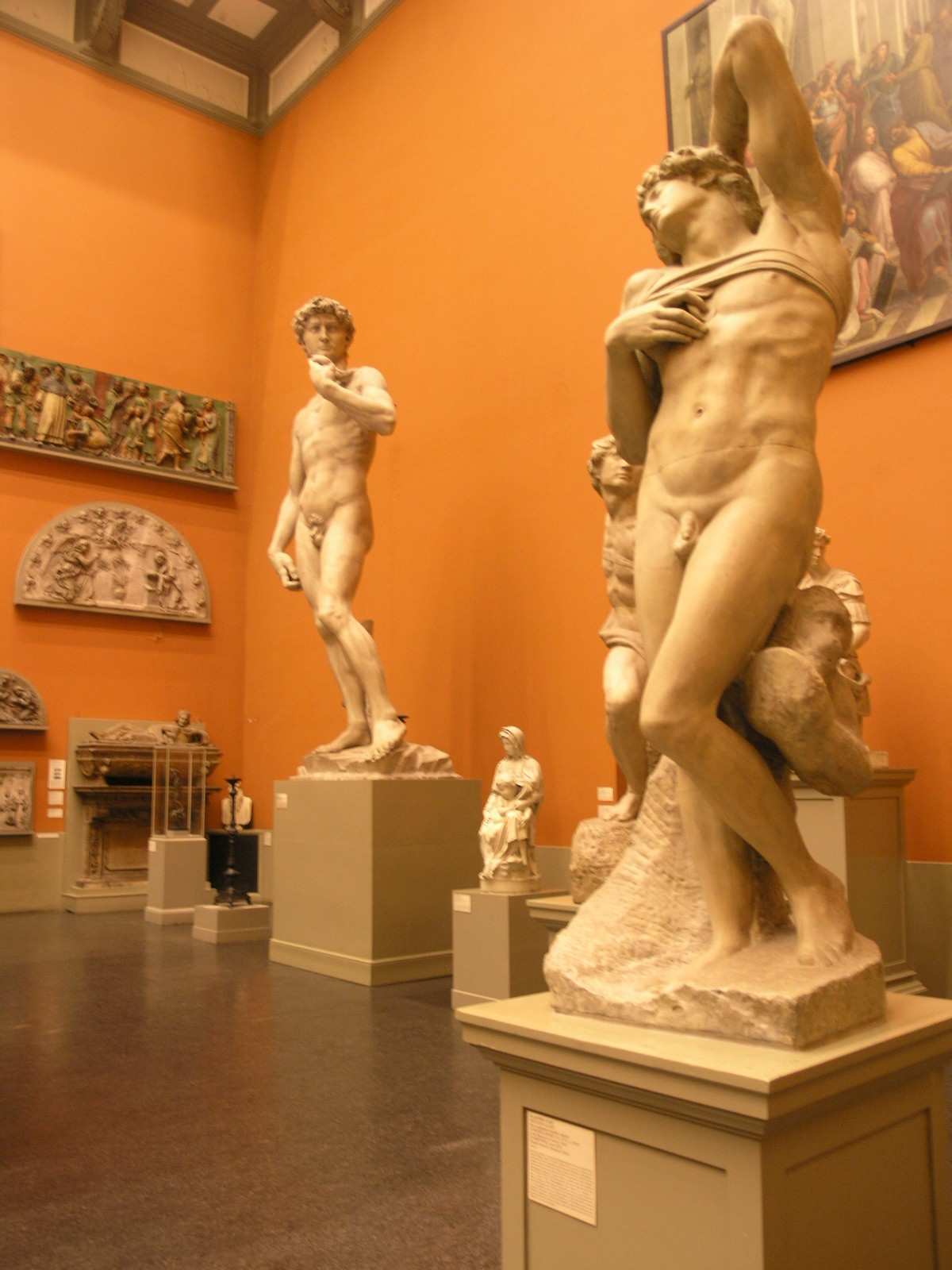
Phòng 46b; Cast Court—Bản sao thạch cao của David and The Slave, của Michelangelo
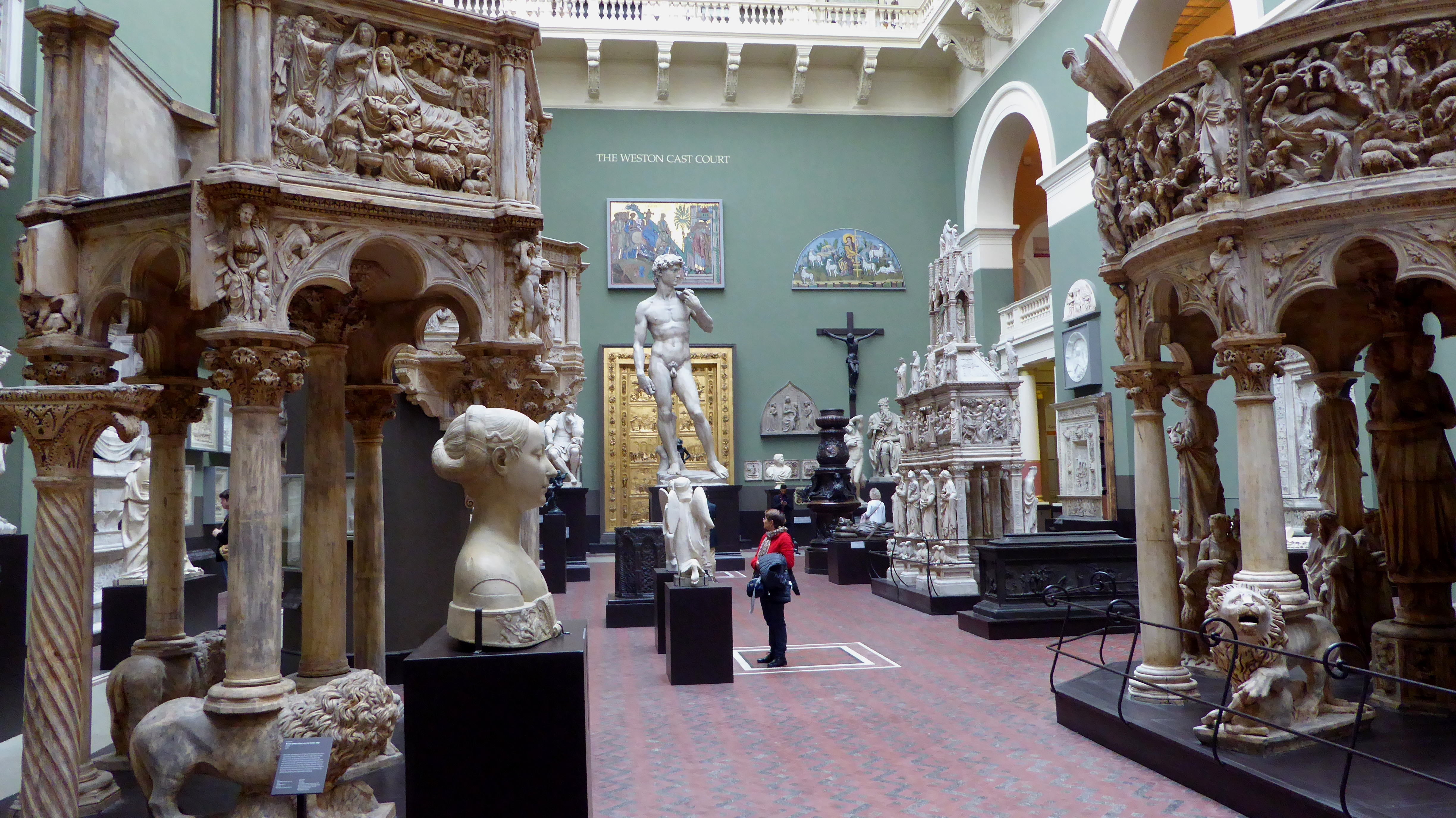
Phía sau Cast Court -khôi phục năm 2014

### Gốm sứ và thủy tinh

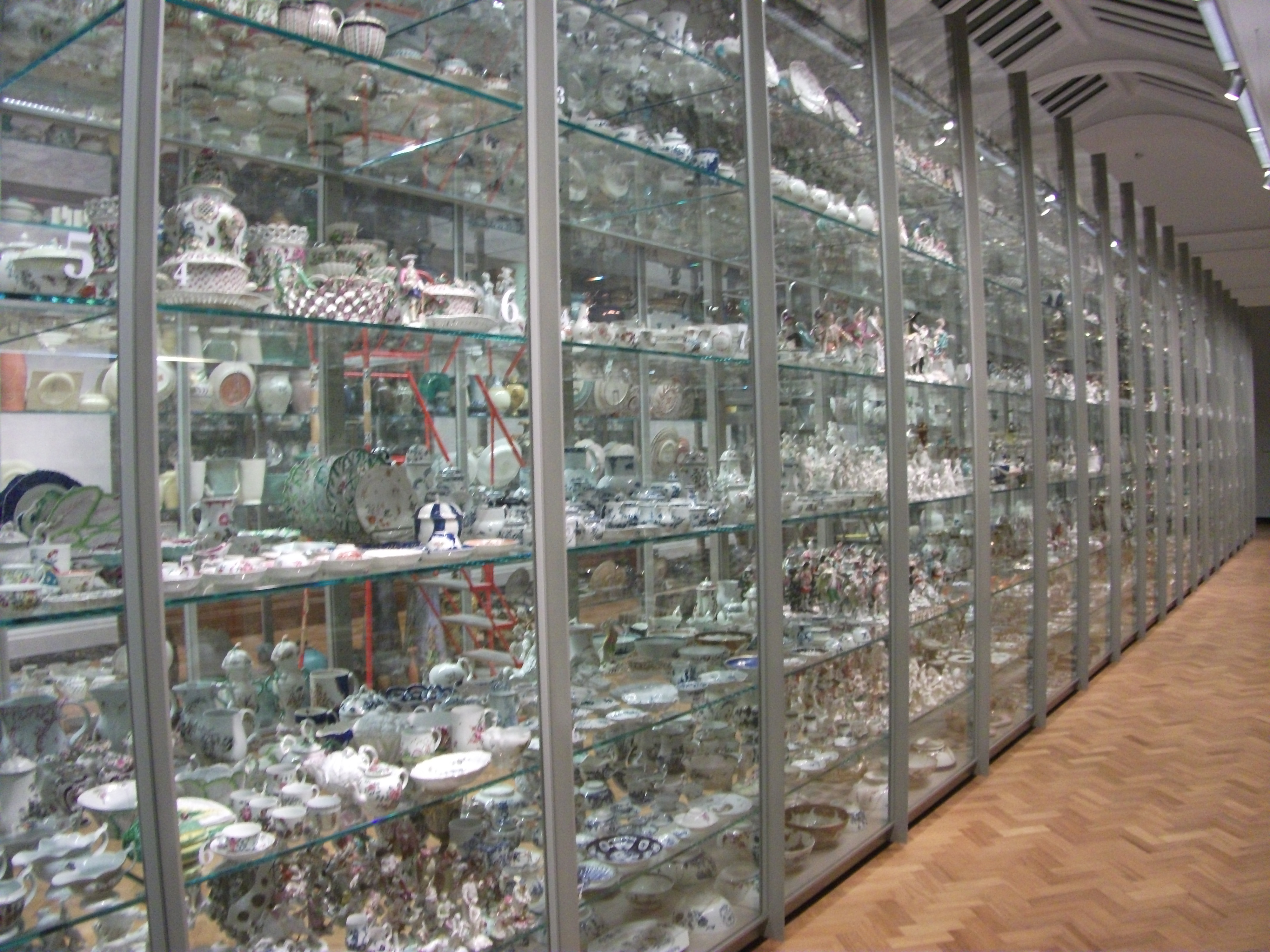
Một phần dự trữ bộ sưu tập gốm sứ châu Âu được trưng bày trên tầng cao nhất.

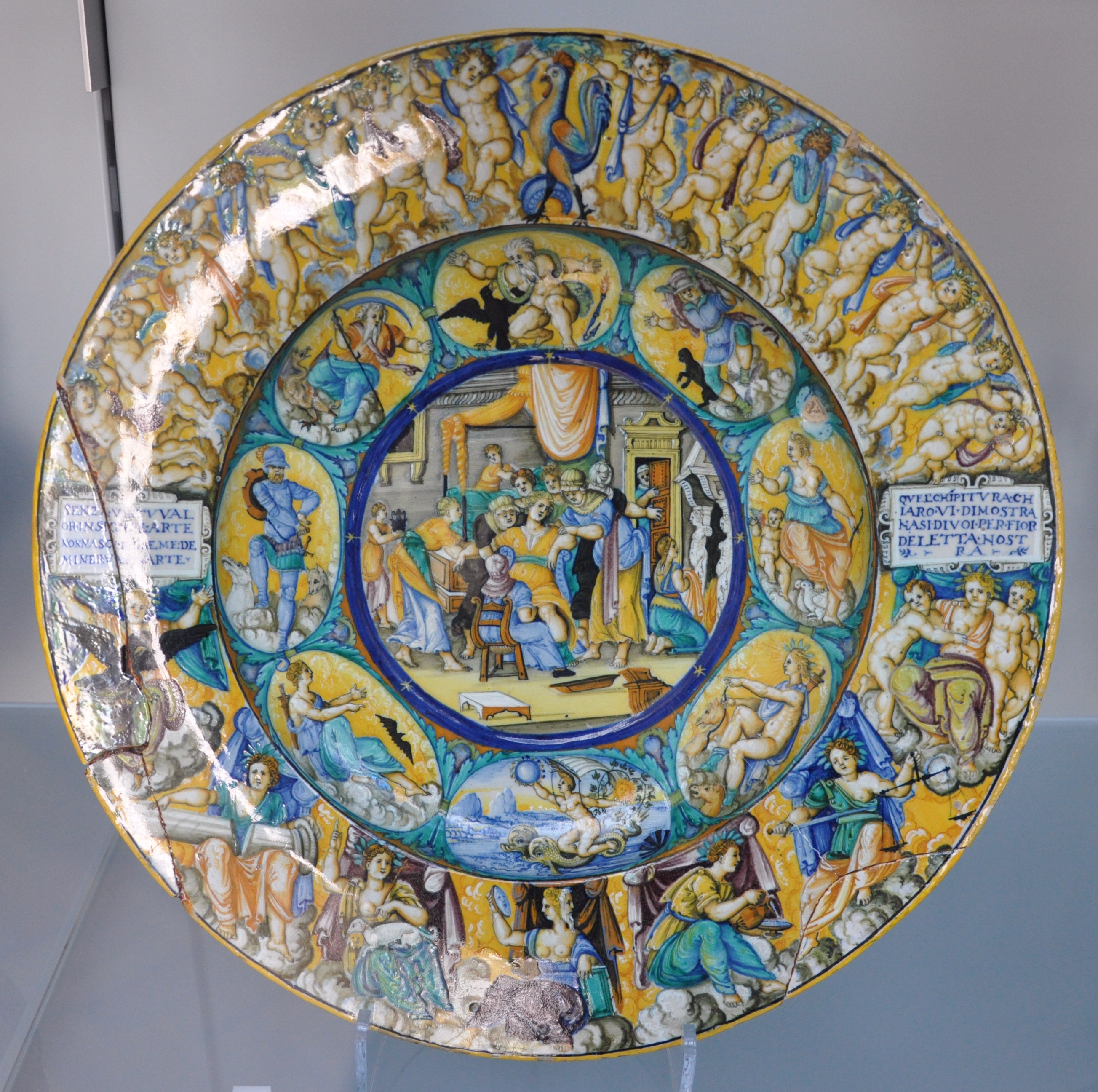
Dĩa Maiolica có cảnh sinh nở, Urbino, c. 1546
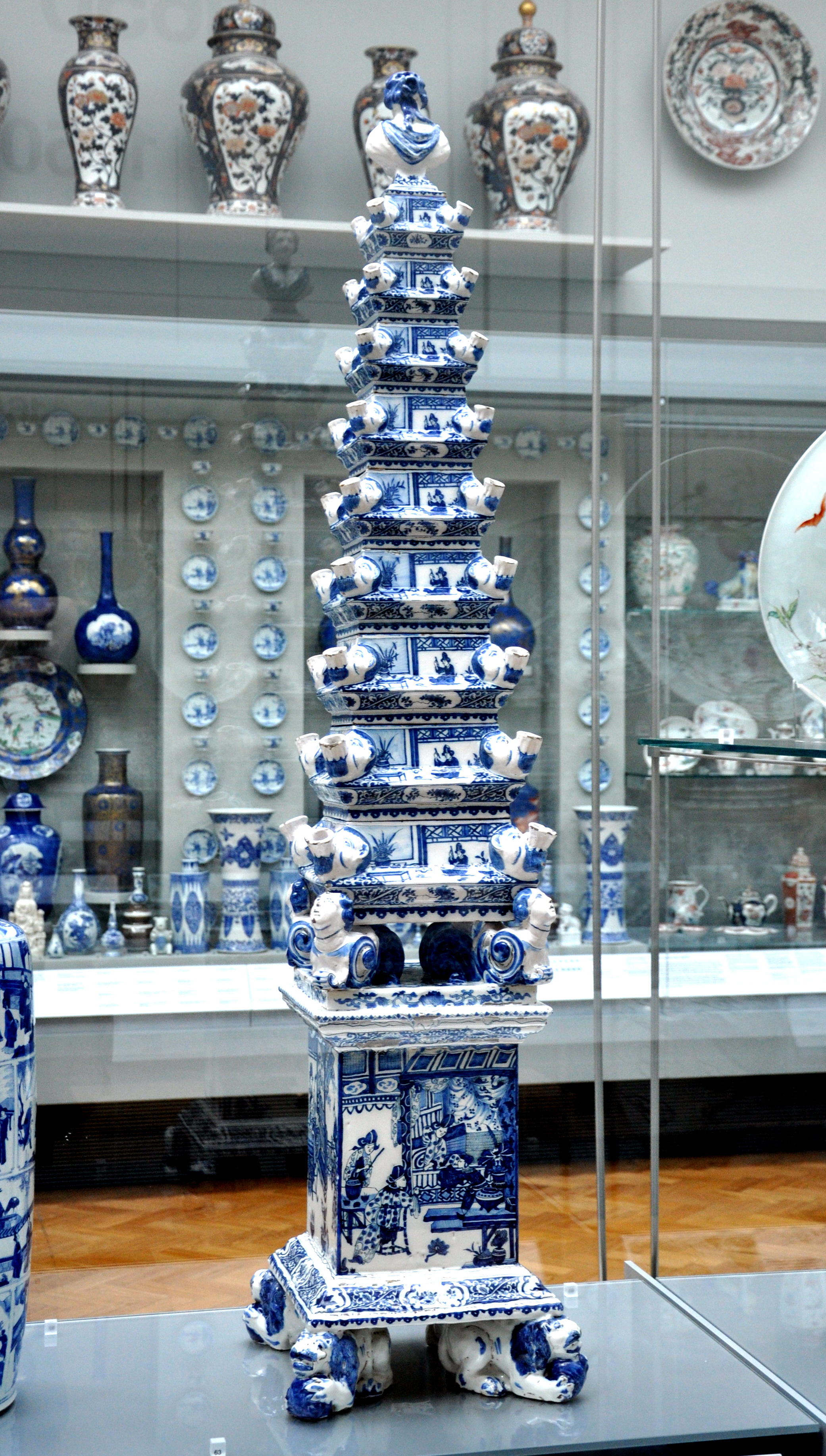
Kim tự tháp hoa, Delft, c. 1695
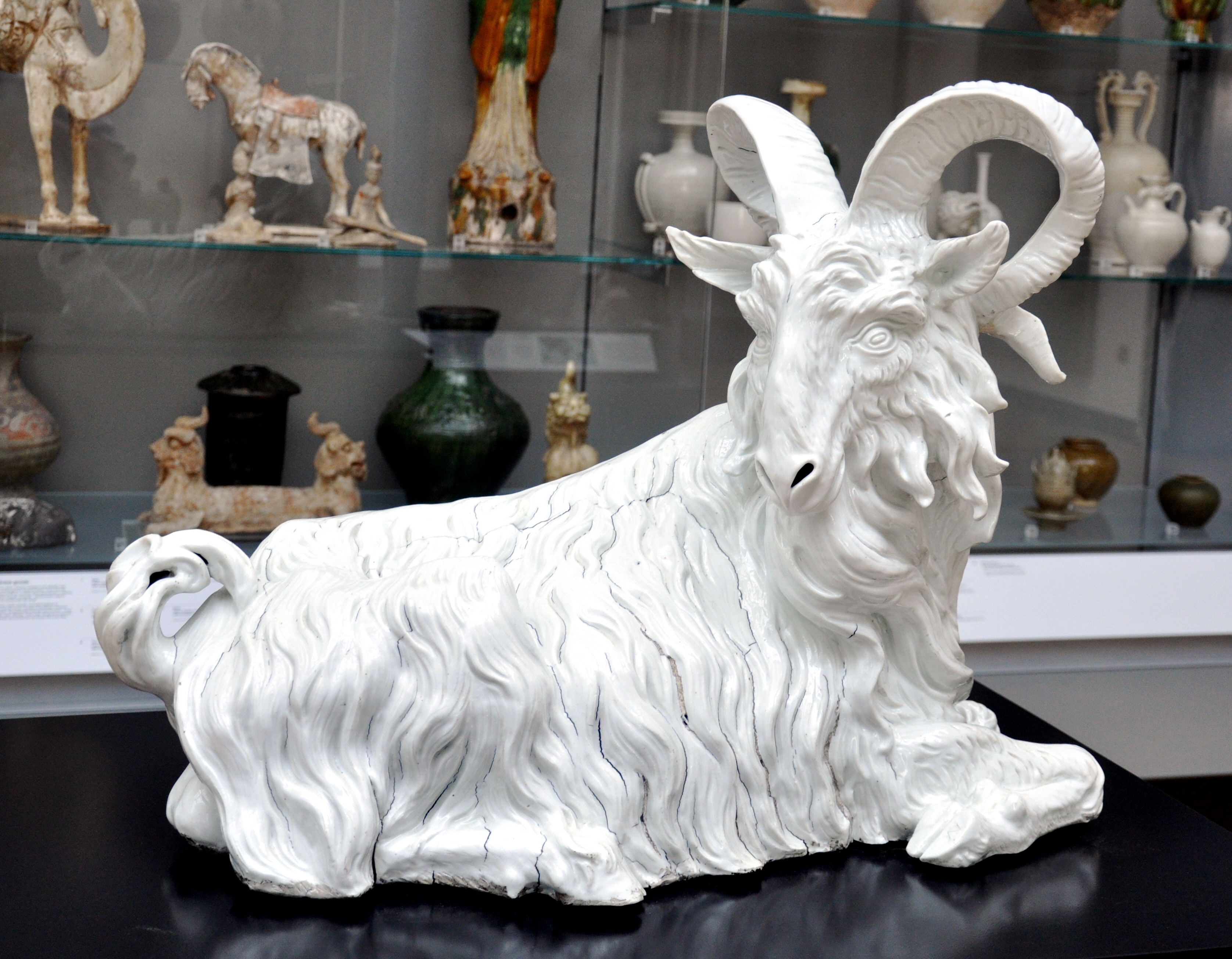
Tượng con dê bằng sứ, J. J. Kaendler, Meissen, c. 1732
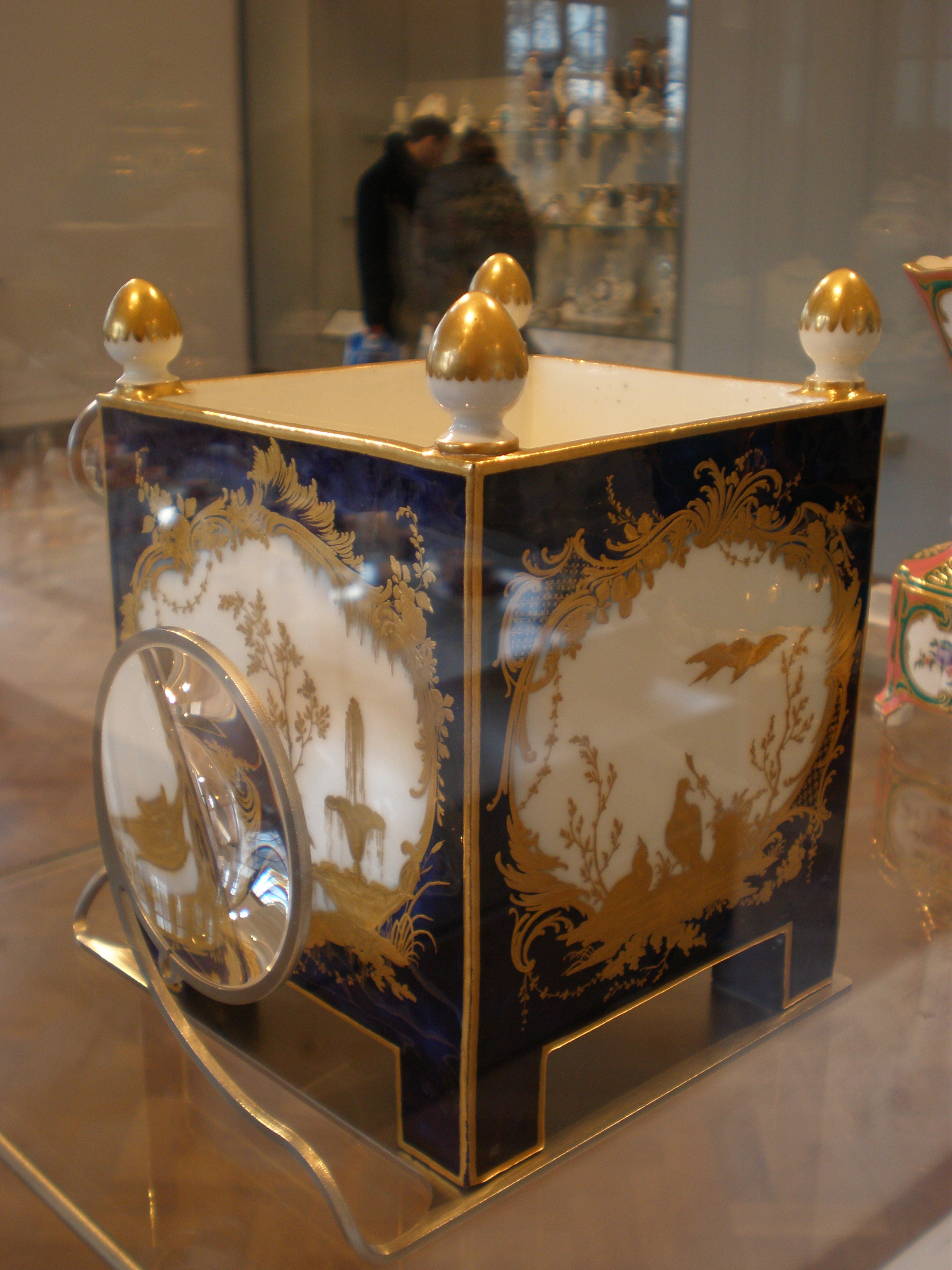
Jardinière (chậu cây), gốm sứ vùng Vincennes, Pháp; 1750–1753
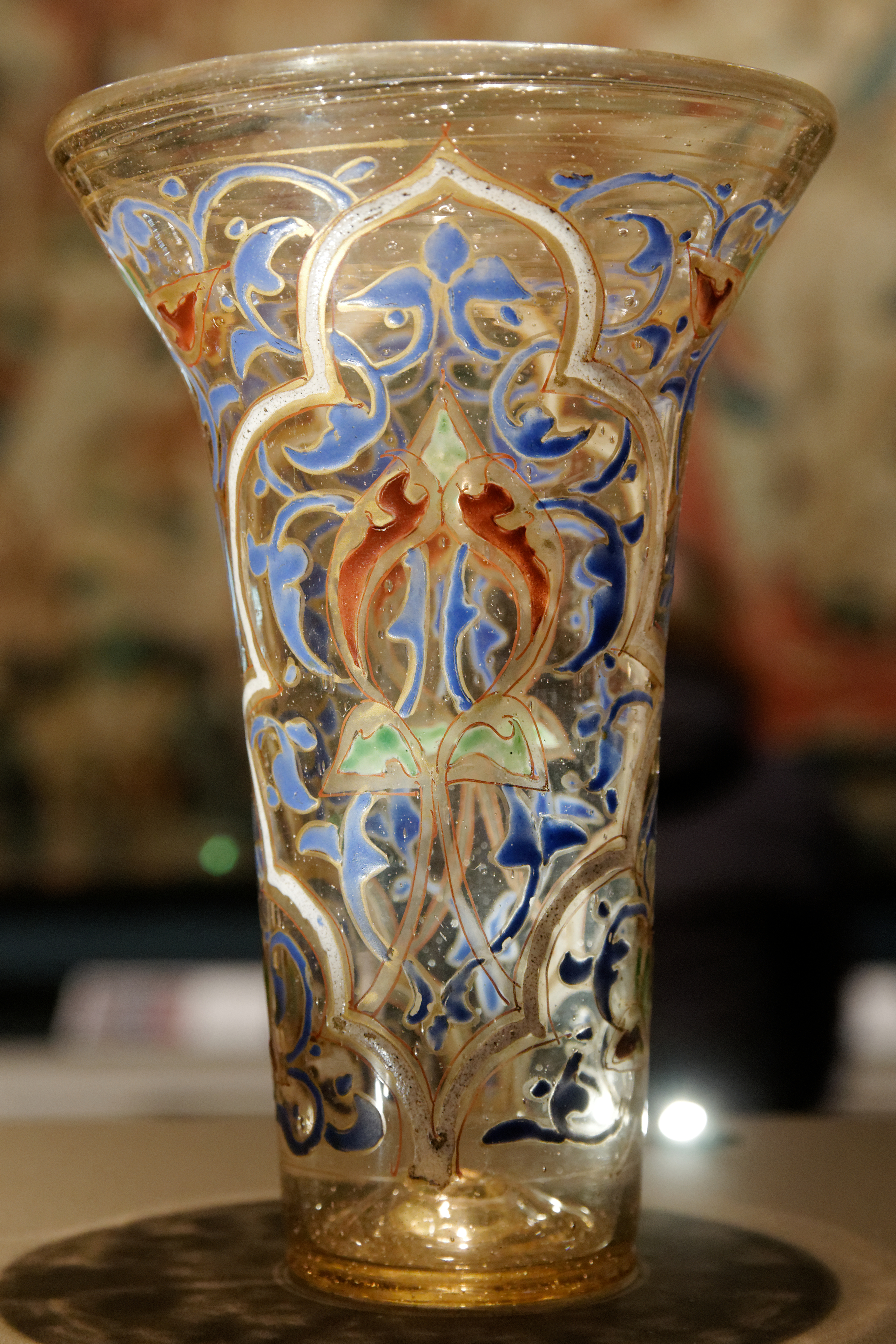
Luck of Edenhall, cốc thủy tinh, Syria, thế kỷ 13
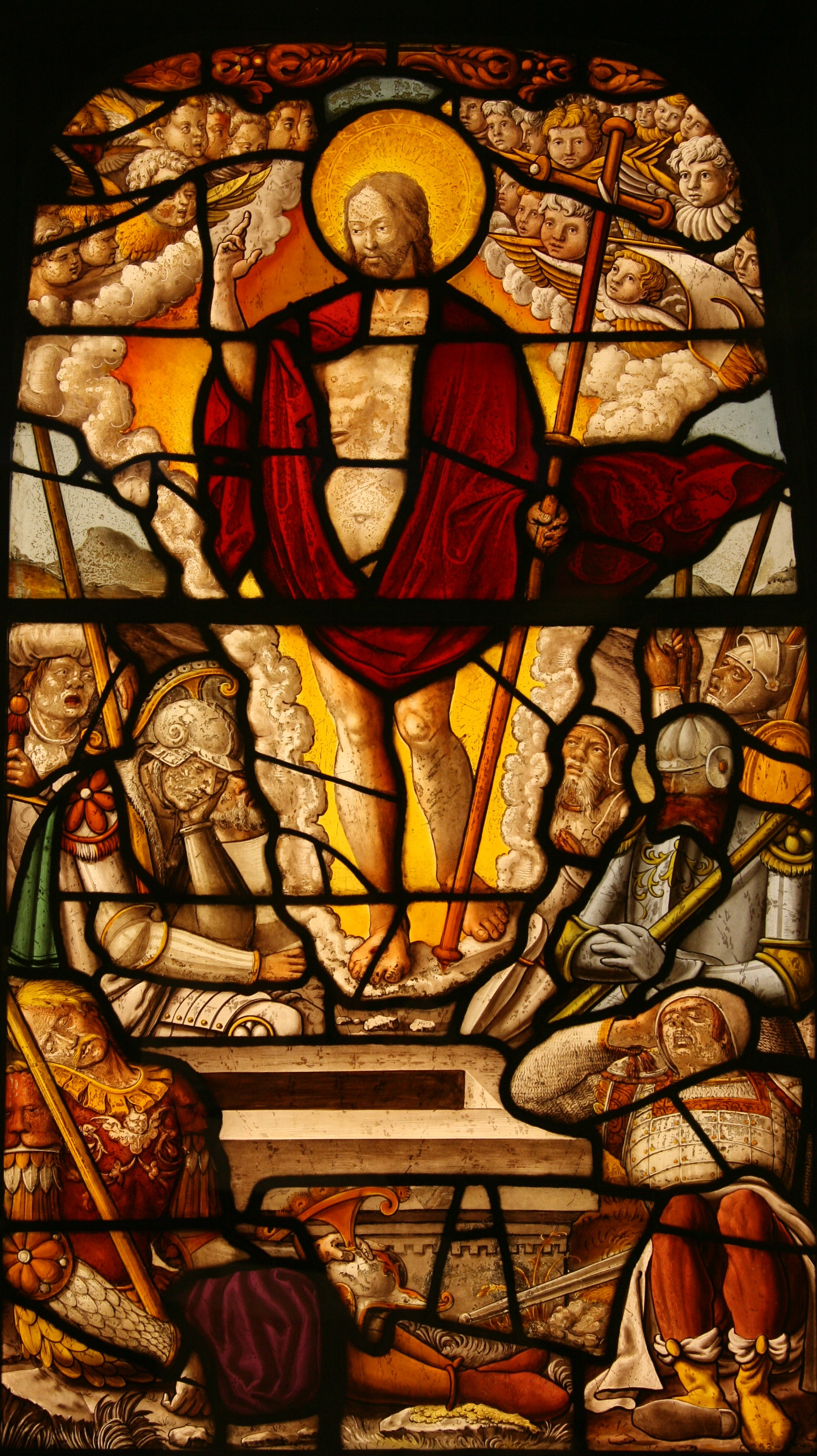
Bảng kính màu, mô tả sự phục sinh của Chúa Kitô, Đức, c. 1540–42

### Thời trang

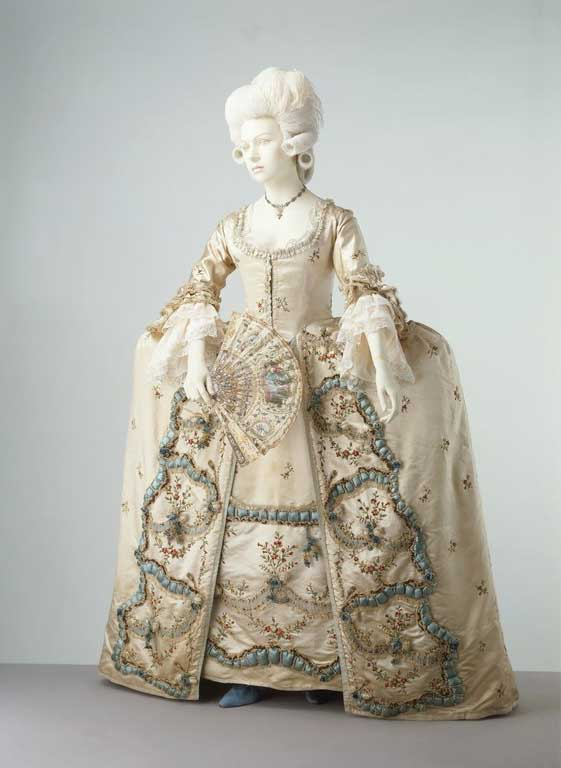
Áo choàng cho váy thập niên 1770
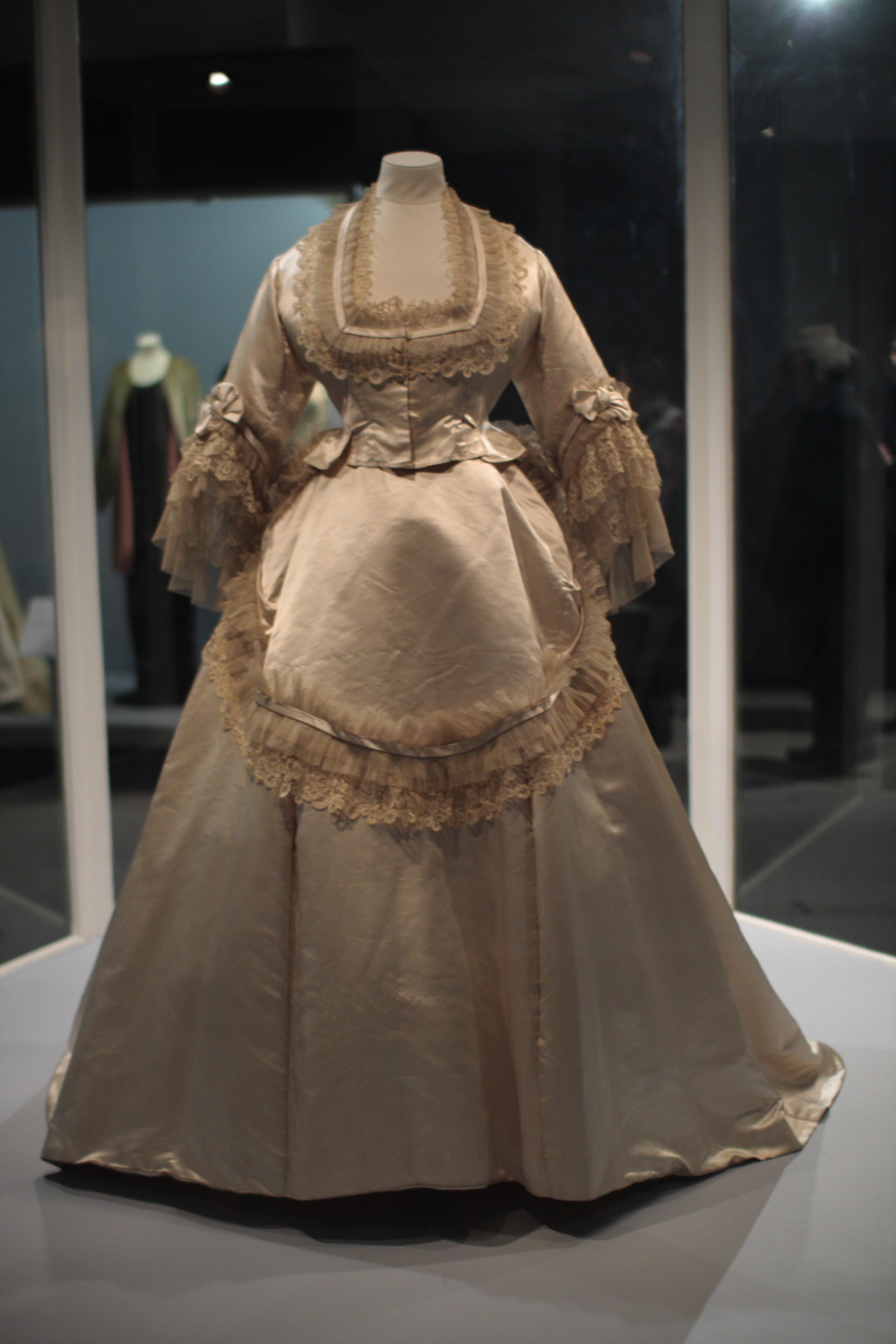
Váy cưới, c.1870
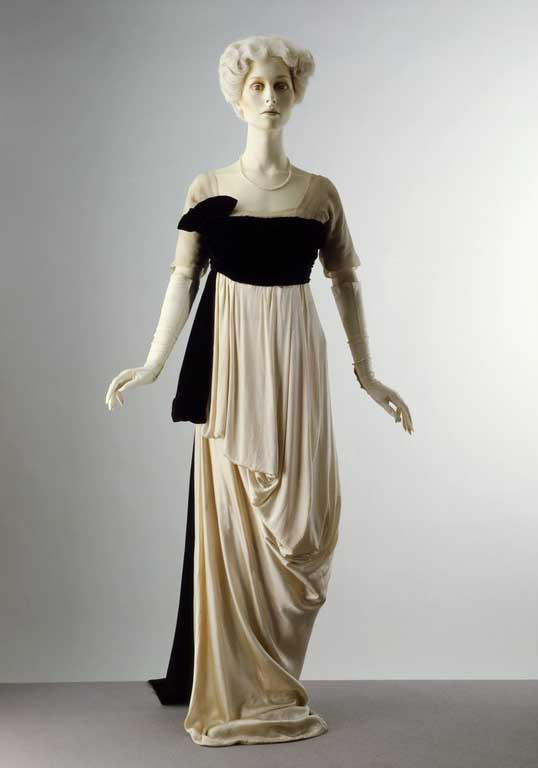
Váy dự tiệc đêm của Lucile năm 1912
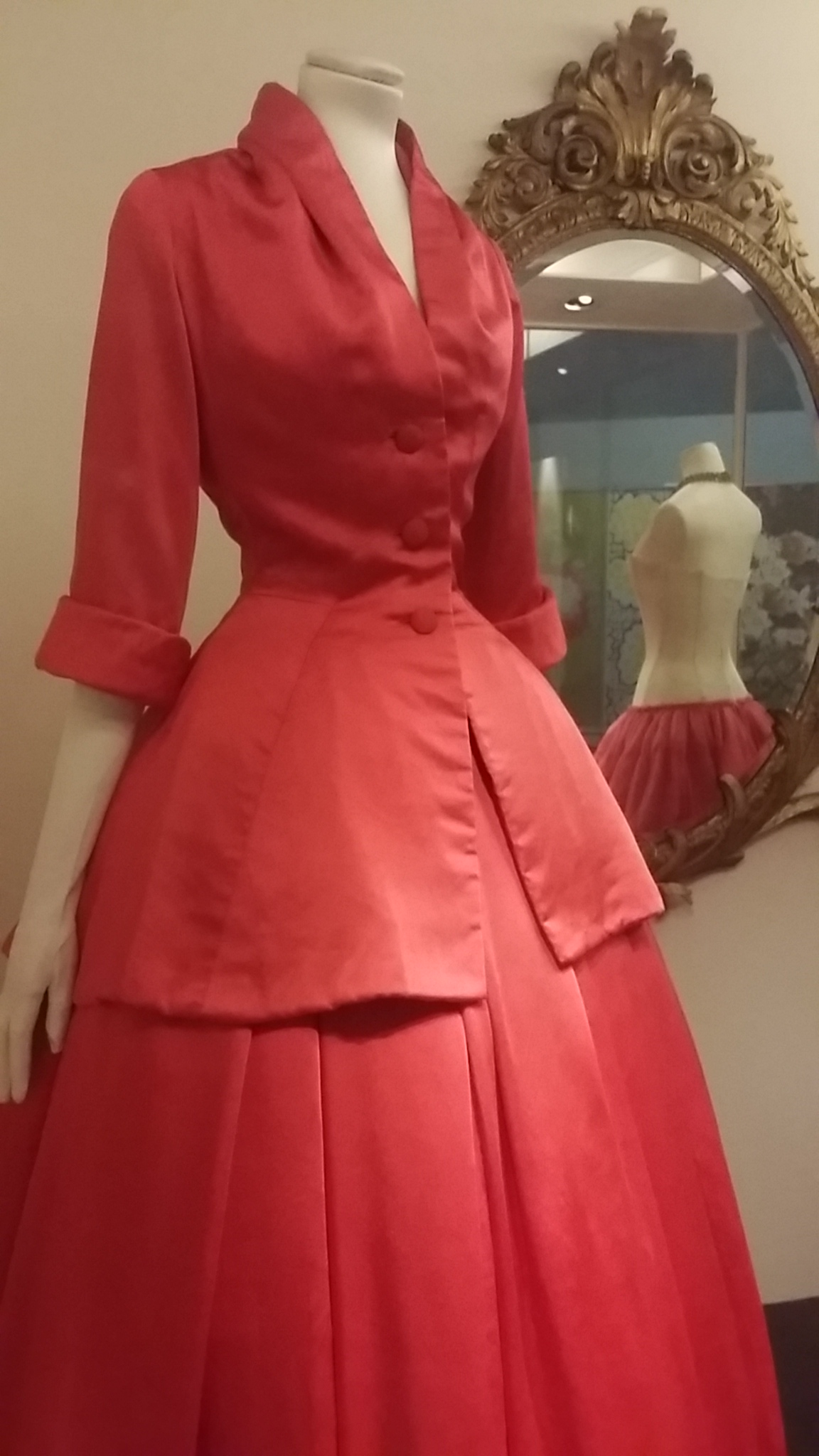
Váy dạ hội Dior có tên 'Zemire' năm 1954
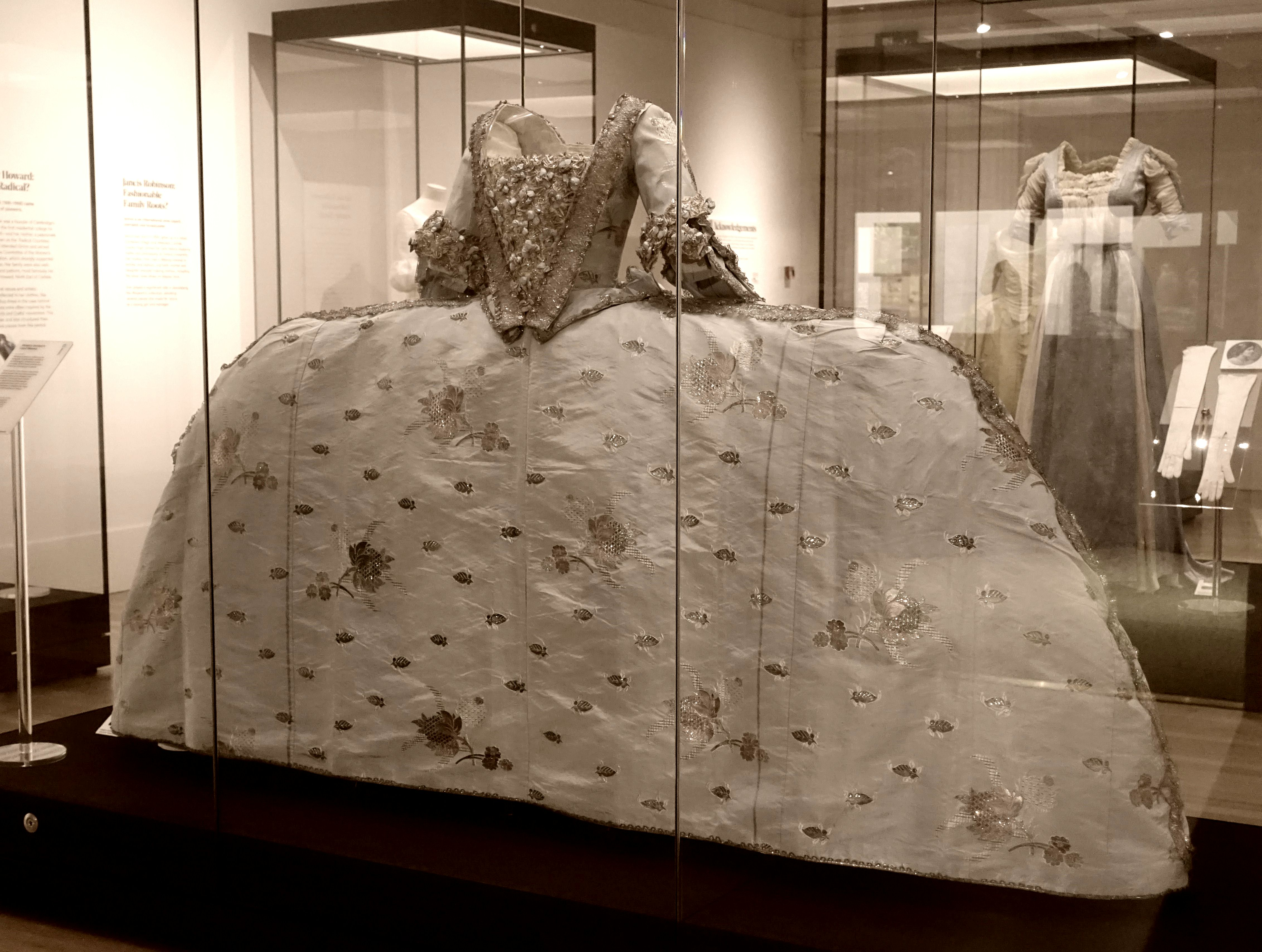
[29]"Áo choàng Mantua làm từ lụa màu ngà, đính họa tiết hoa lá cách điệu. "

### Nội thất

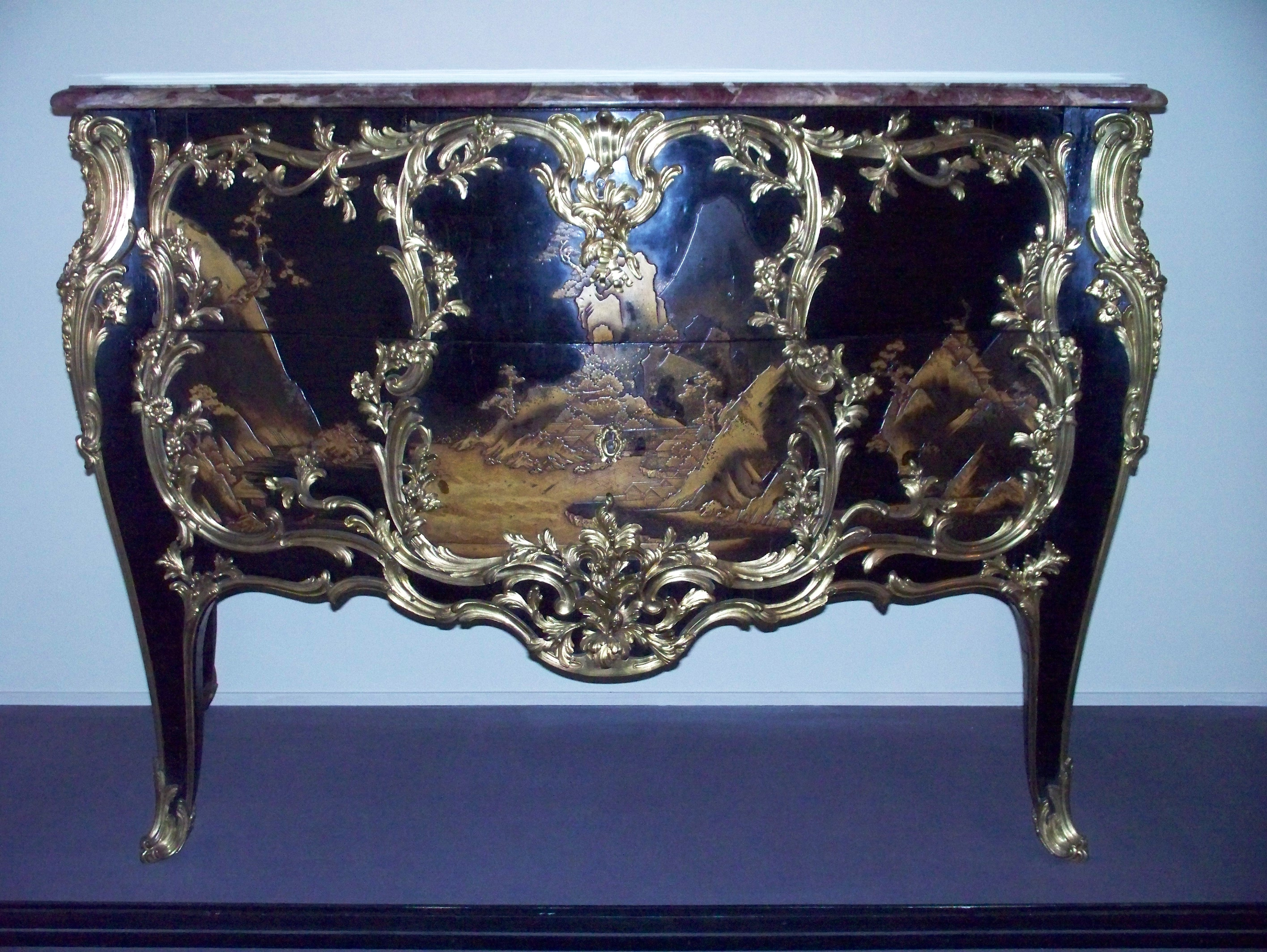
Baumhauer, Joseph—Ghế có lỗ, với các tấm sơn mài Nhật Bản & vernis martin, Pháp, 1760–65
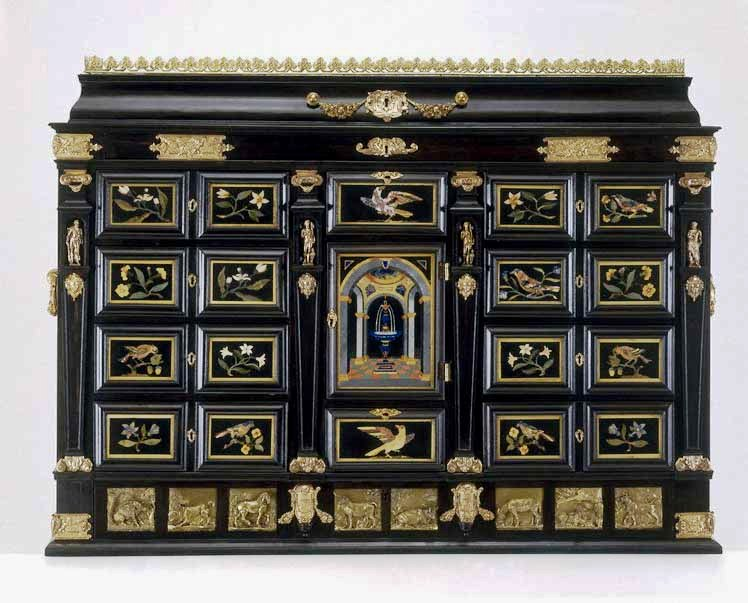
Evelyn Cabinet—Được khảm bằng các tấm pietre dure của Florentine; Ý, 1644–46
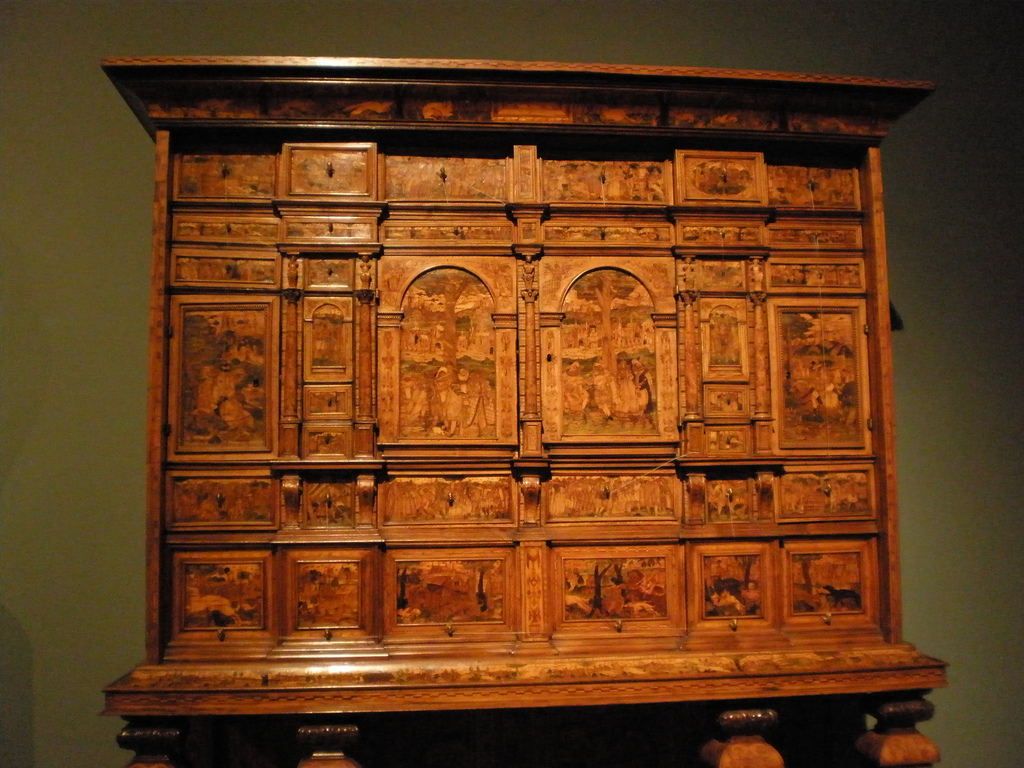
Tủ đứng, Đức, c. 1580

### Trang sức

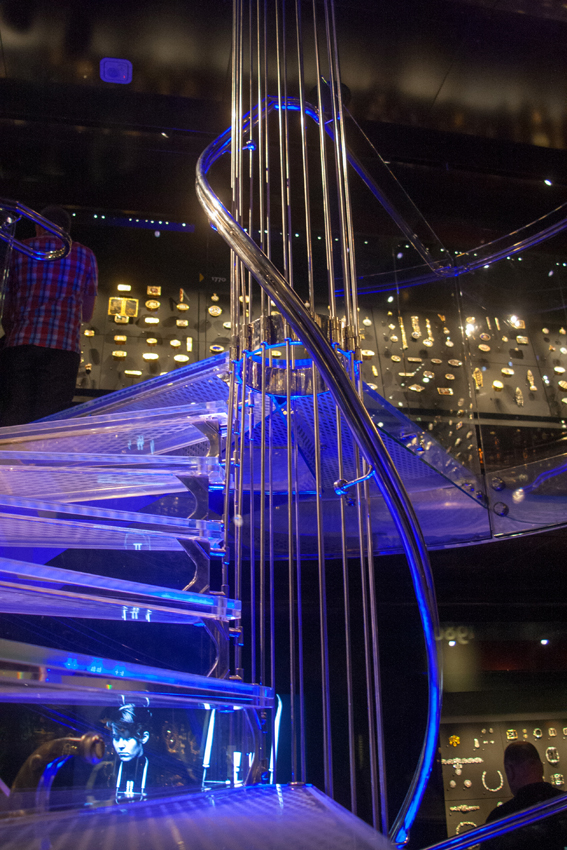
Phòng trưng bày đồ trang sức

### Đồ sắt

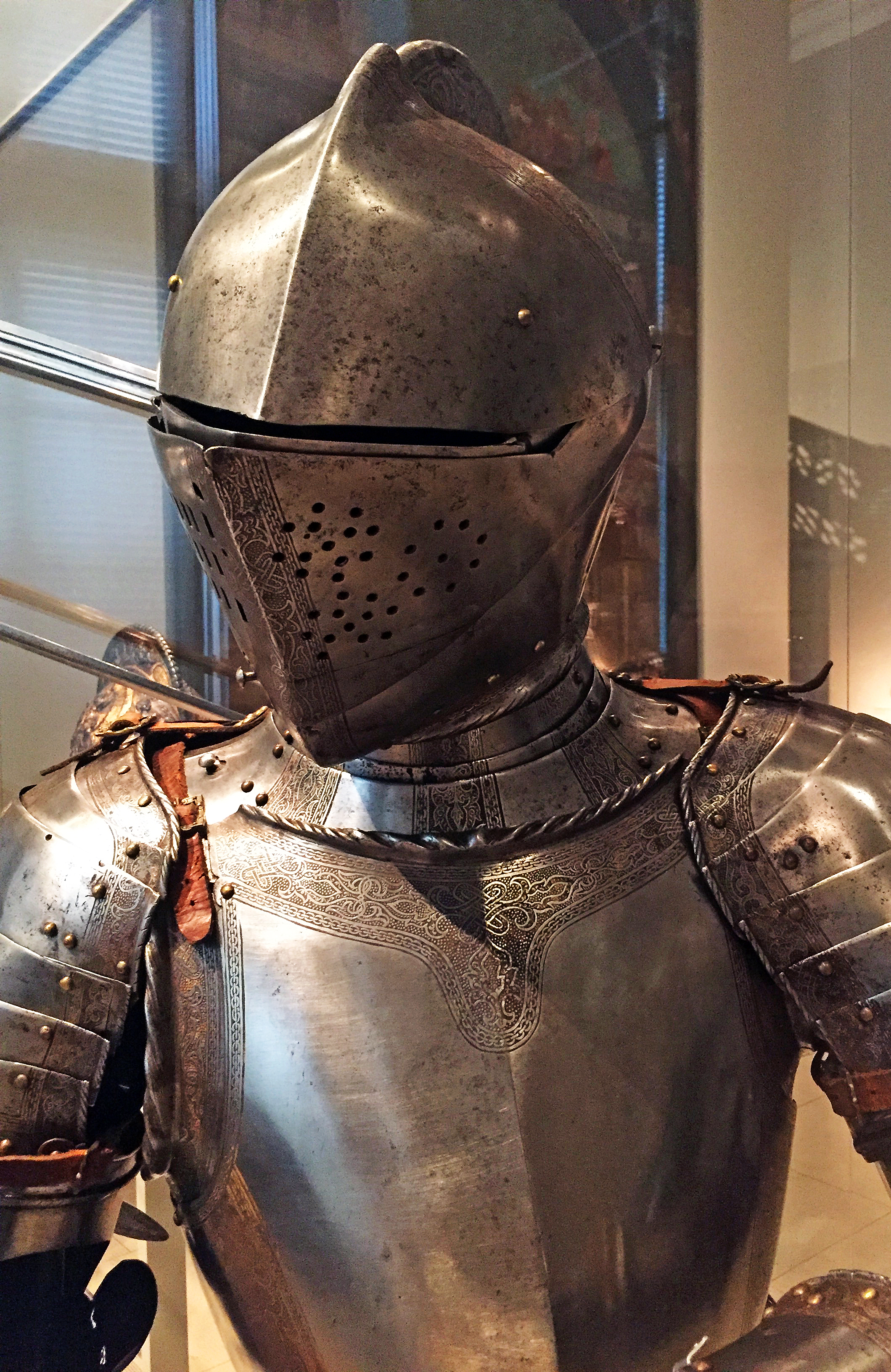
Một bộ áo giáp chiến đấu hạng nhẹ được trang trí tinh xảo và thời trang. Bavaria, 1570.

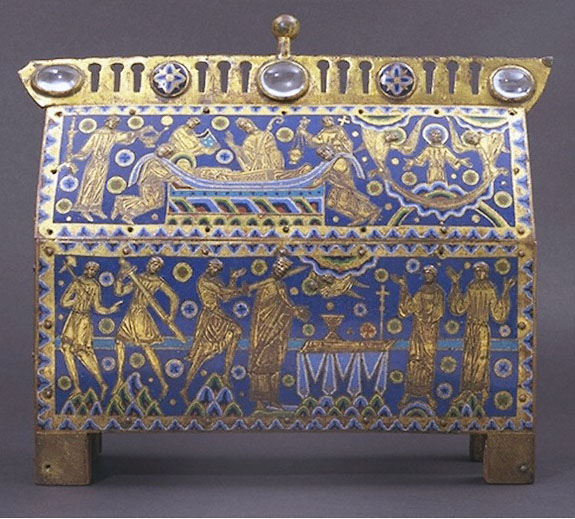
Becket Casket, cổ vật công phu nhất, lớn nhất và có thể là sớm nhất của Becket, tráng men Limoges, c. 1180–90
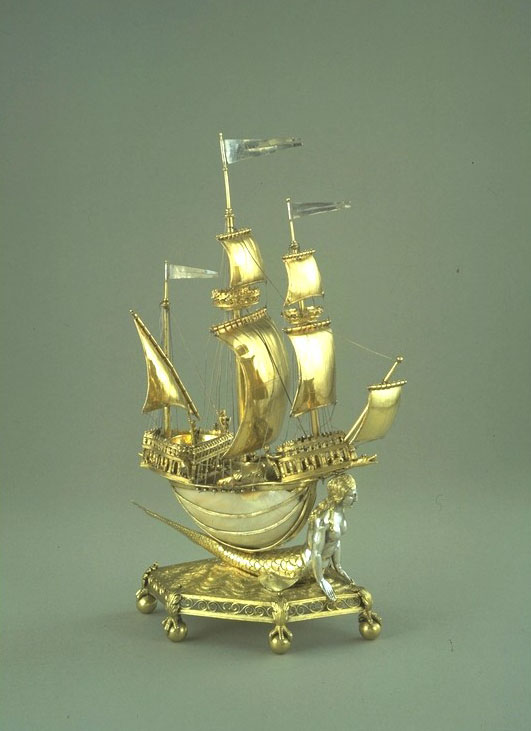
Burghley Nef—Hũ muối mạ bạc, Pháp, 1527–28
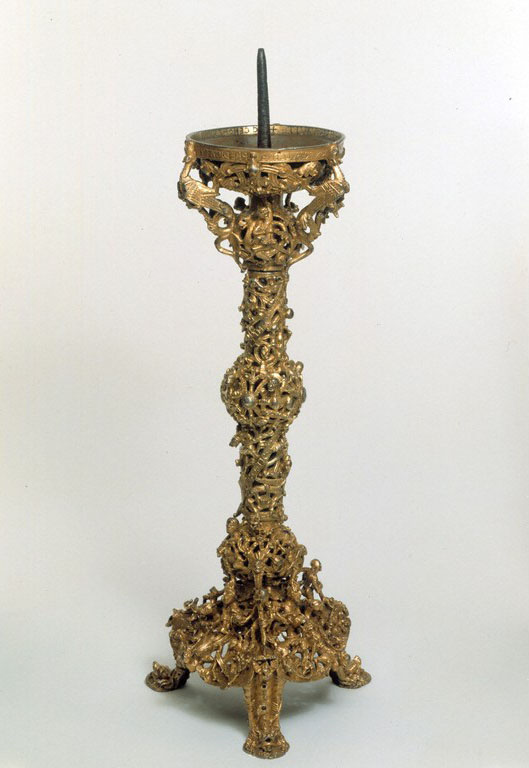
Chân nến Gloucester, một kiệt tác của ngành kim loại Anh, c. 1110
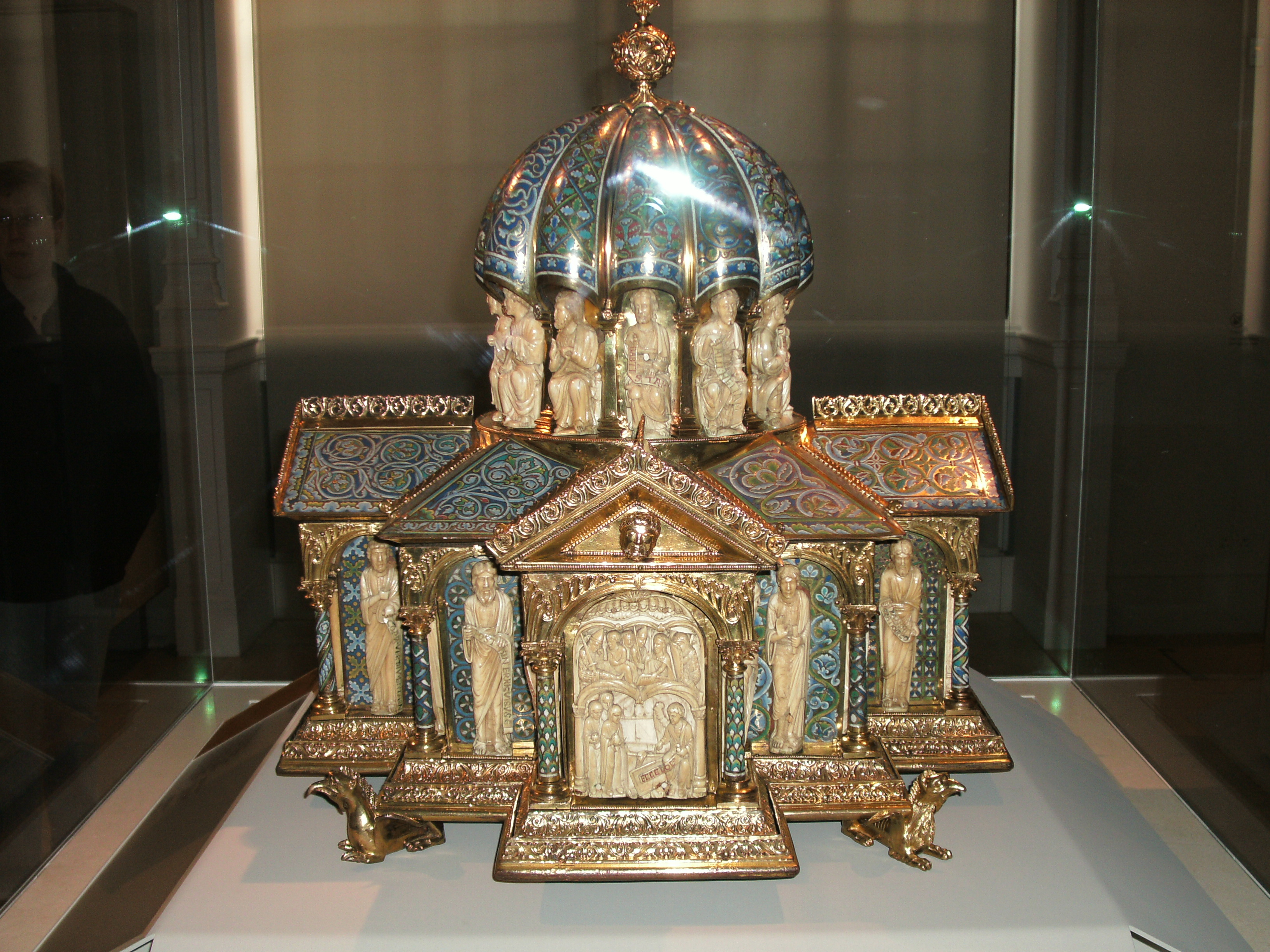
Tabernacle, Cologne, Đức, c. 1180

### Nhạc cụ

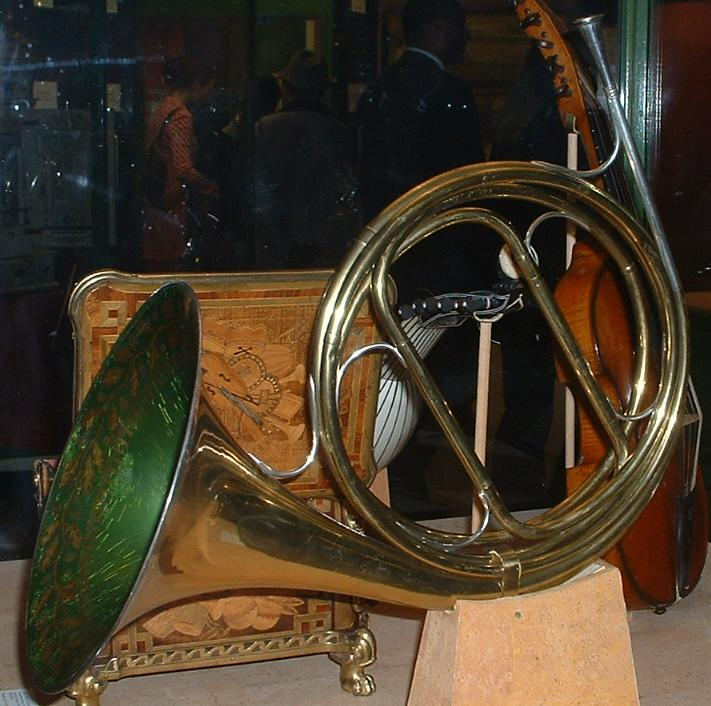
Một chiếc kèn co tự nhiên
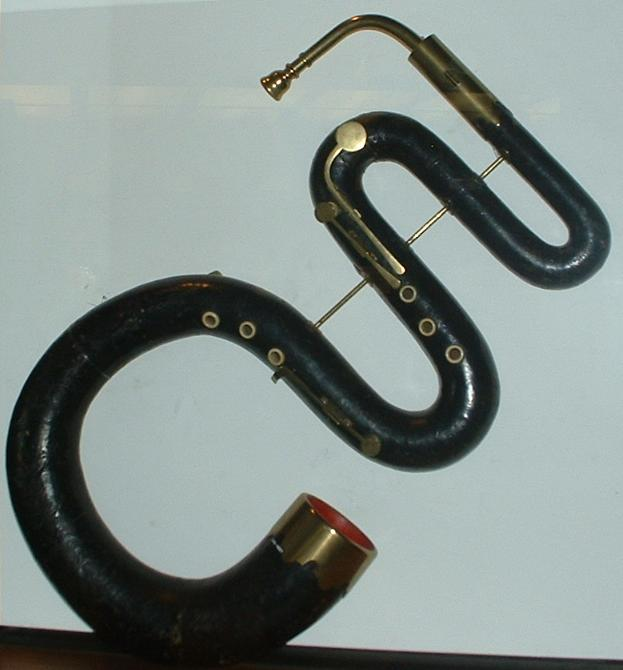
Một chiếc kèn trumpet cổ, tổ tiên của kèn tuba

### Tranh (và tiểu cảnh)

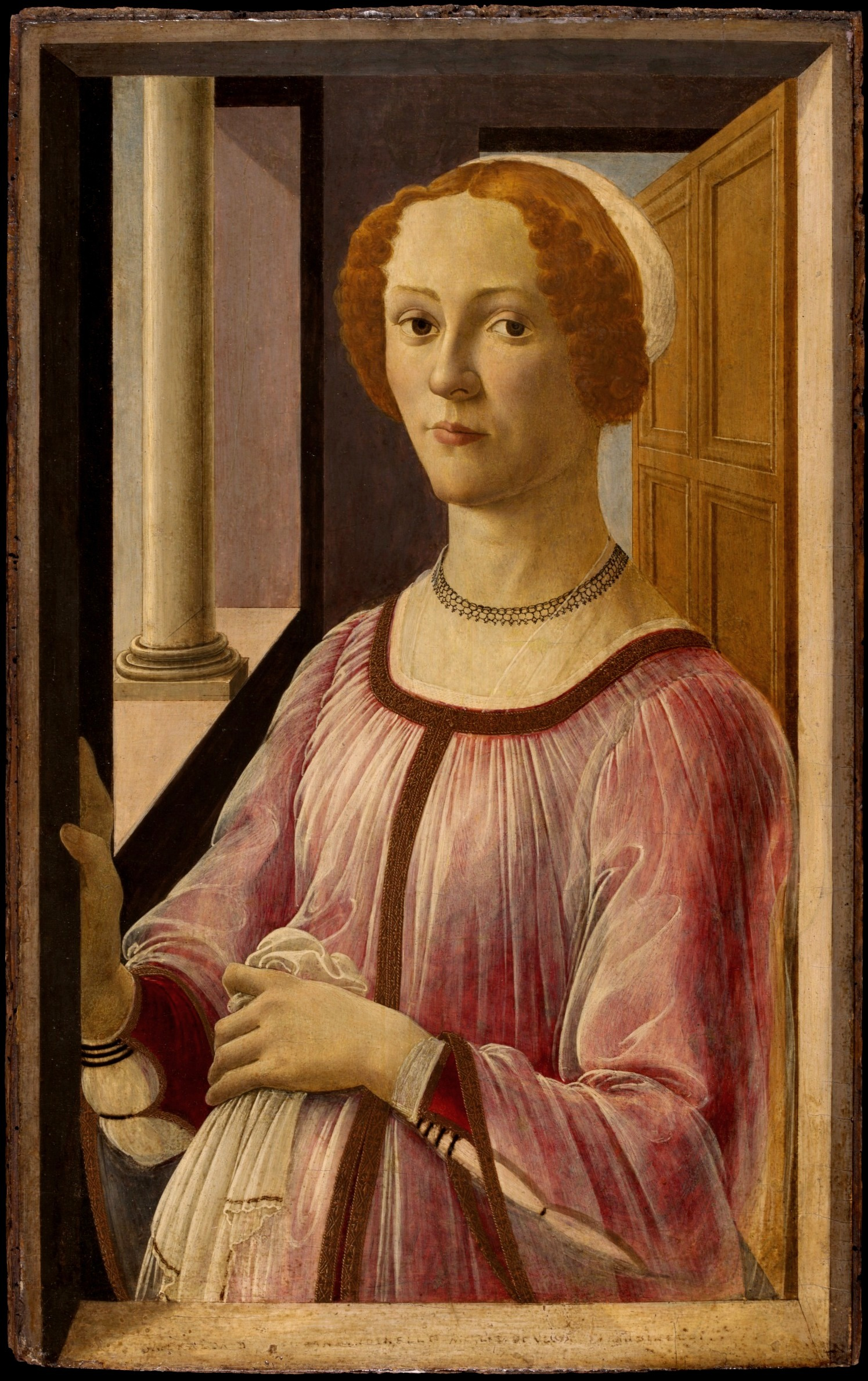
Botticelli—Portrait of a Lady known as Smeralda Brandini, 1470-1475
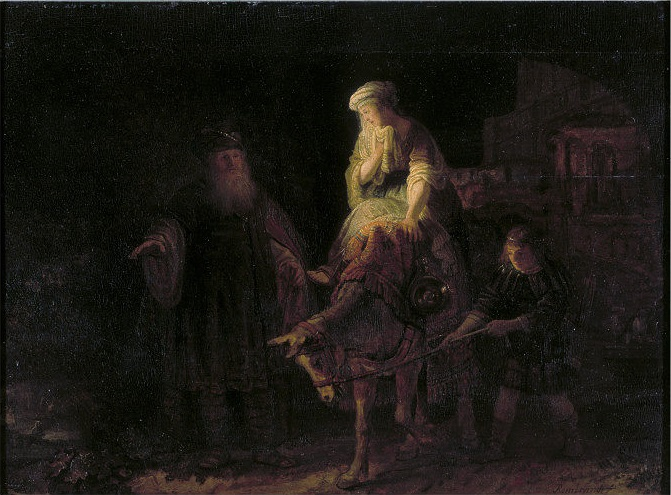
Rembrandt—The Departure of the Shunammite Woman, c. 1640
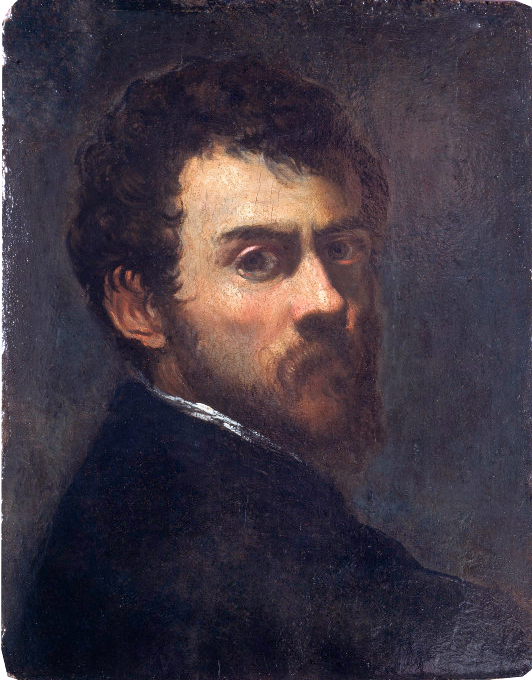
Tintoretto—Self-Portrait as a Young Man, c. 1548
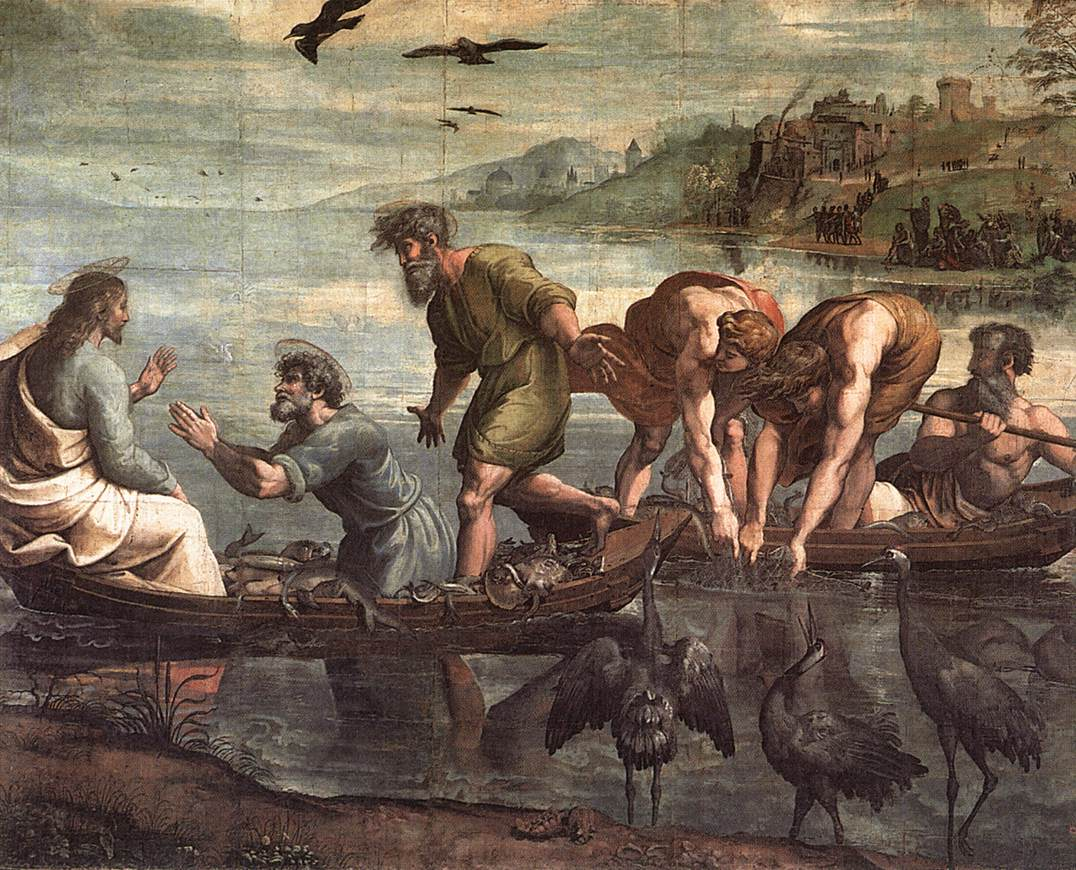
Raphael—The Miraculous Draught of Fishes, 1515
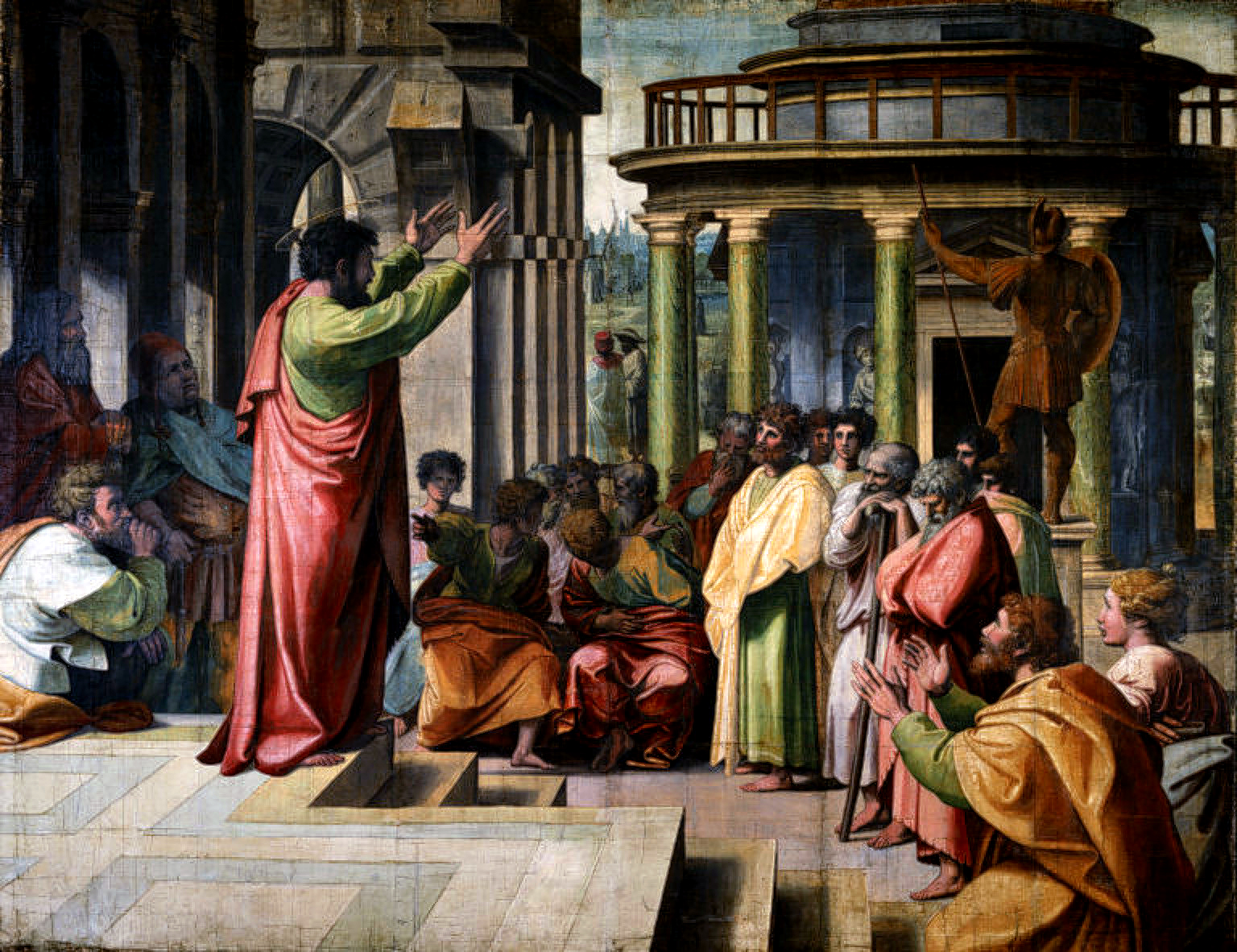
Raphael—St Paul Preaching in Athens, 1515

### Điêu khắc

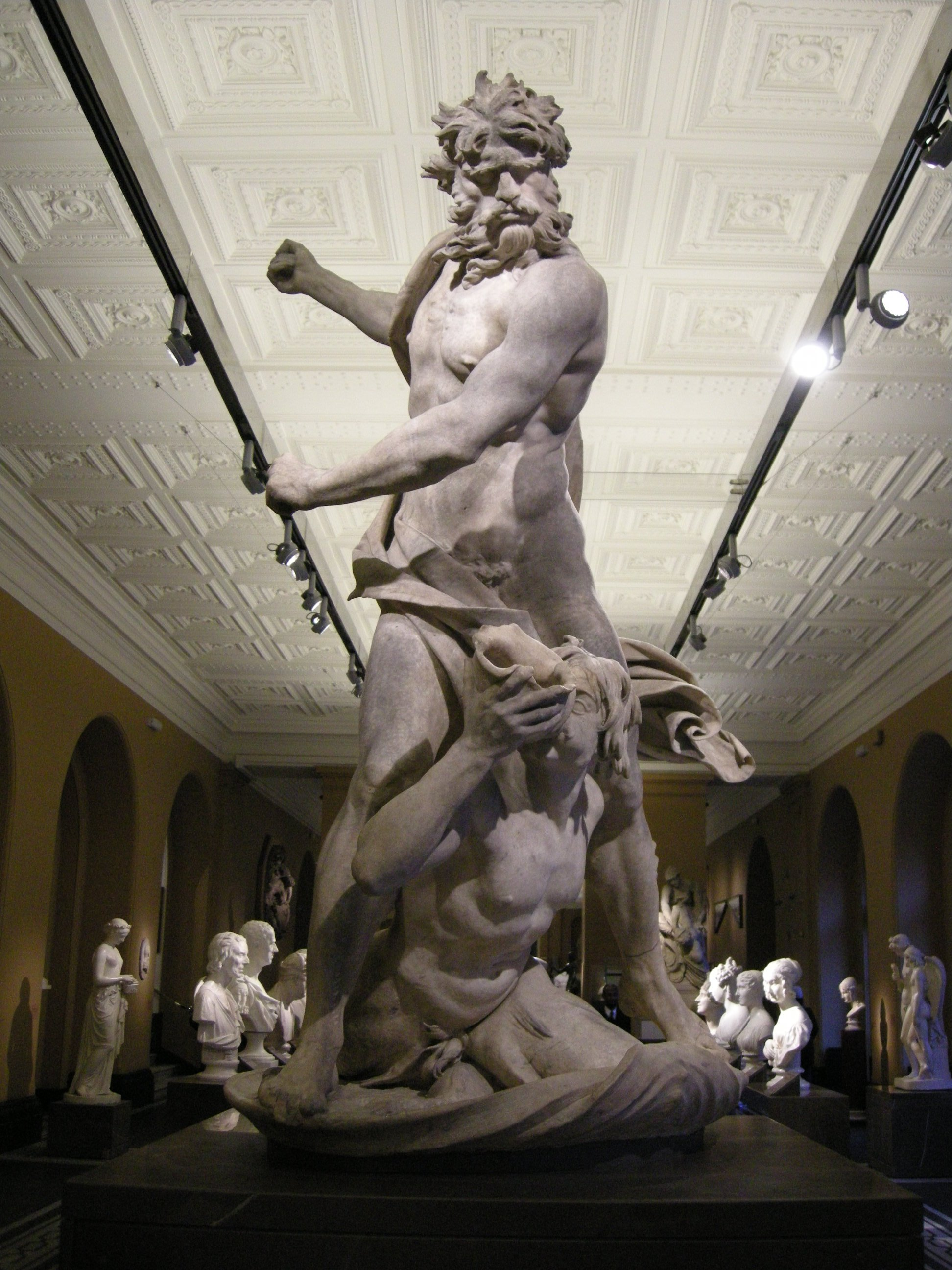
Bernini—Neptune and Triton

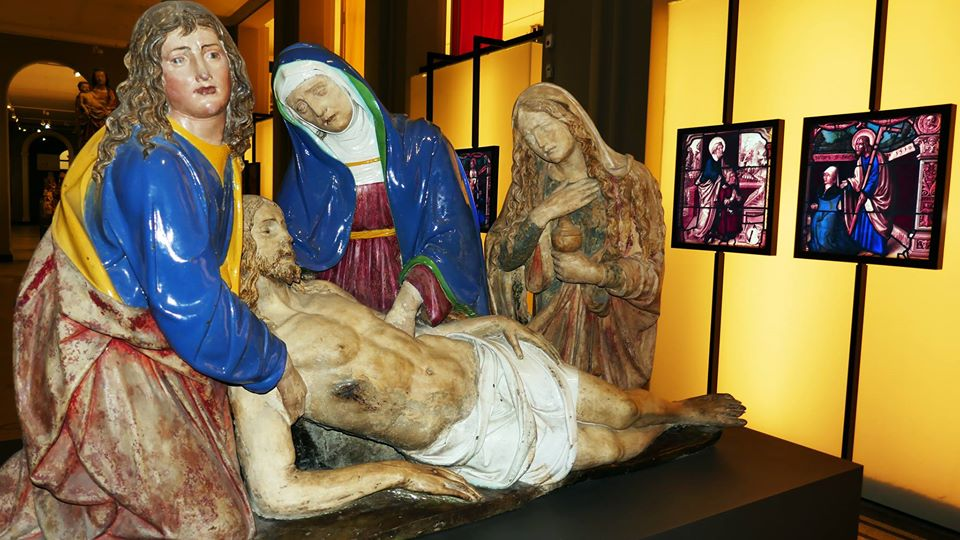
The dead Christ with the Virgin, St. John and St. Mary Magdalene, sơn đất nung do Andrea della Robbia hoặc xưởng điêu khắc vào năm 1515.

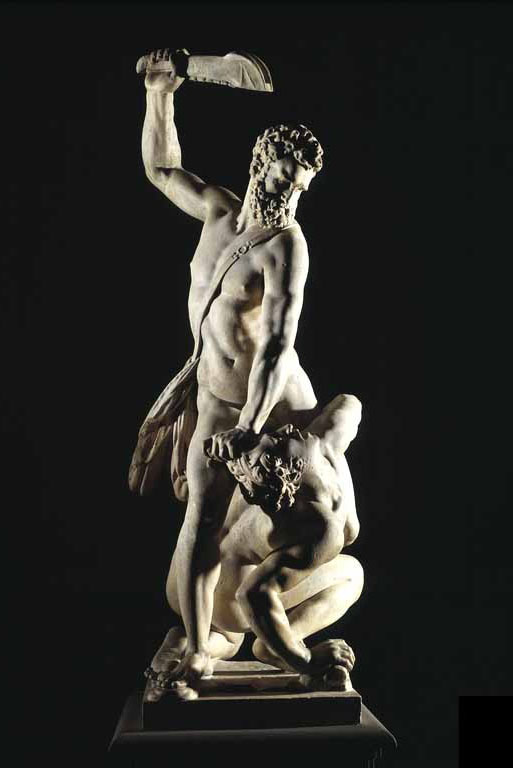
Giambologna—Samson Slaying a Philistine, c. 1562

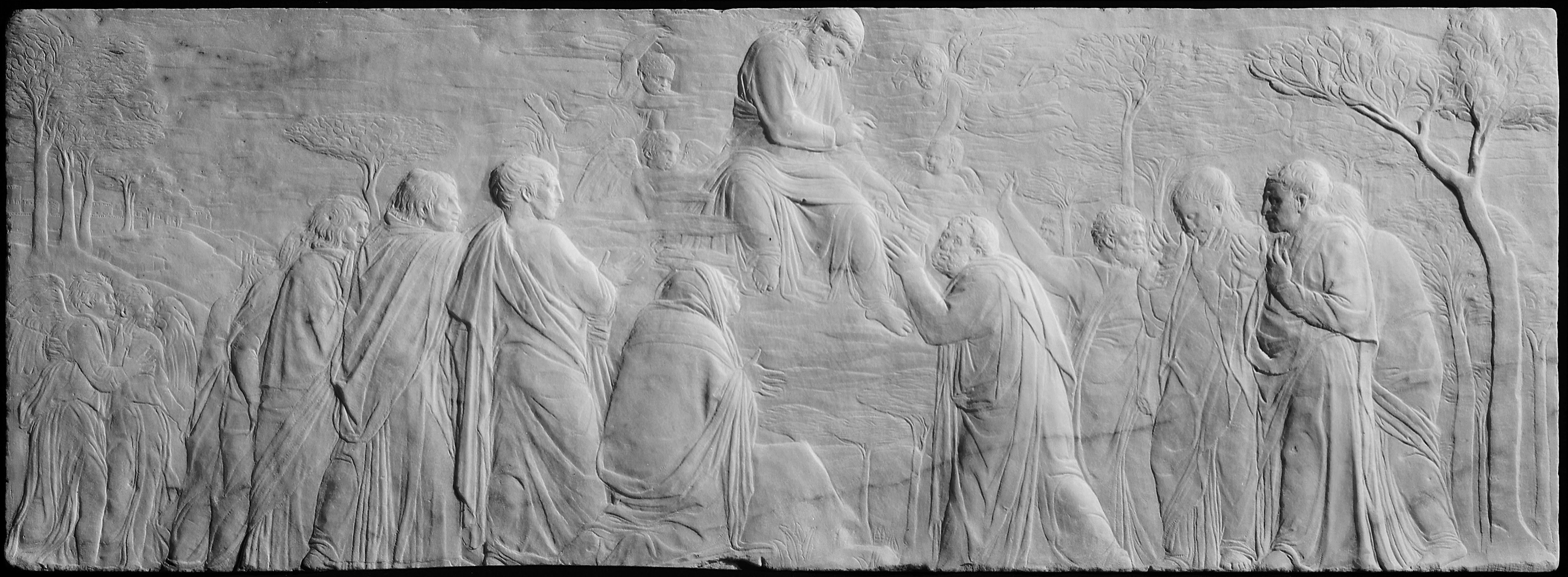
Donatello—Một trong những ví dụ tốt nhất còn sót lại về công việc của Donatello trong rilievo schiacciato
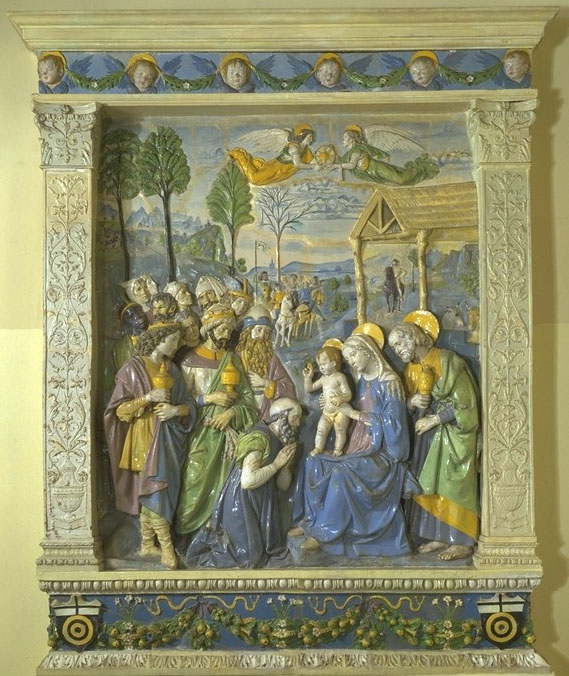
Andrea della Robbia—Adoration of the Magi
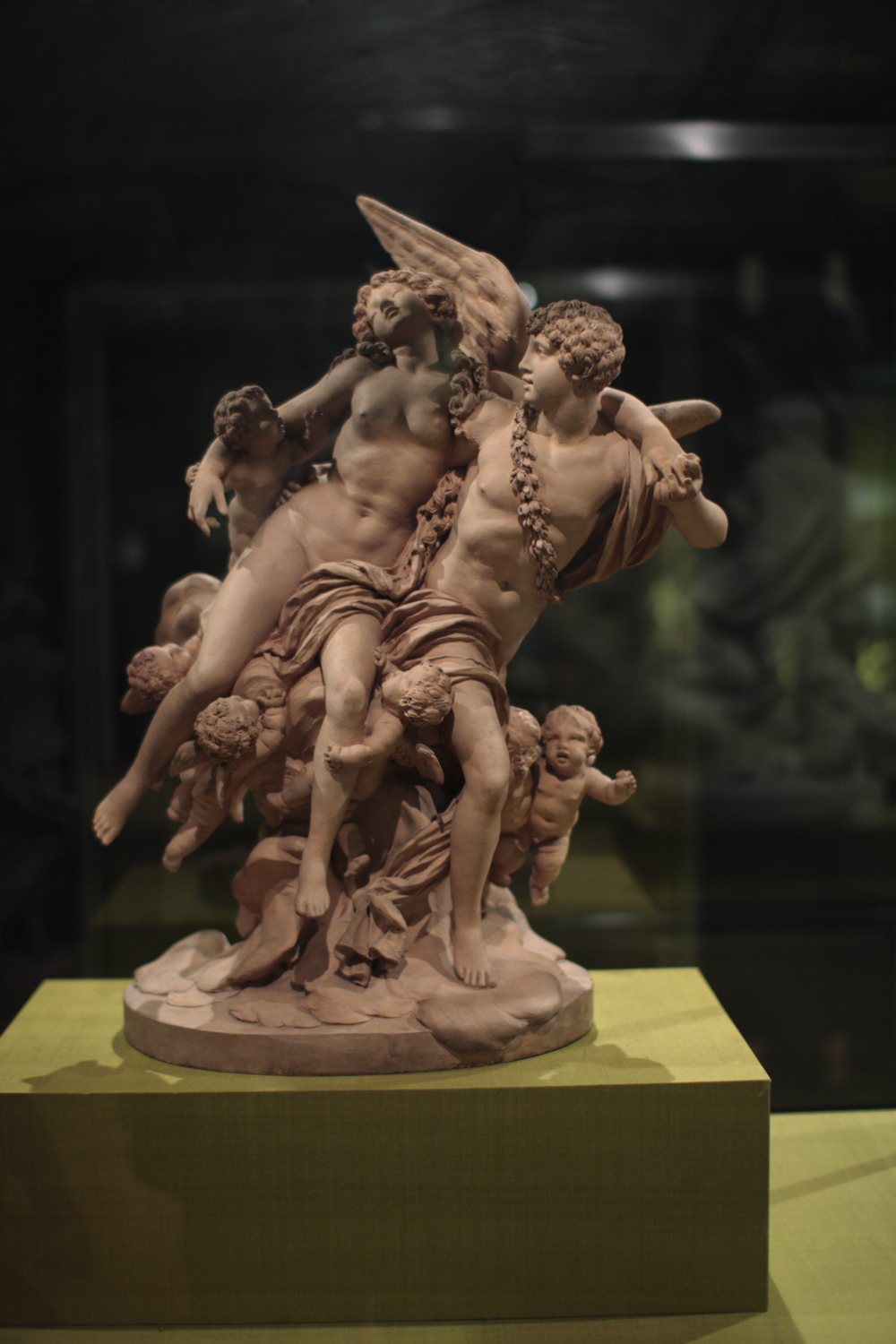
Claude Michel (Clodion)—Cupid and Psyche, in Terracotta
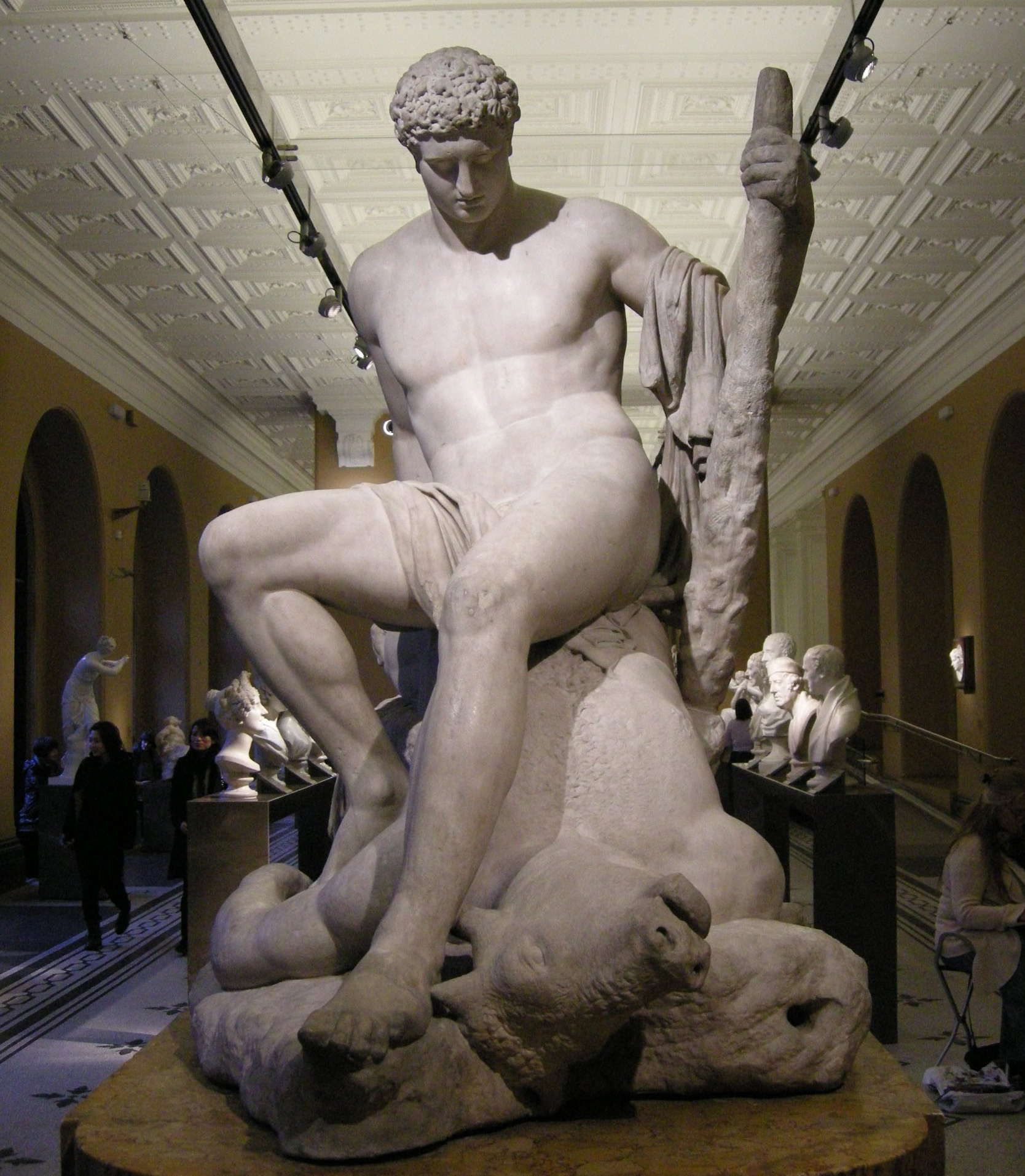
Canova—Theseus

### Dệt may

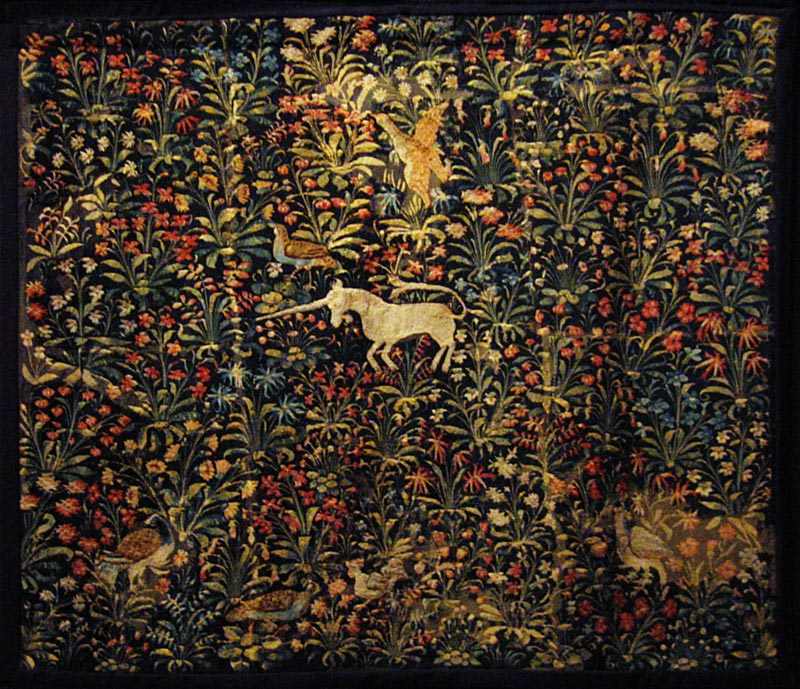
Tấm thảm Mille Fleur, Flemish, thế kỷ 16
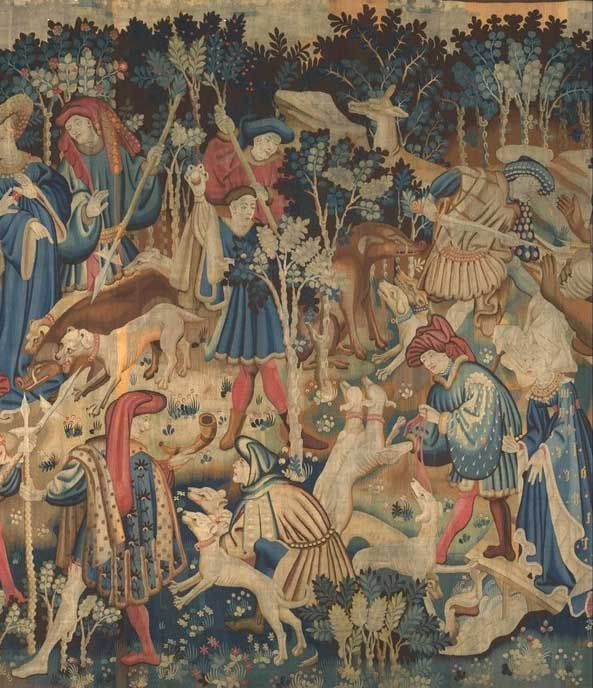
Devonshire Hunting Tapestries, Chi tiết về buổi săn lợn rừng và gấu, Hà Lan, giữa thế kỷ 15
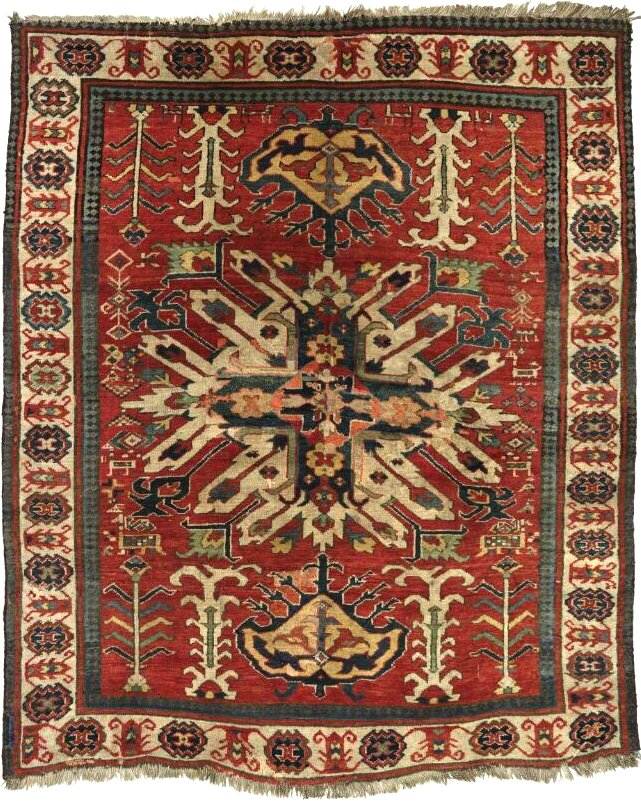
Thảm Azerbaijani "Barda" (Biến thể đầu tiên - "Chelebi"),[30] Nhóm Karabakh. Thế kỷ 19th

## Các buổi triển lãm
V&A có các phòng trưng bày lớn dành cho các cuộc triển lãm tạm thời. Hằng năm, bảo tàng có hơn một chục cuộc triển lãm khác nhau được tổ chức, bao gồm tất cả các lĩnh vực của các bộ sưu tập. Các cuộc triển lãm đáng chú ý trong những năm gần đây là:
- Britain Can Make It, 1946
- Hats: An Anthology, 2009
- Power of Making, 2011[31]
- Food: Bigger Than the Plate, 2019[32]

V&A đứng thứ hai trong các cuộc triển lãm được trả tiền nhiều nhất ở London vào năm 2015 với kỷ lục hiện nay là buổi biểu diễn của Alexander McQueen (3,472 một ngày).

## Tranh cãi
Tháng 11 năm 2019, nhiếp ảnh gia nghệ thuật Nan Goldin đã dẫn đầu một cuộc 'đột nhập' ở lối vào sân Sackler của bảo tàng, để phản đối việc V&A chấp nhận quyên góp từ gia đình Sackler, chủ sở hữu của Purdue Pharma, nhà sản xuất thuốc thuốc giảm đauOxyContin gây nghiện do có chứa thuốc phiện. Giám đốc của bảo tàng là Tristram Hunt bảo vệ mối quan hệ của bảo tàng với dòng họ Sacklers, nói rằng họ rất tự hào vì đã nhận được sự ủng hộ từ gia đình trong nhiều năm.
Cũng trong năm 2019, V&A đã nhận được tài trợ cho một cuộc triển lãm ô tô của Bosch, đơn vị bị phạt 90 triệu euro vì liên quan đến vụ bê bối khí thải động cơ diesel. Người phát ngôn của V&A cho biết: “Bosch đi đầu trong lĩnh vực đổi mới, với trọng tâm là cung cấp các giải pháp bền vững cho sự di chuyển trong tương lai.
Extinction Rebellion đã tổ chức một cuộc biểu tình bẩn bên ngoài V&A Dundee, để phản đối sự tài trợ từ phía Barclays Bank cho triển lãm Mary Quant của bảo tàng.
Năm 2021, bảo tàng lên kế hoạch cắt giảm chi phí bằng cách tổ chức lại các bộ sưu tập theo ngày tháng thay vì theo tài liệu, đã bị bãi bỏ sau khi các nhà phê bình cho rằng điều này sẽ dẫn đến việc phải cắt giảm nhân viên, việc đó sẽ dẫn đến việc thiếu đi các chuyên gia.

## Truyền thông
Bắt đầu từ tháng 3 năm 2020, BBC Two đã phát một loạt sáu chương trình mô tả công việc hậu trường của những người phụ trách và phục chế bảo tàng, mang tên Bí mật của Bảo tàng.

## Phòng trưng bày
Phòng chung

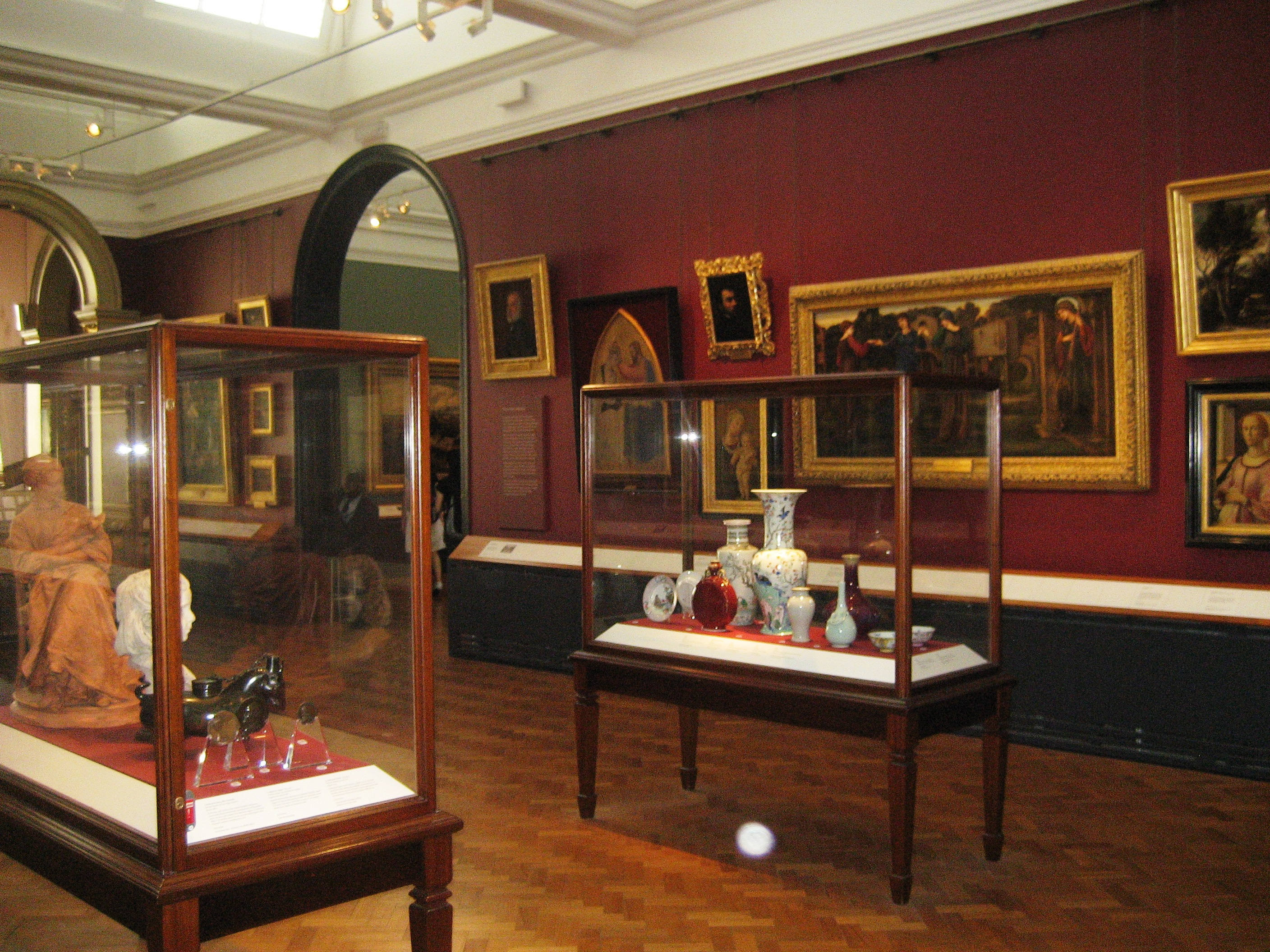
Phòng 81—The Ionides Bequest—82 bức tranh được tặng
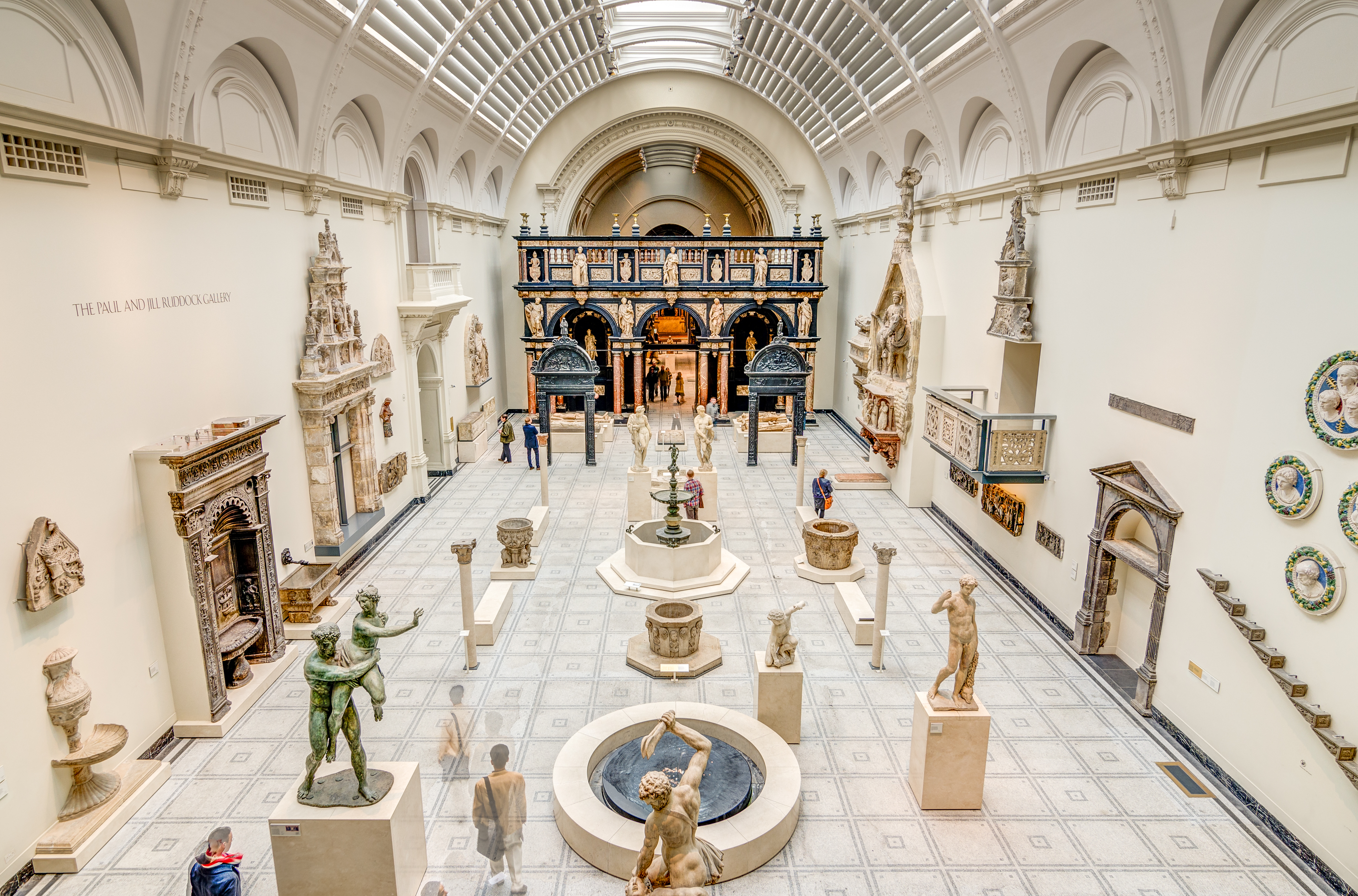
Phòng trưng bày thời Trung cổ và Phục hưng
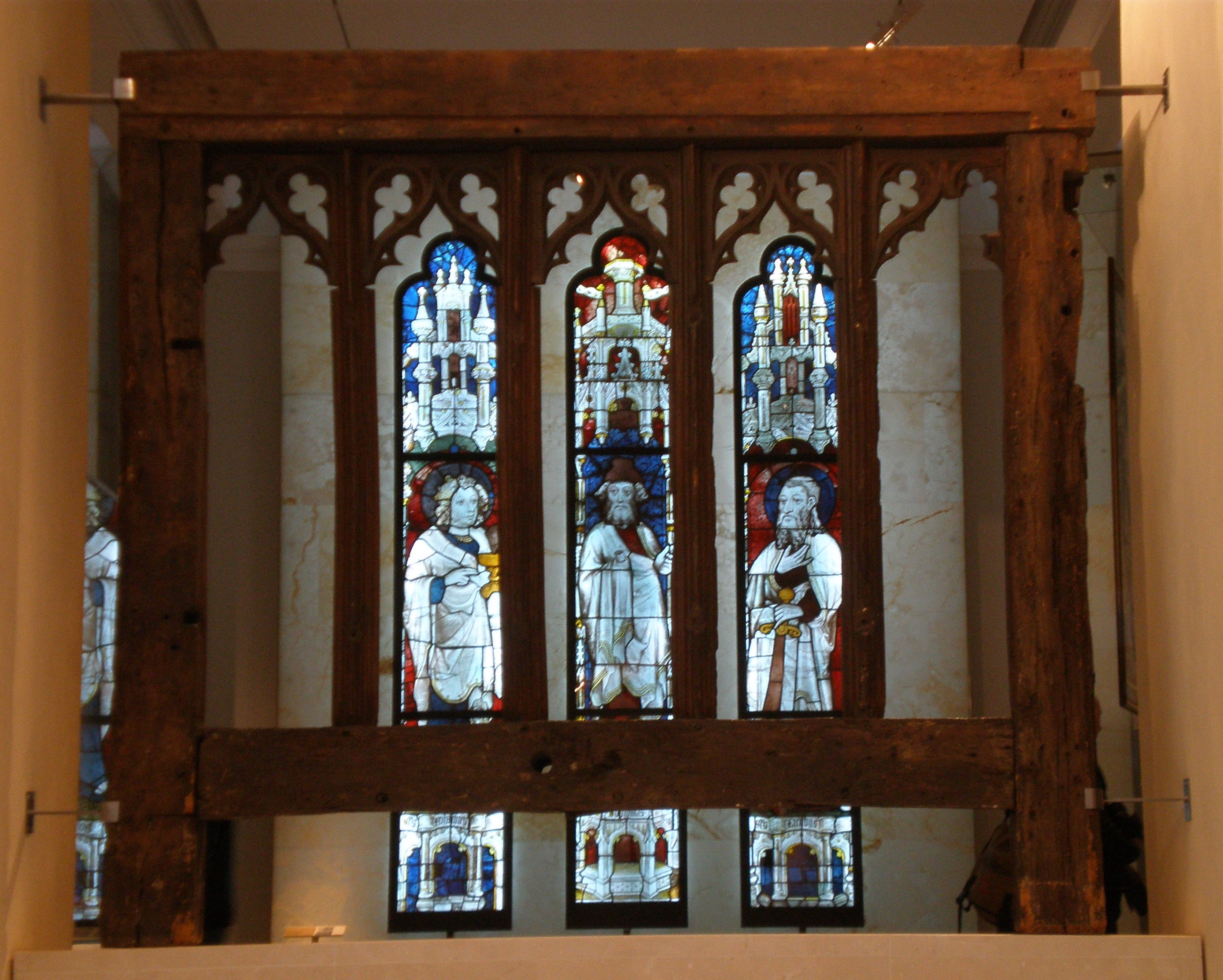
Phòng trưng bày thời Trung cổ và Phục hưng
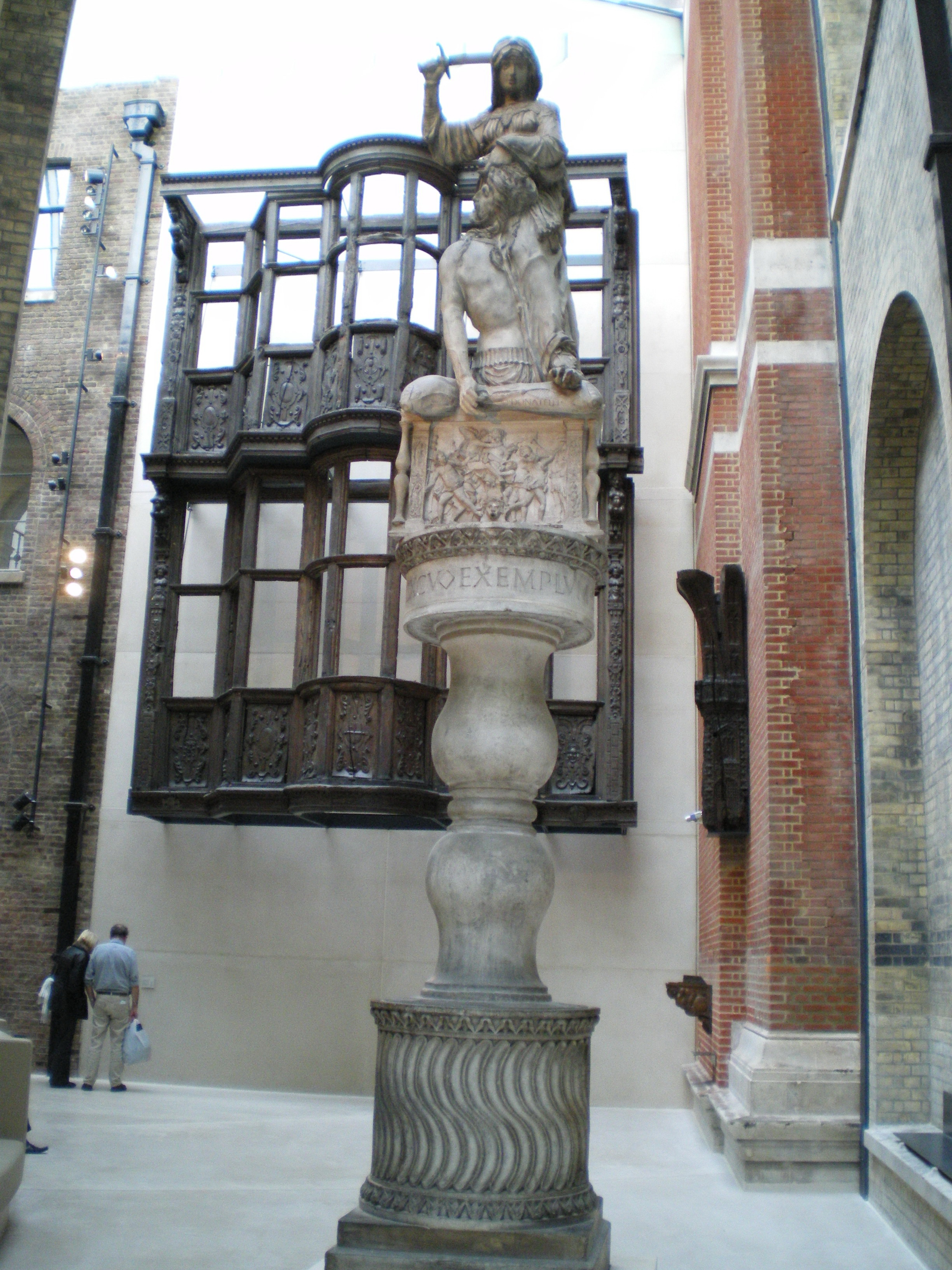
Phòng trưng bày thời Trung cổ và Phục hưng
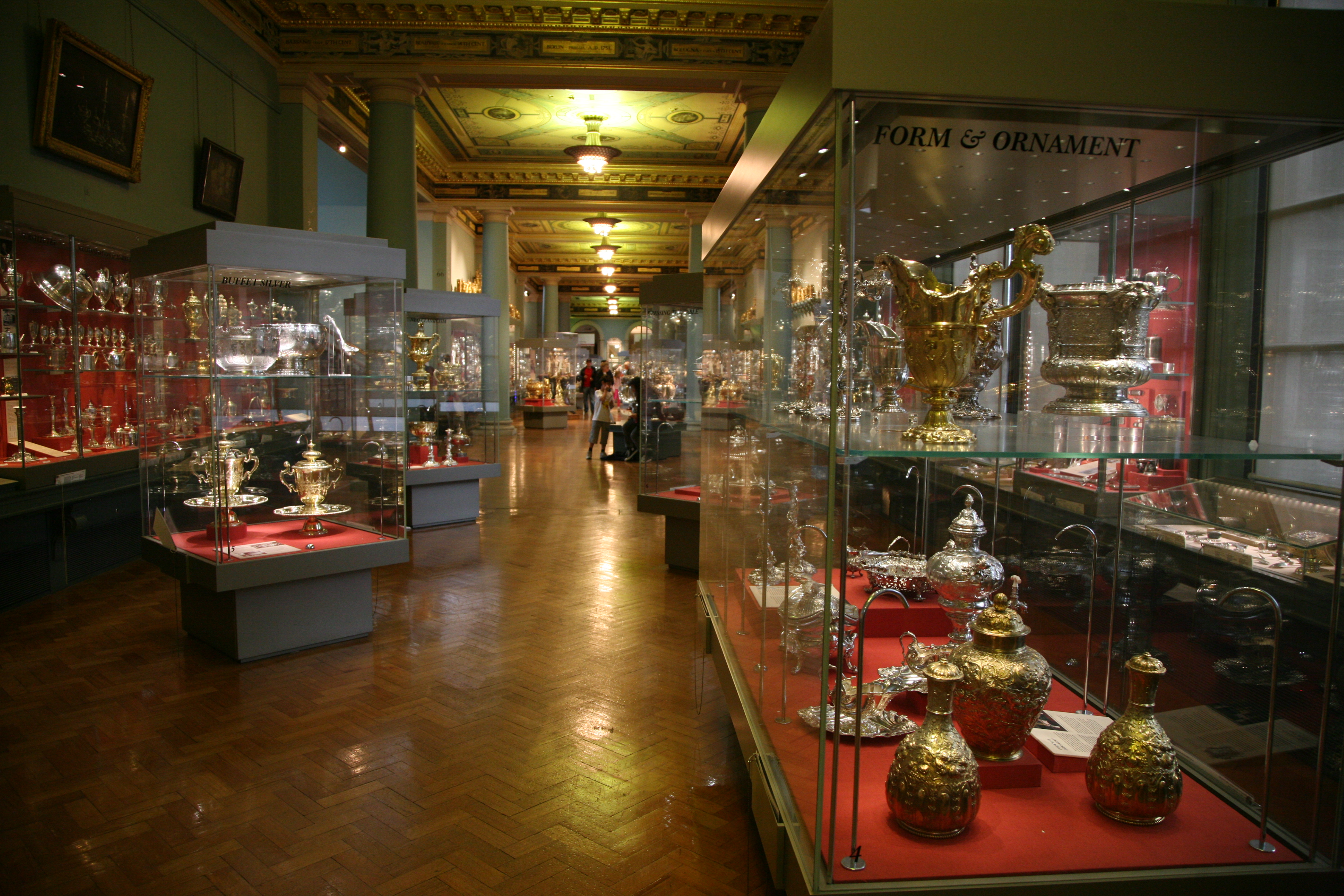
Phòng trưng bày đồ bạc

Phòng trưng bày bảo tàng
Châu Á

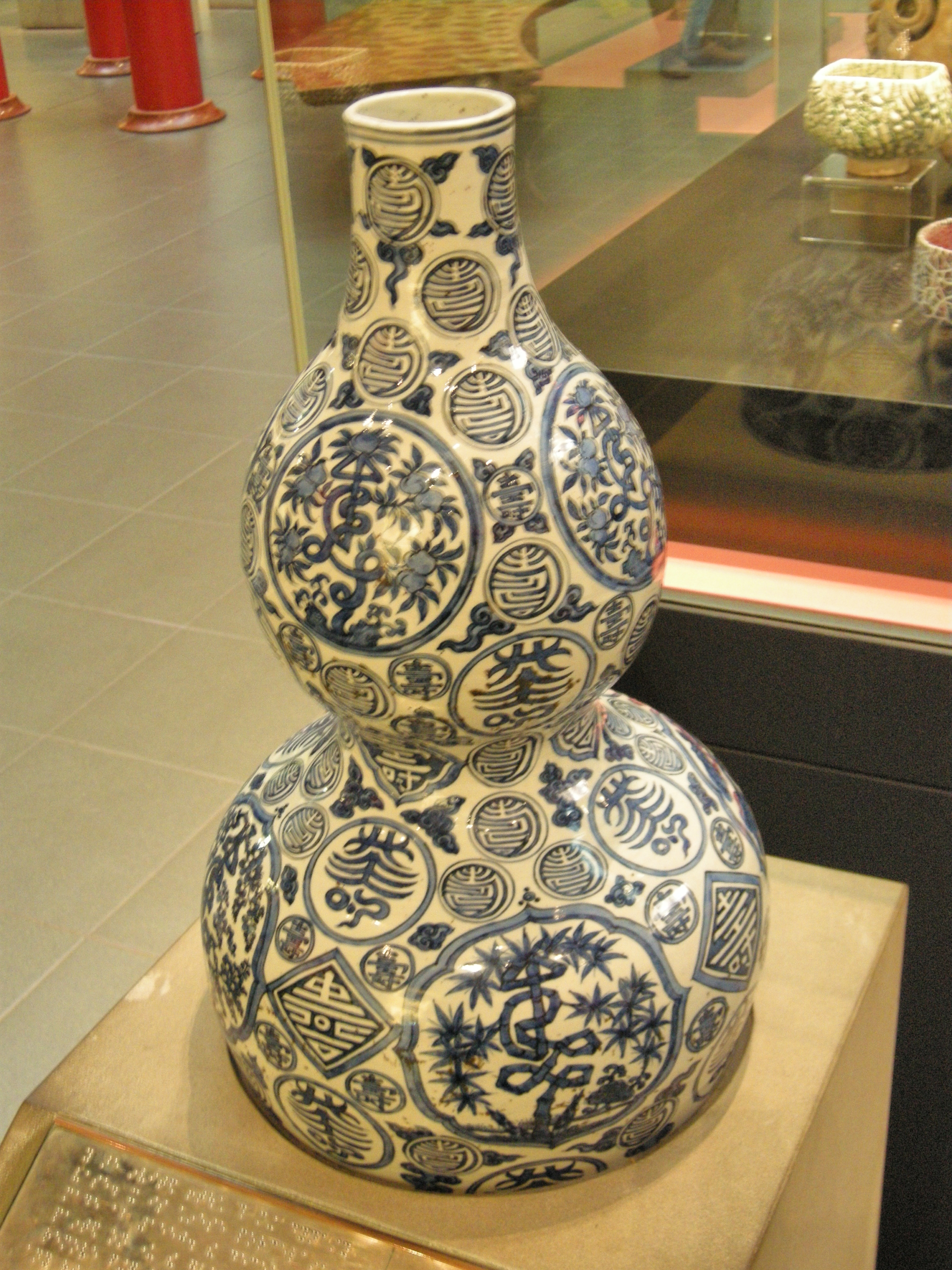
Bình sứ, triều đại nhà Minh, c.1550
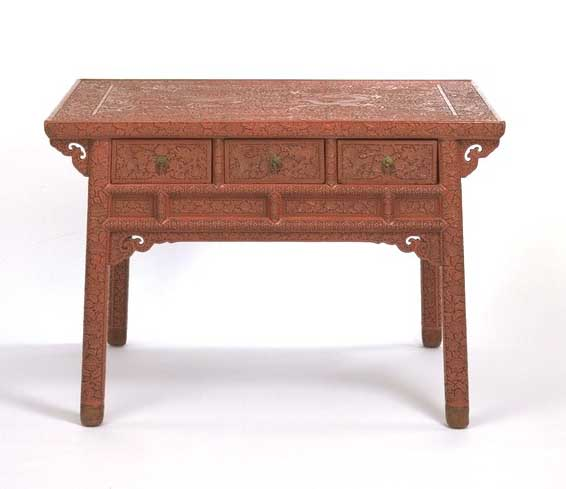
Bàn sơn mài Trung Quốc, 1425–1436

Phòng trưng bày Vương quốc Anh

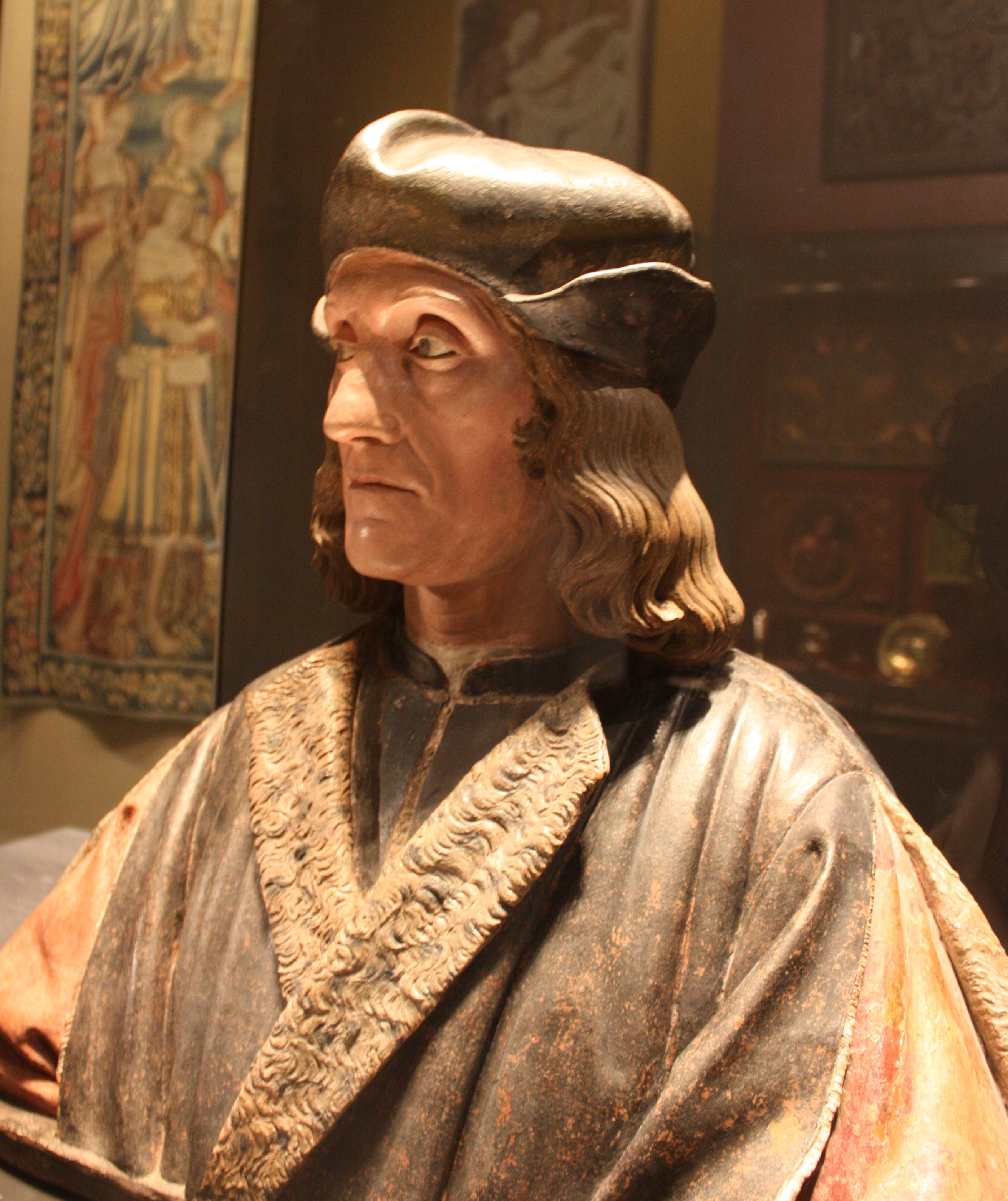
Tượng bán thân Henry VII của Pietro Torrigiani
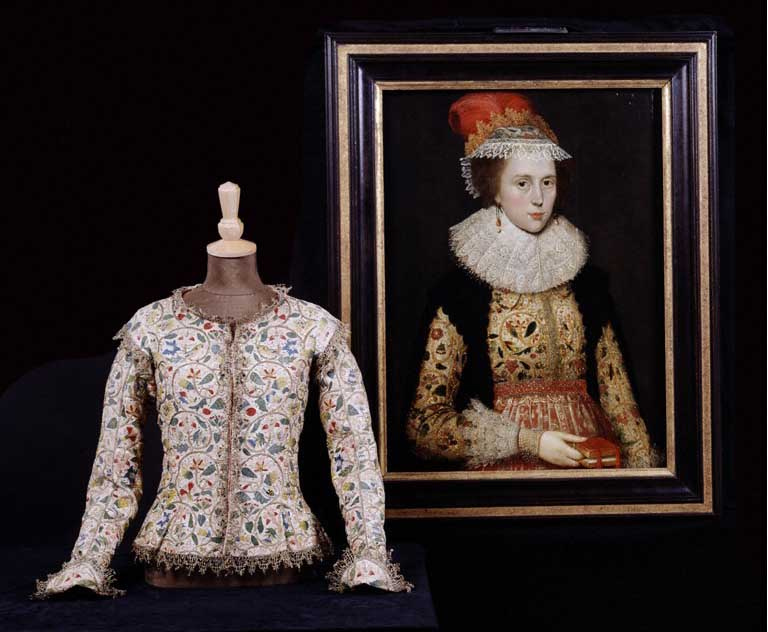
Áo khoác và chân dung Margaret Laton, khoảng năm 1610, số. T.228-1994
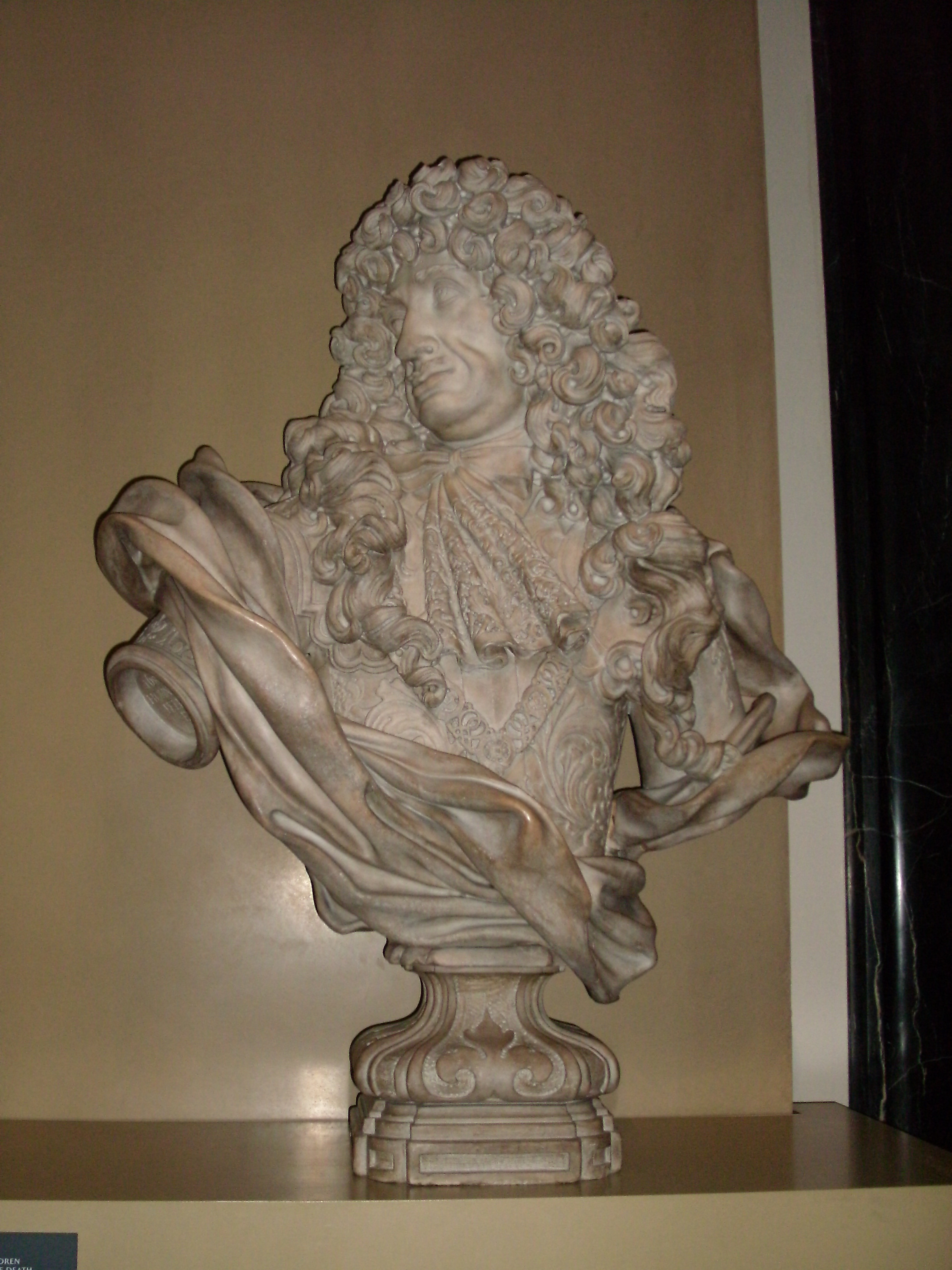
Tượng bán thân Honoré Pelle của Charles II
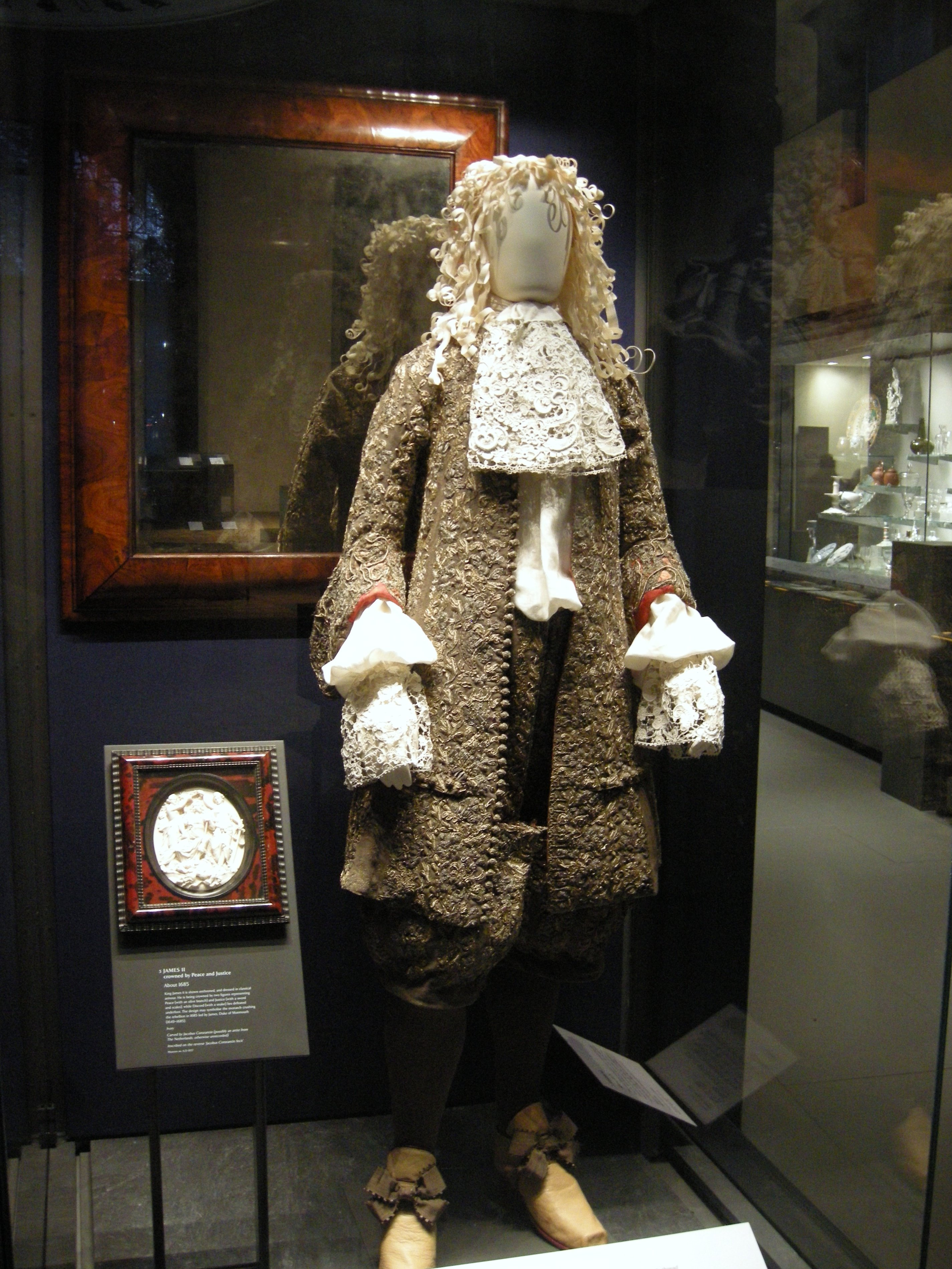
Bộ đồ cưới của James II
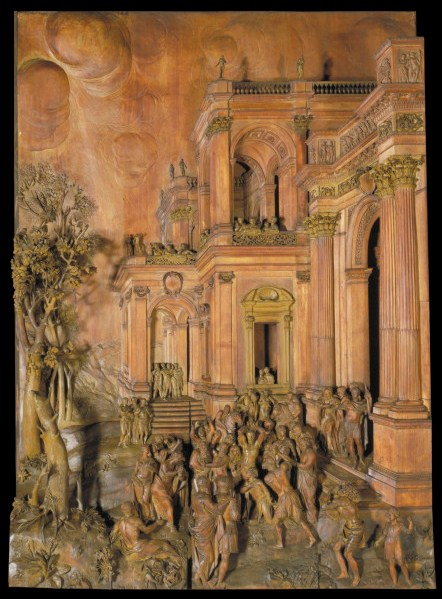
Stoning of St Stephen của Grinling Gibbons
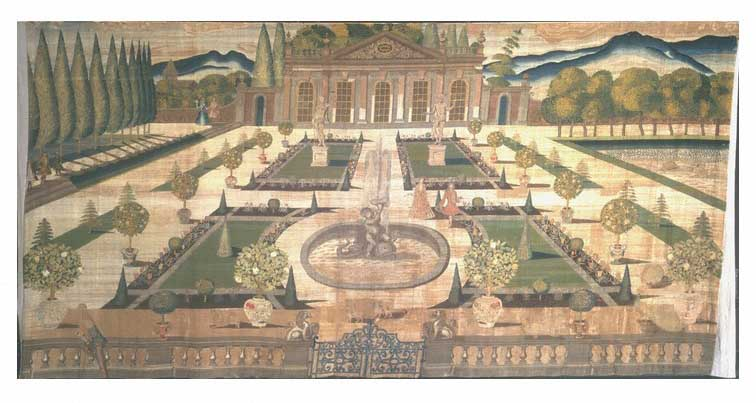
Stoke Edith đi dạo
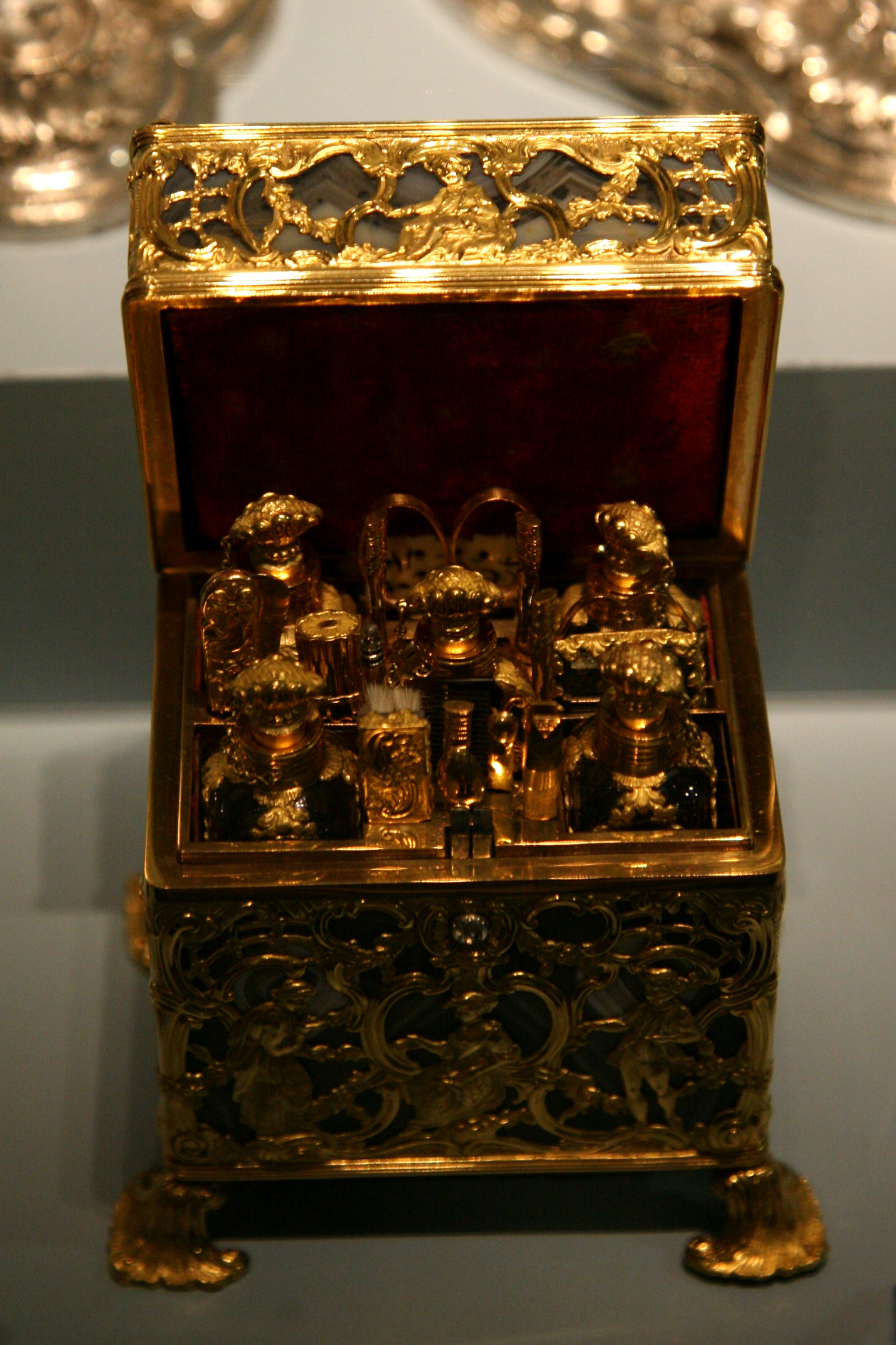
Trang sức trên trang phục
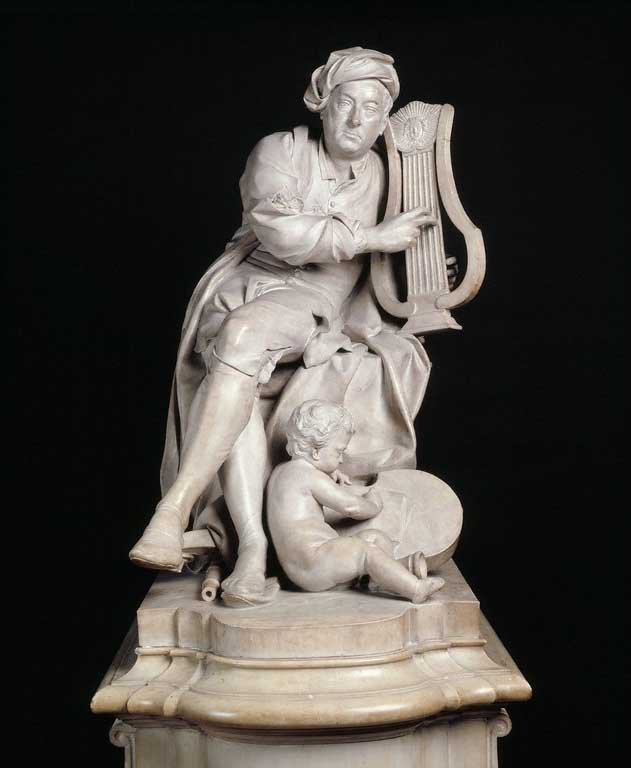
Louis-François Roubiliac của George Frederick Handel
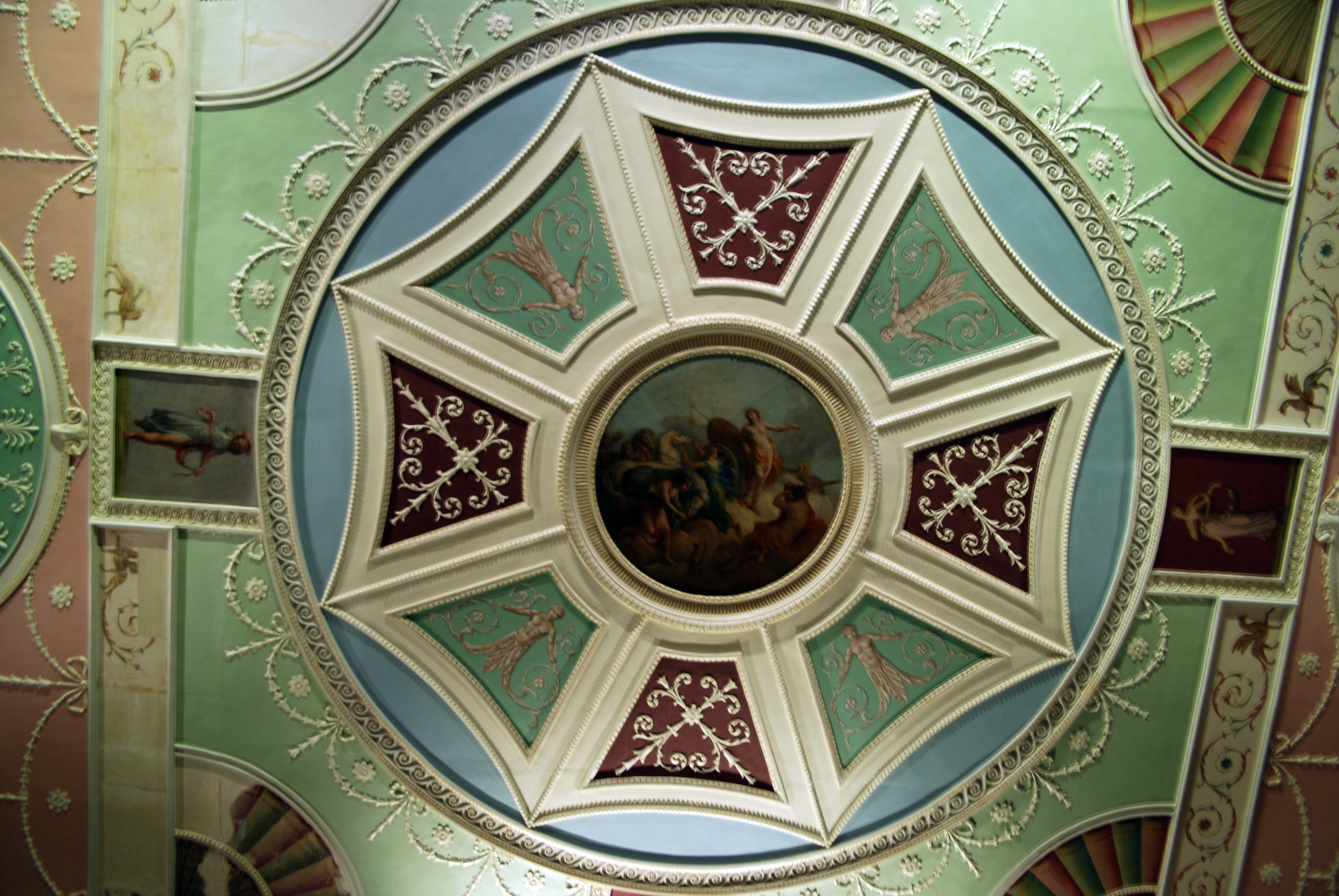
Trần nhà Robert Adam từ Adelphi
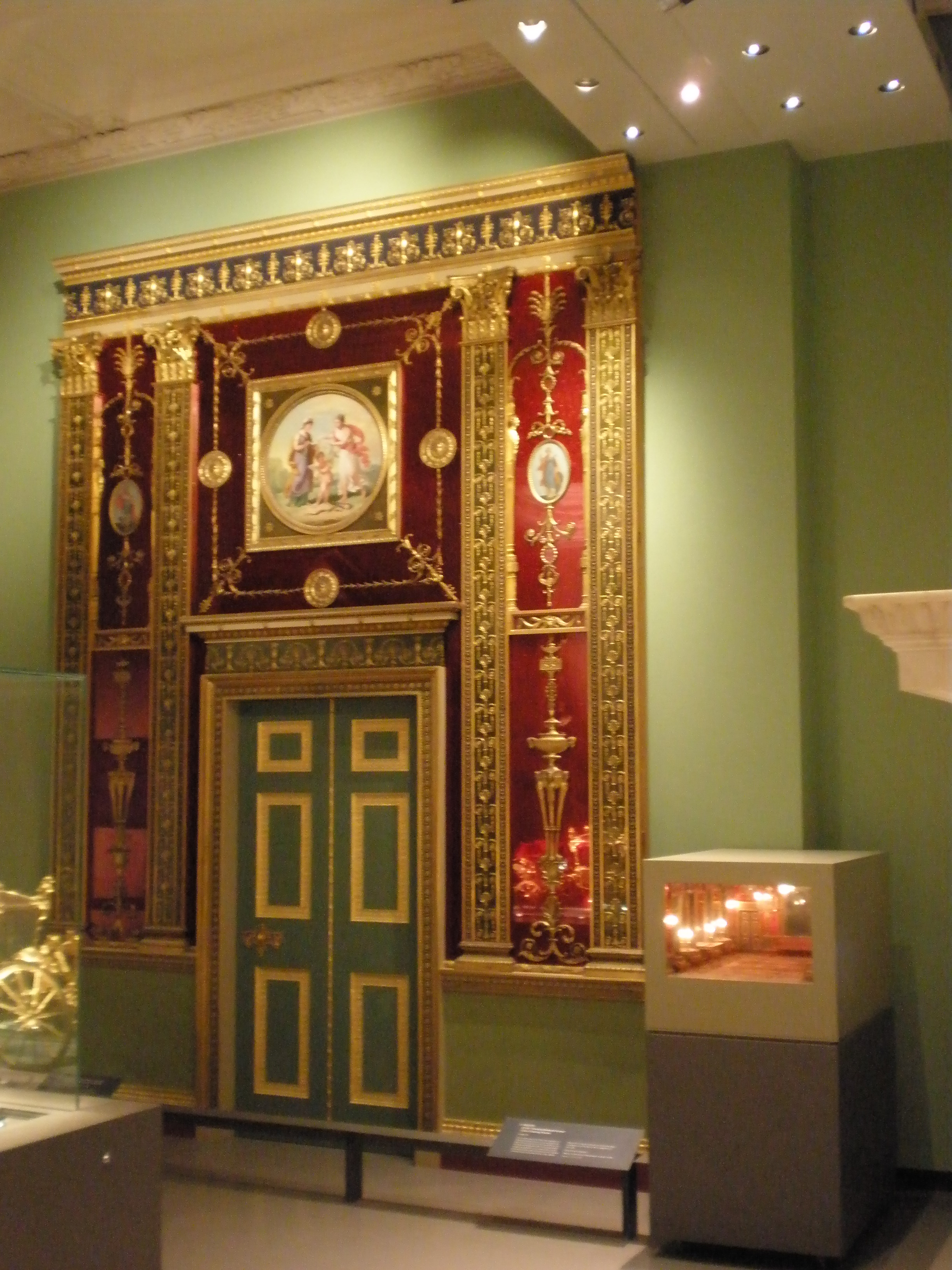
Các tấm từ Phòng vẽ bằng kính Nhà Northumberland
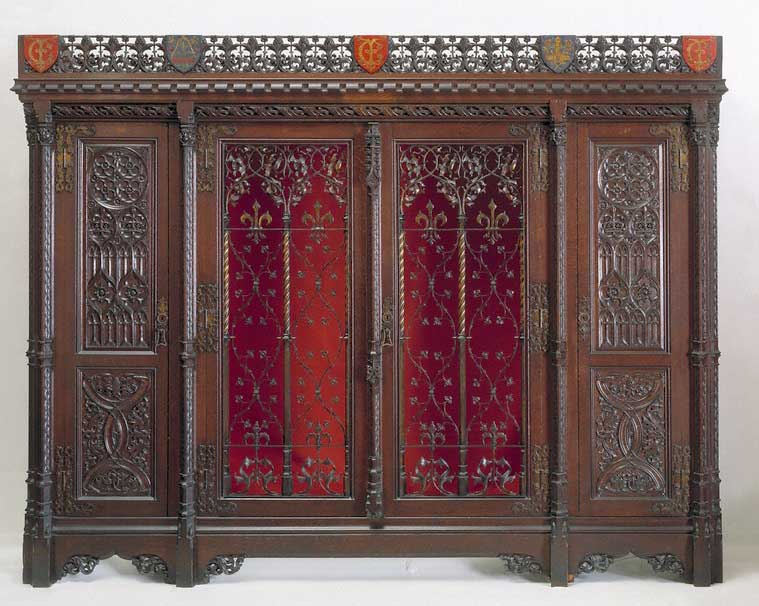
Pugin armoire
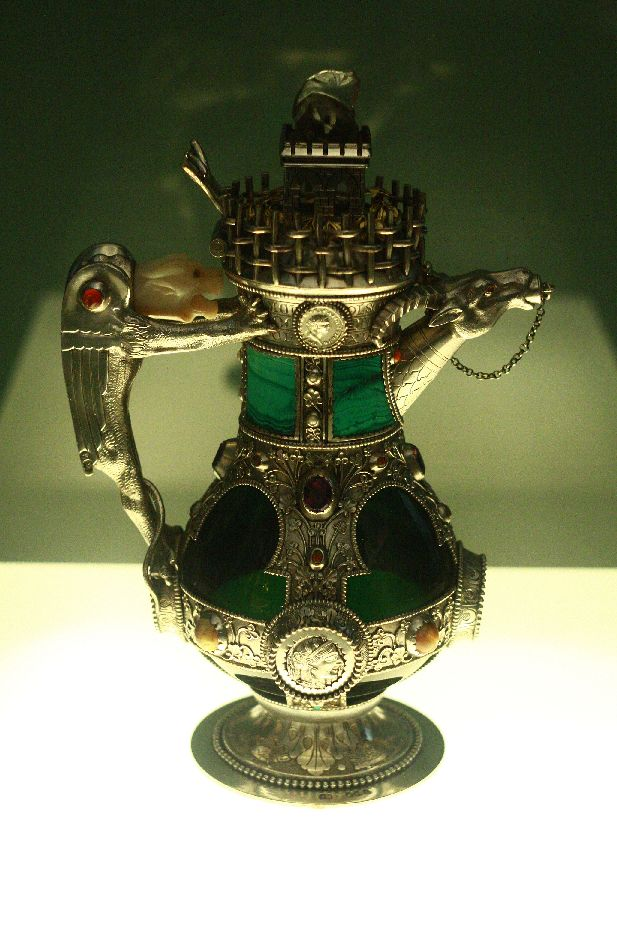
Bình rượu của William Burges
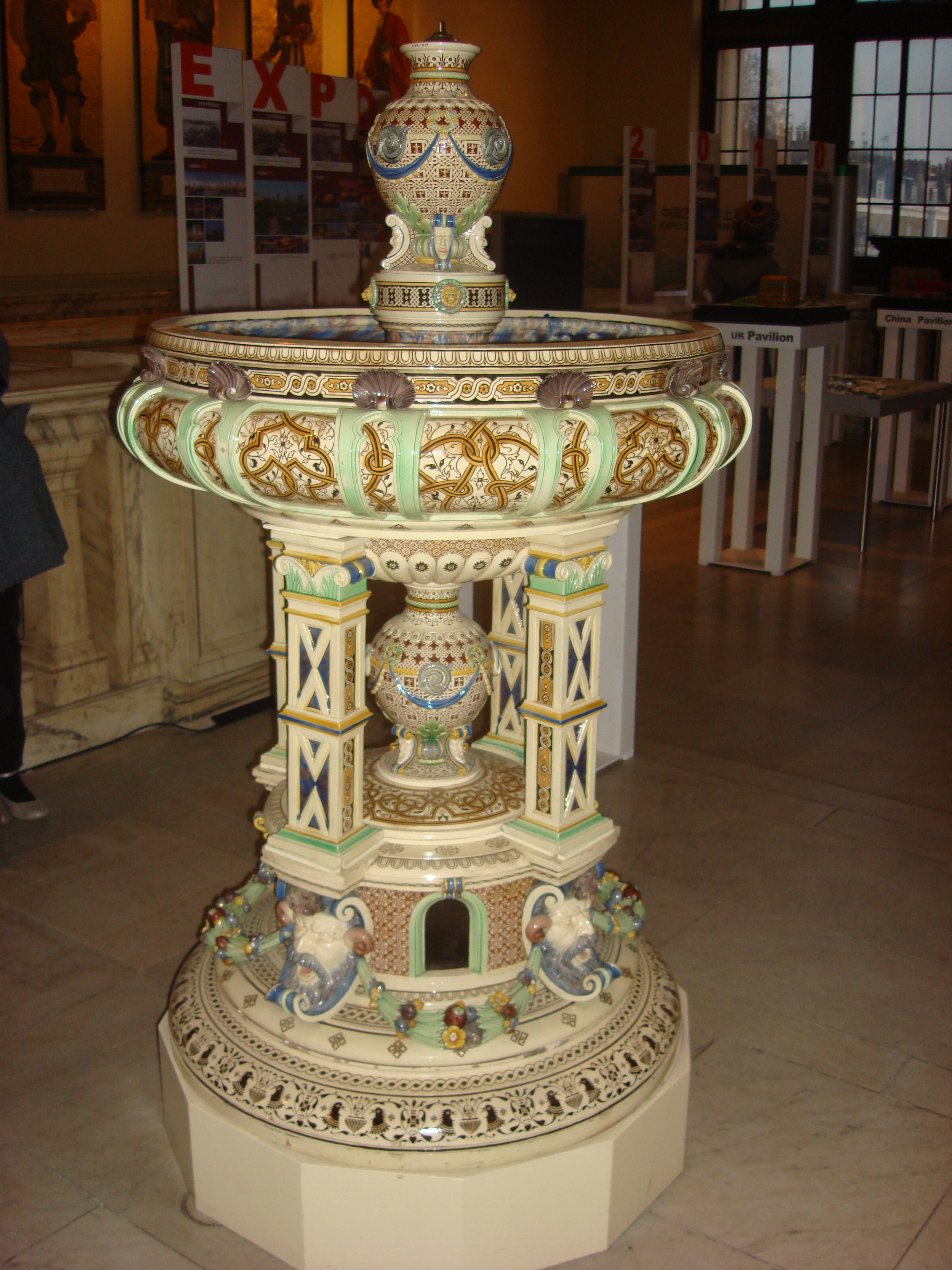
Đài phun nước Minton
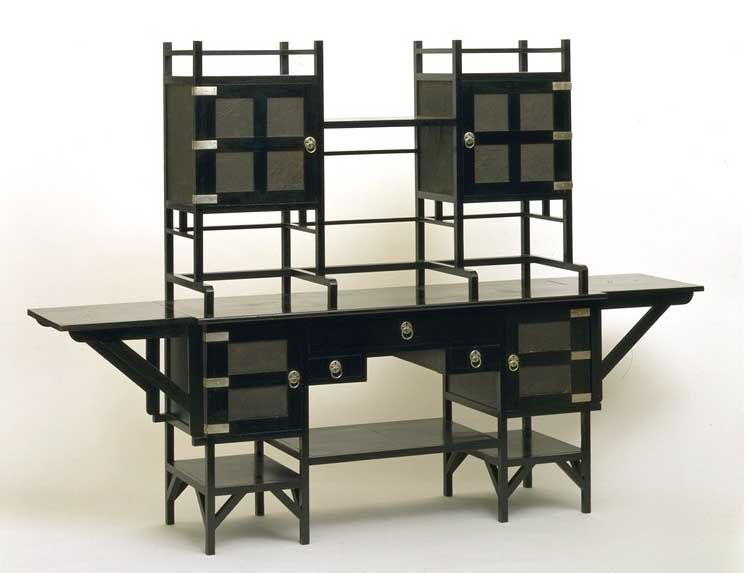
Sideboard, 1867–1870, Edward William Godwin (1833–80) Bảo tàng V&A số. CIRC.38: 1 đến 5-1953

Đồ kim loại

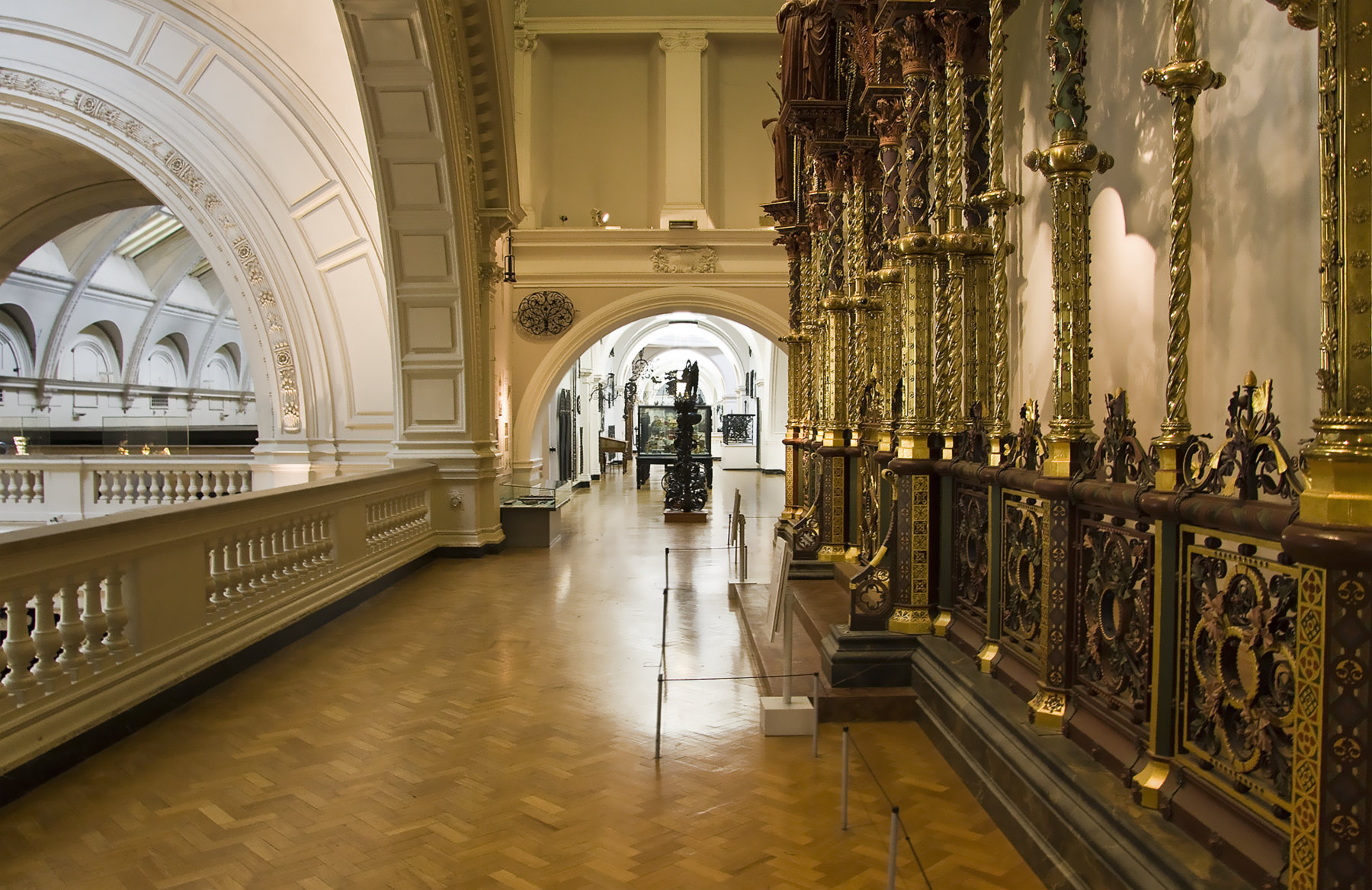
Phòng trưng bày đồ kim loại, tầng 1
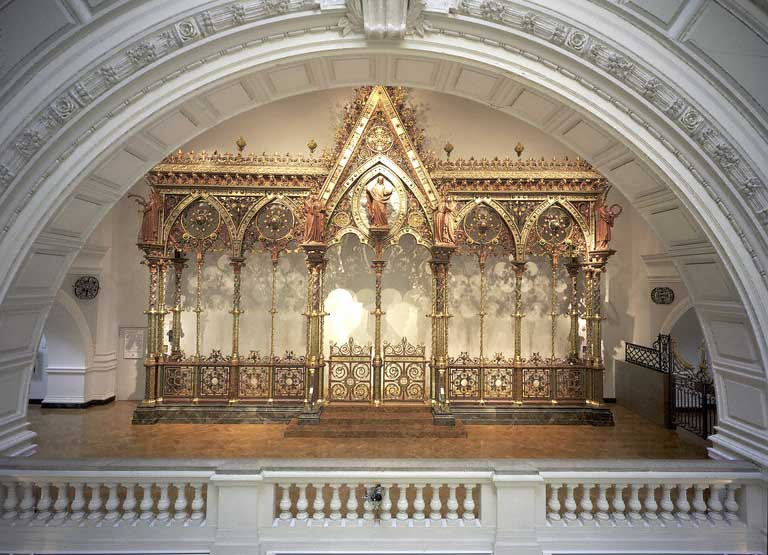
George Gilbert Scott—Screen from Hereford Cathedral, 1862

Tranh vẽ
Tranh Vương quốc Anh

John Constable—View of Salisbury Cathedral, 1823
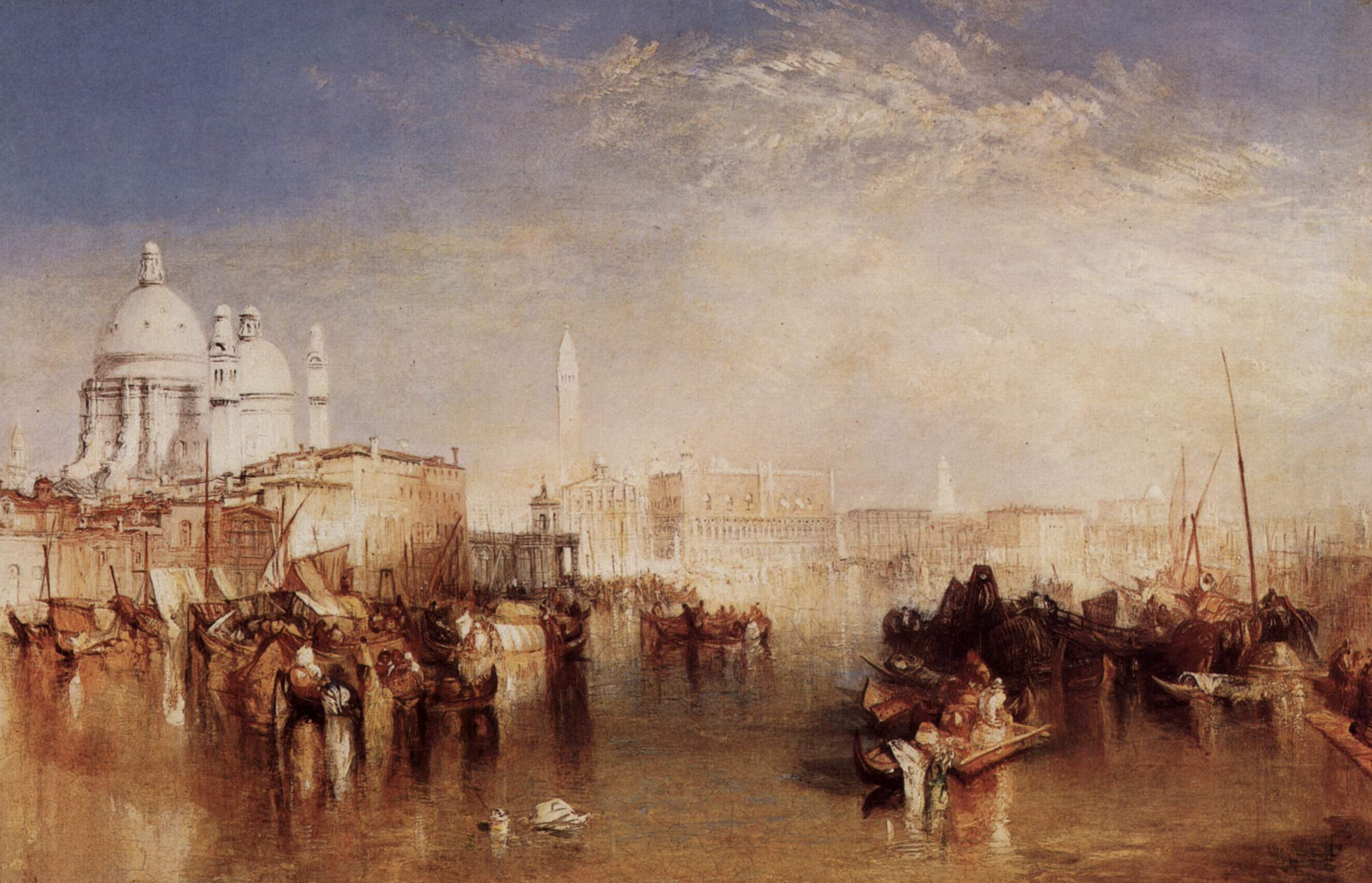
J. M. W. Turner—Venice from the Giudecca, 1840

Tranh Pháp

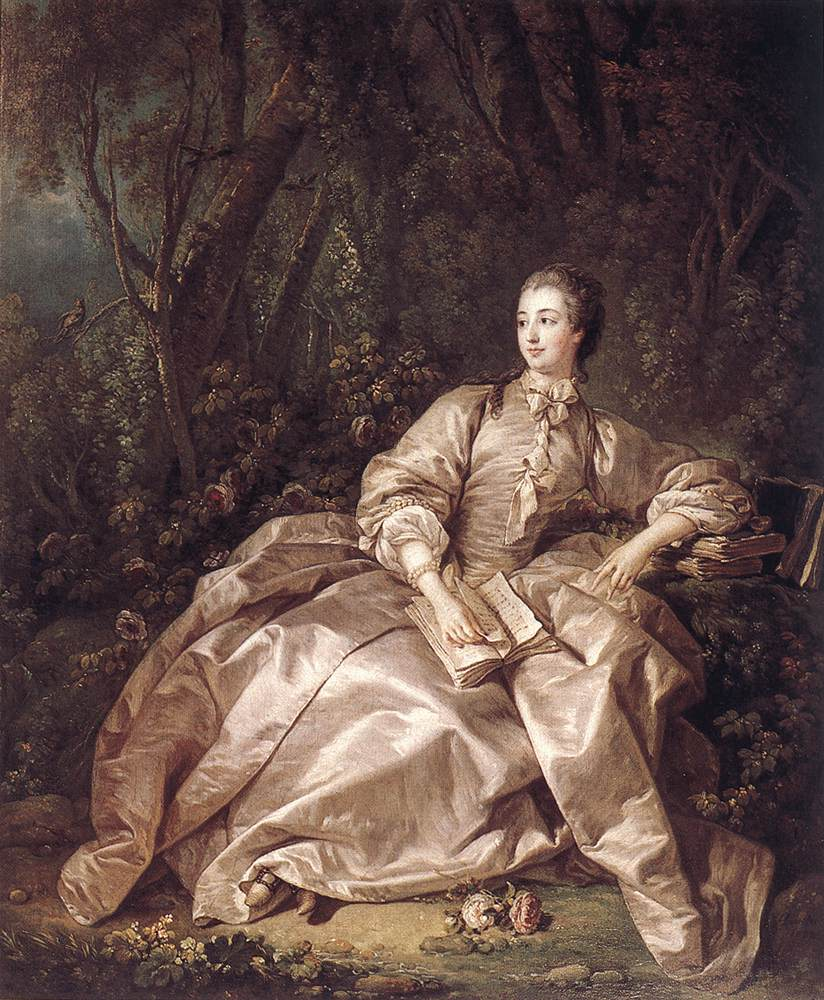
François Boucher—Madame de Pompadour, Mistress of Louis XV, 1758
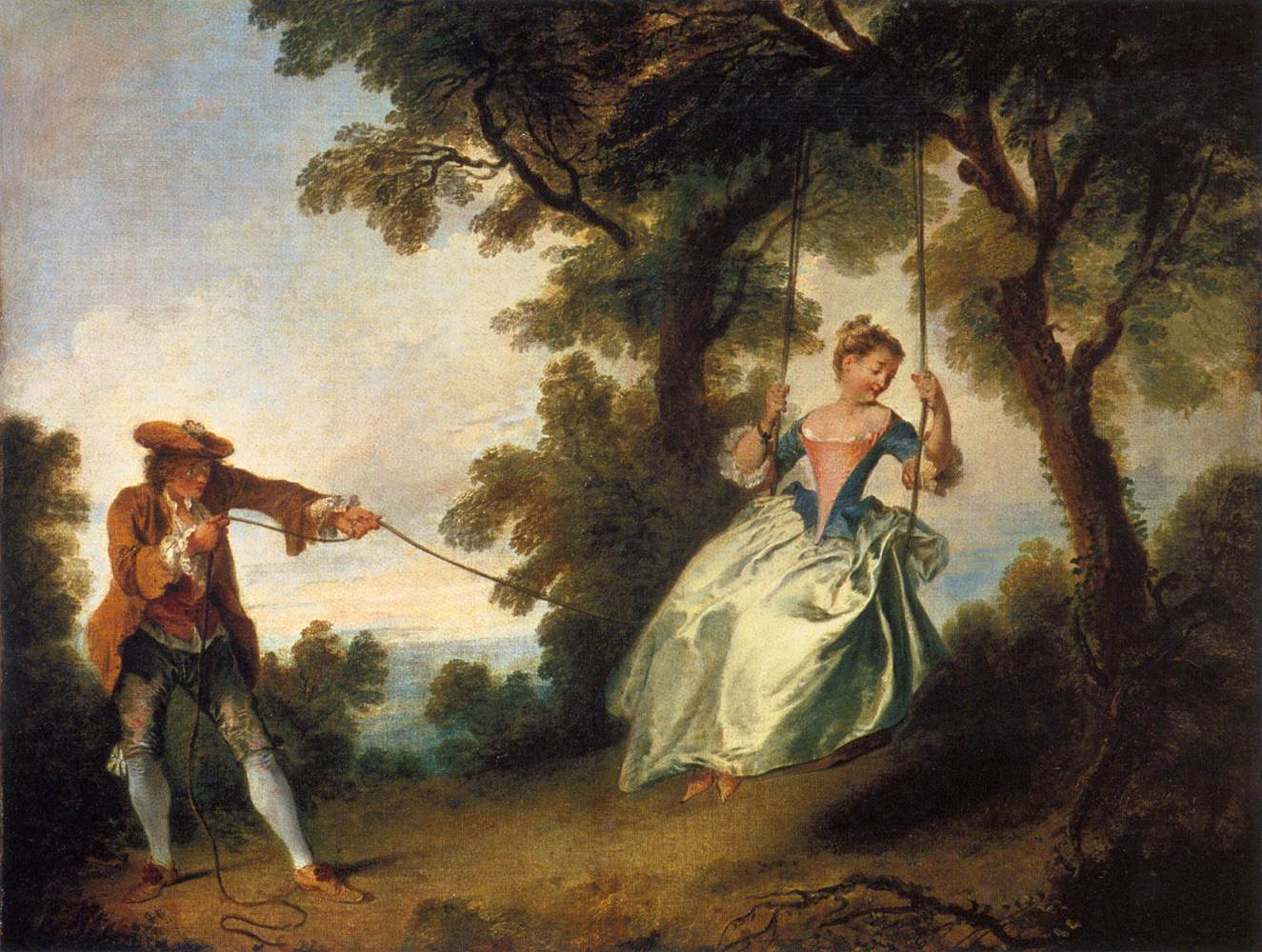
Nicolas Lancret—The Swing, 1735
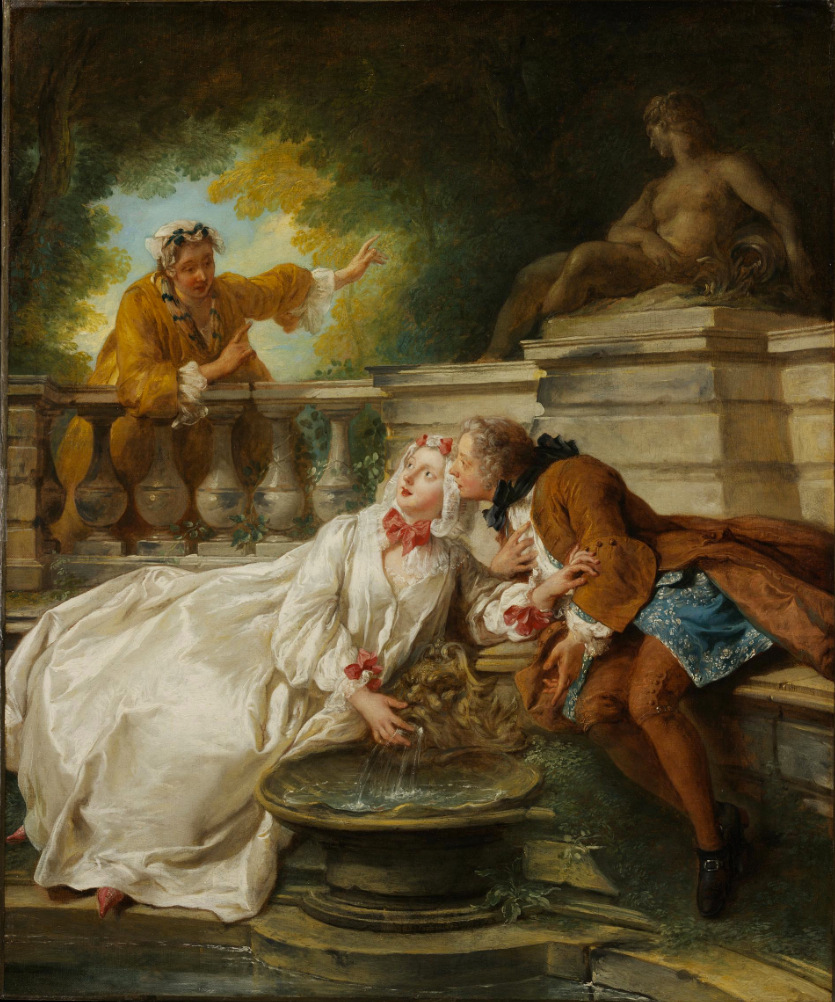
Jean François de Troy—The Alarm, or the Gouvernante Fidèle, 1723

Tranh Ý

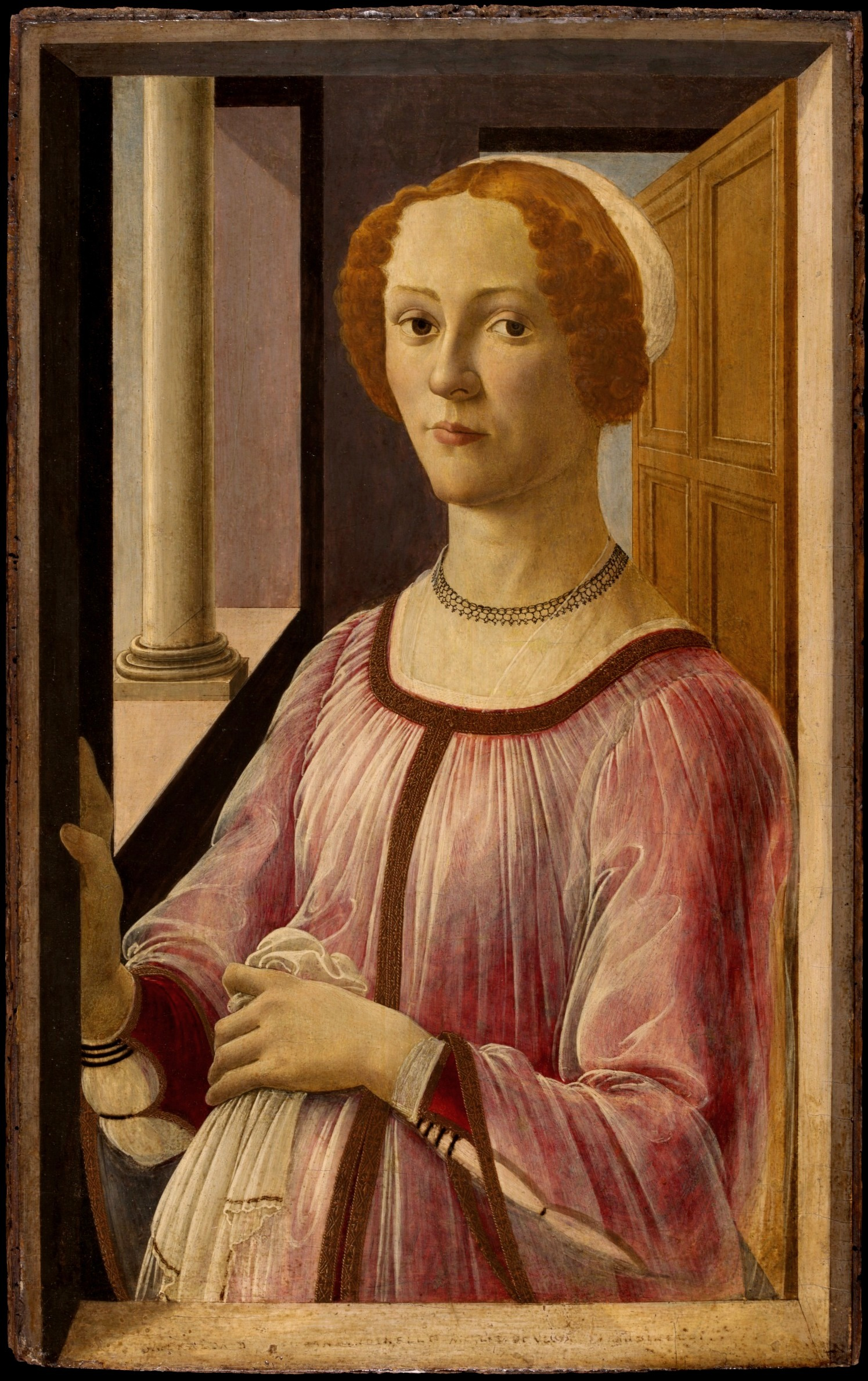
Sandro Botticelli - Portrait of a Lady Known as Smeralda Brandini, c. 1475
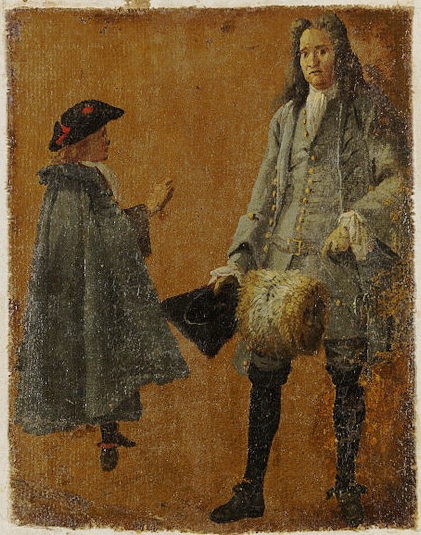
Luca Carlevarijs— Two Studies of Men, c. 1700–1710
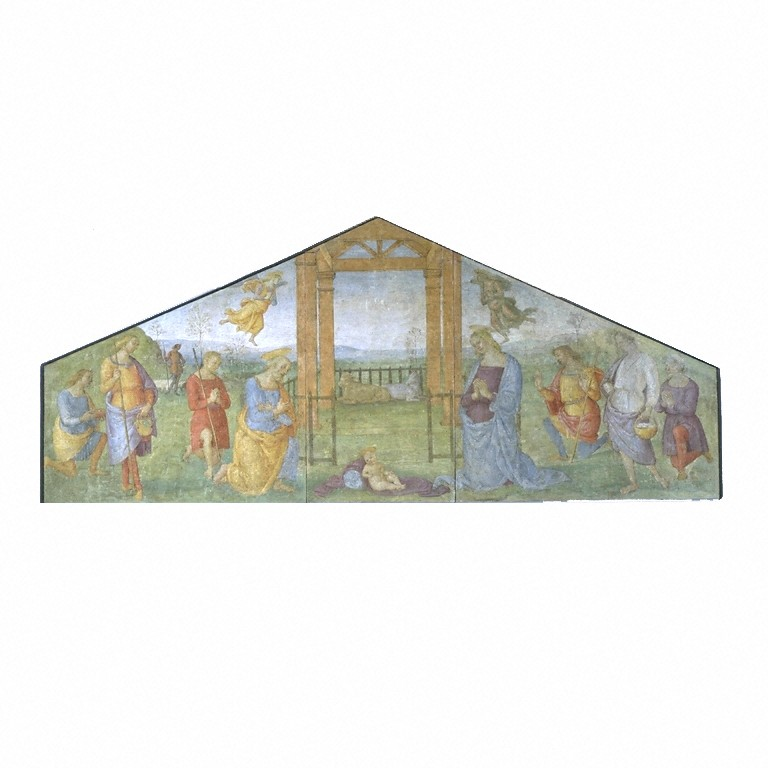
Pietro Perugino— The Nativity; the Virgin, Saint Joseph and the Shepherds adoring the Infant Christ
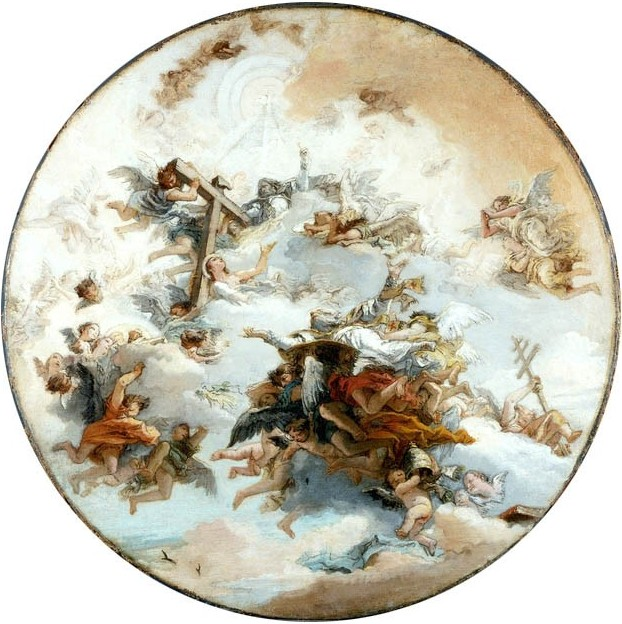
Giovanni Battista Tiepolo— St Leo in Glory

Tượng điêu khắc

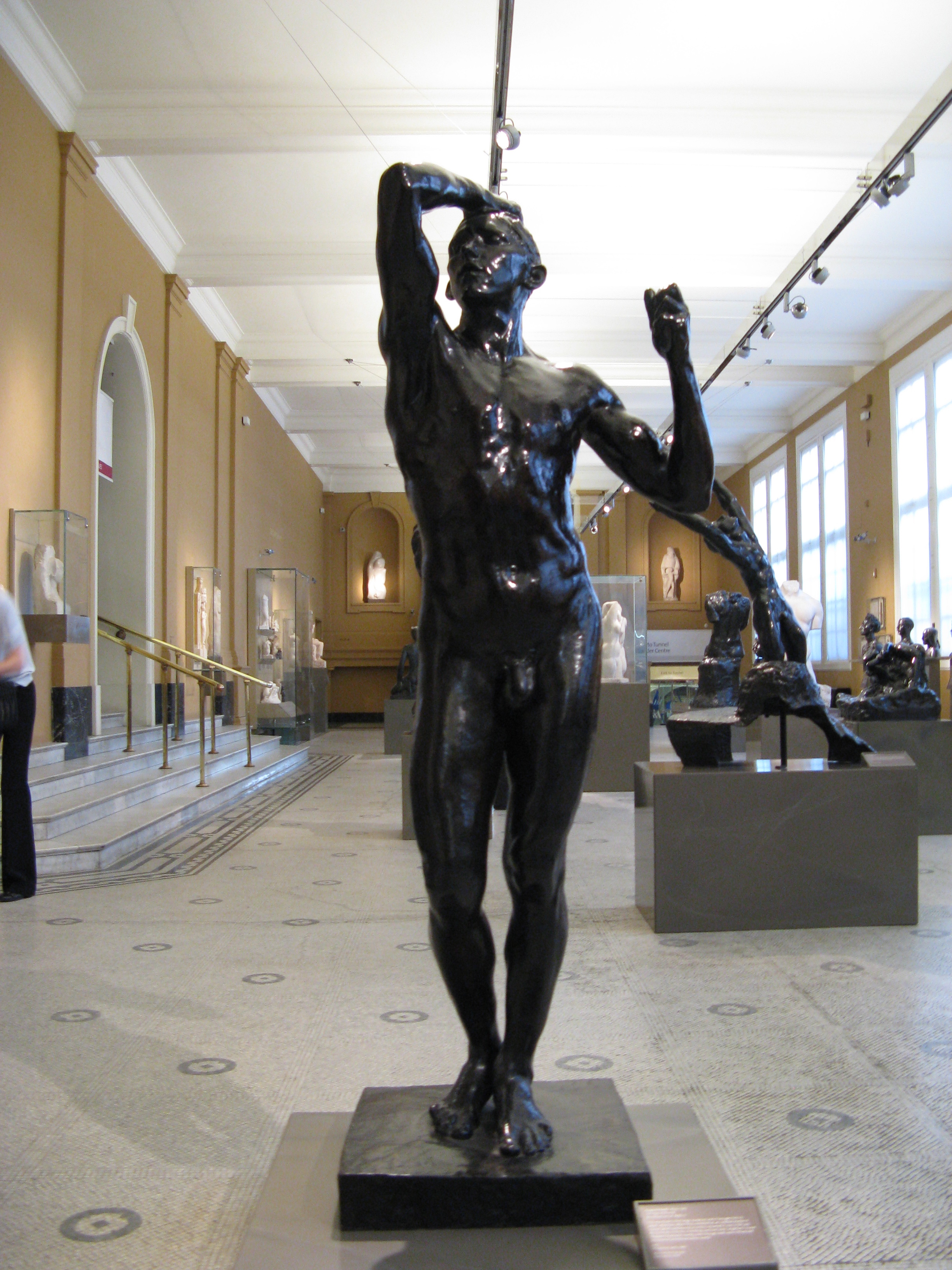
Auguste Rodin—Age of Bronze, 1877
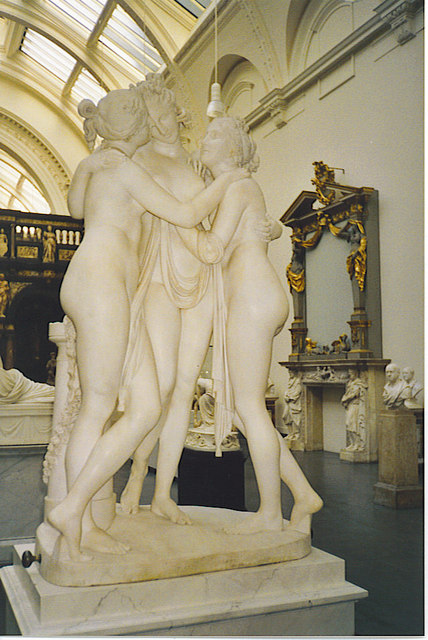
Canova—The Three Graces, 1814–1817
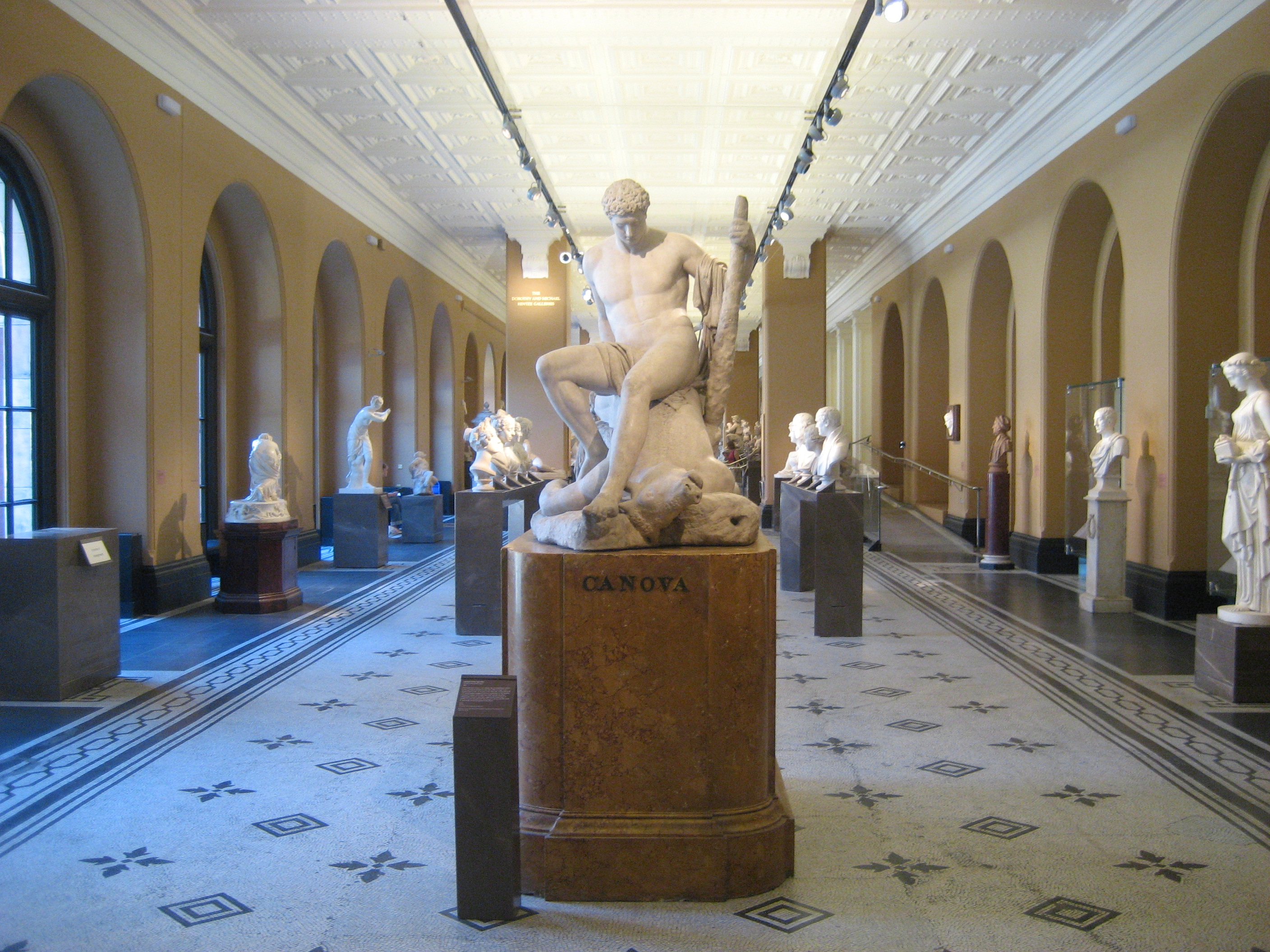
Phòng 22—Tượng 1600–1870, Canova—Theseus and the Minotaur
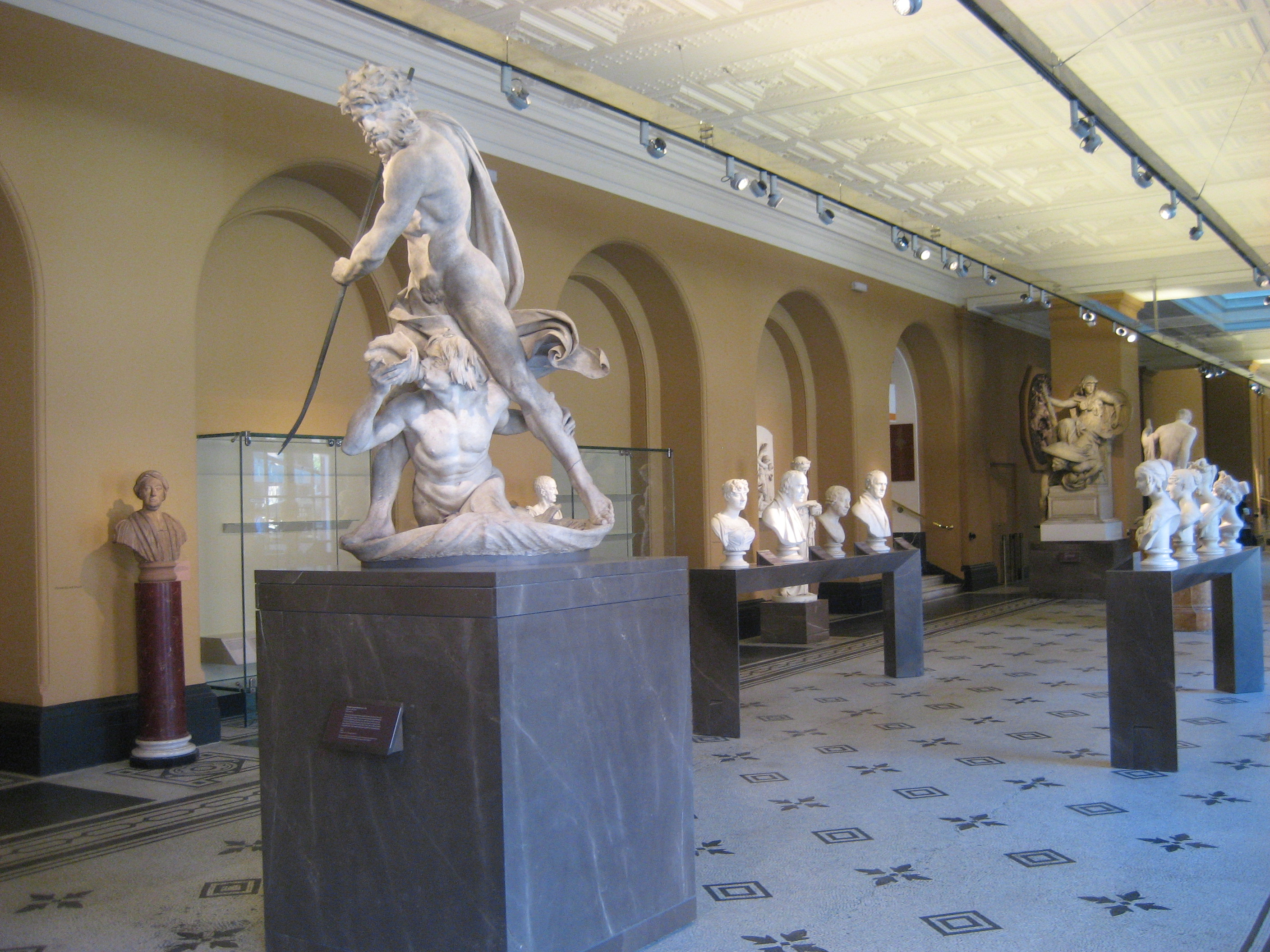
Phòng trưng bày điêu khắc
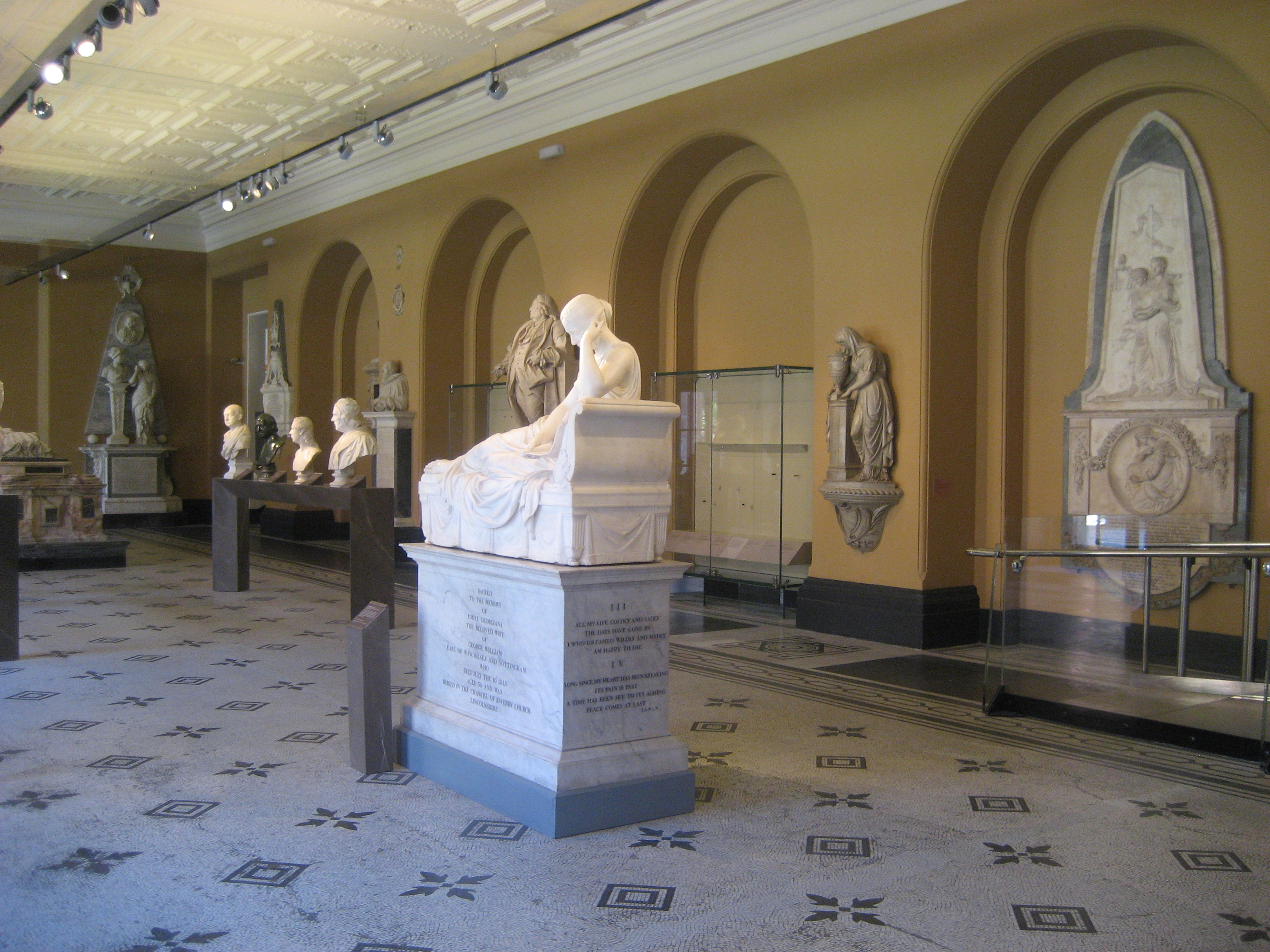
Phòng 24—Tượng 1600–1870
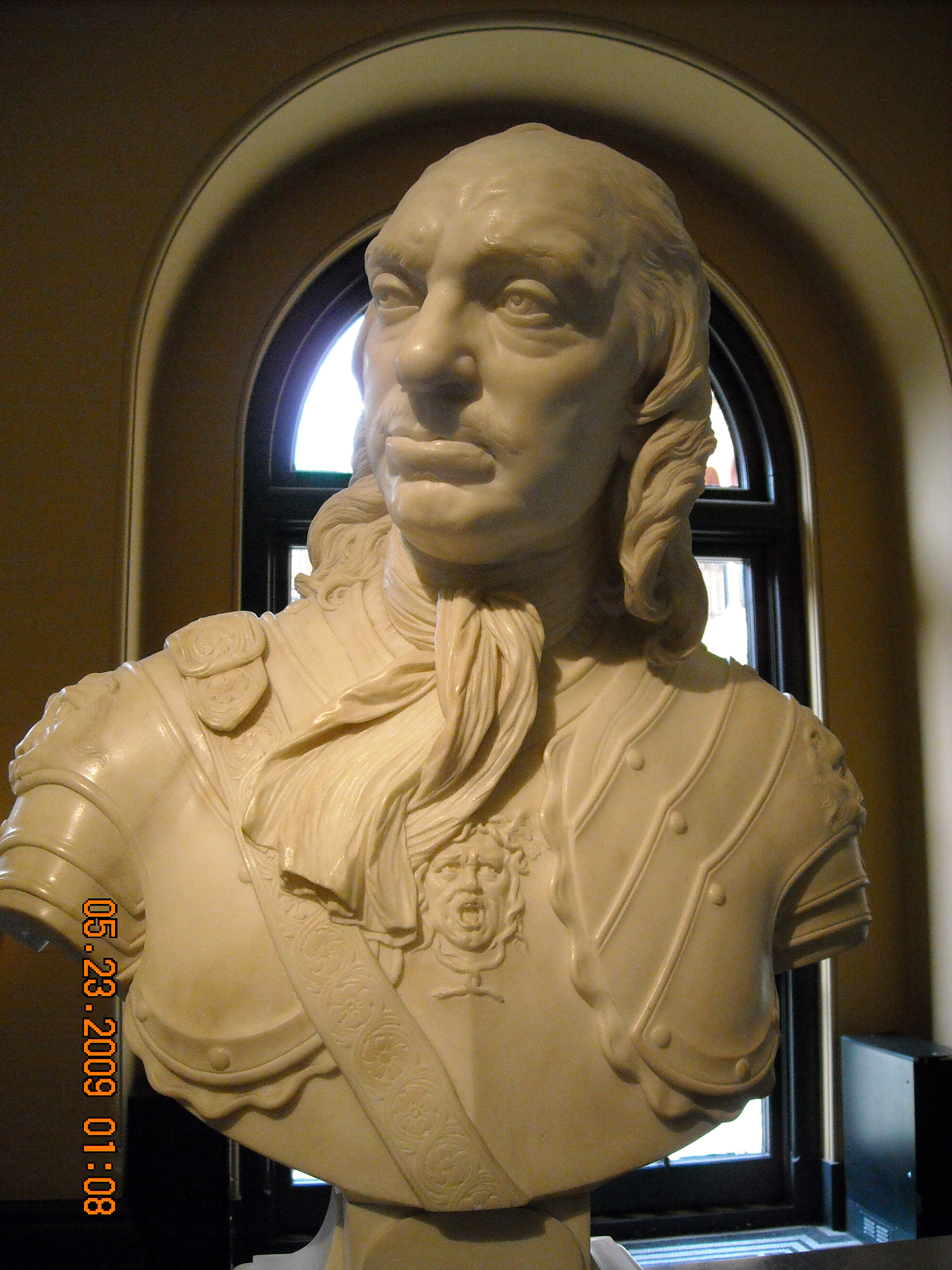
Tượng bán thân của Oliver Cromwell

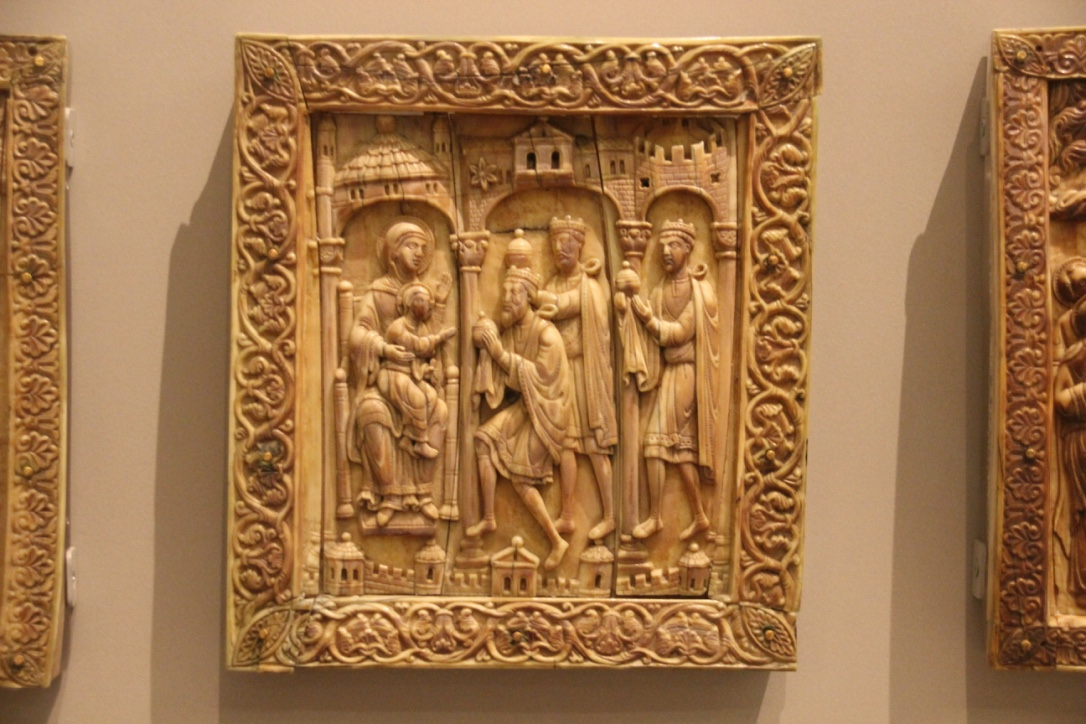
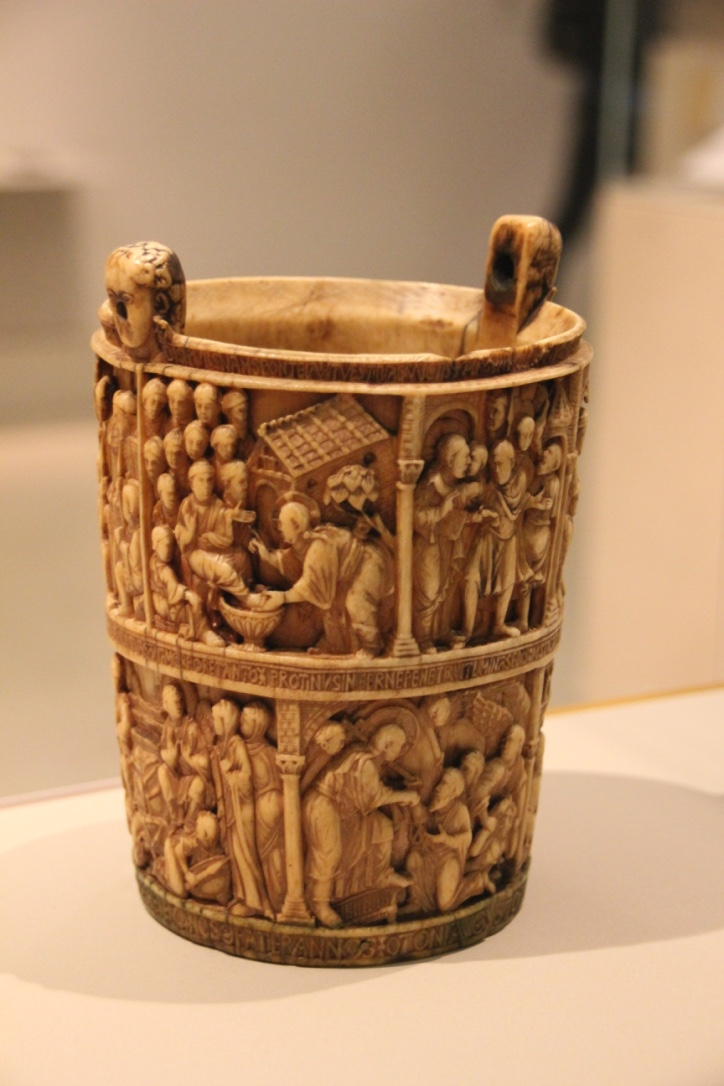
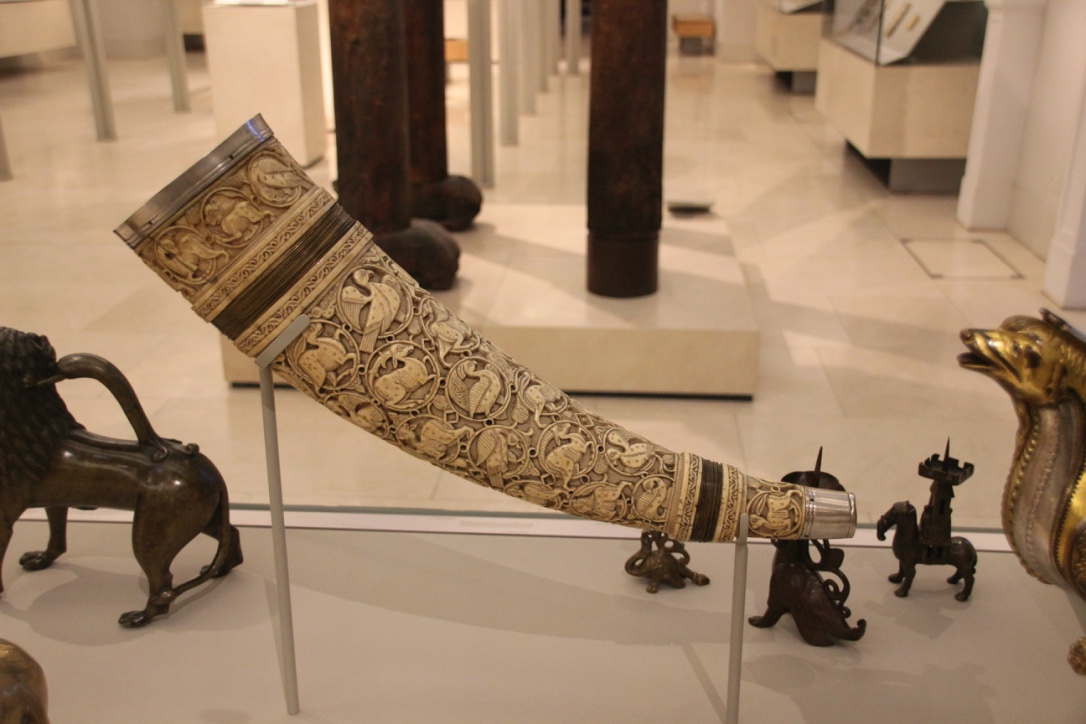
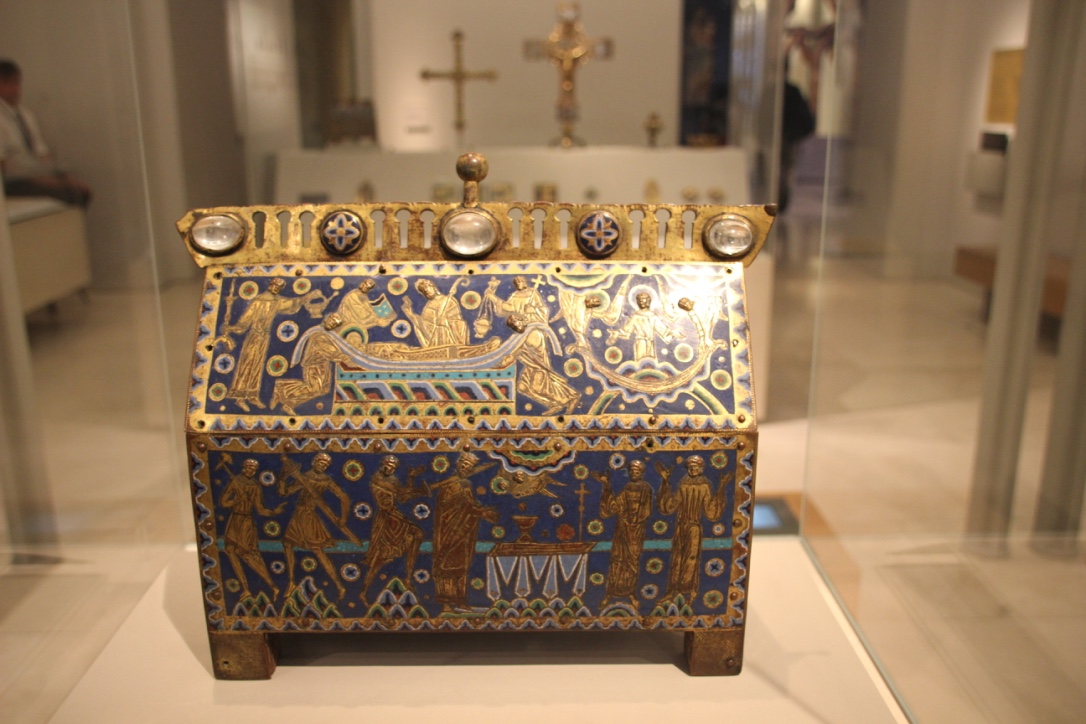
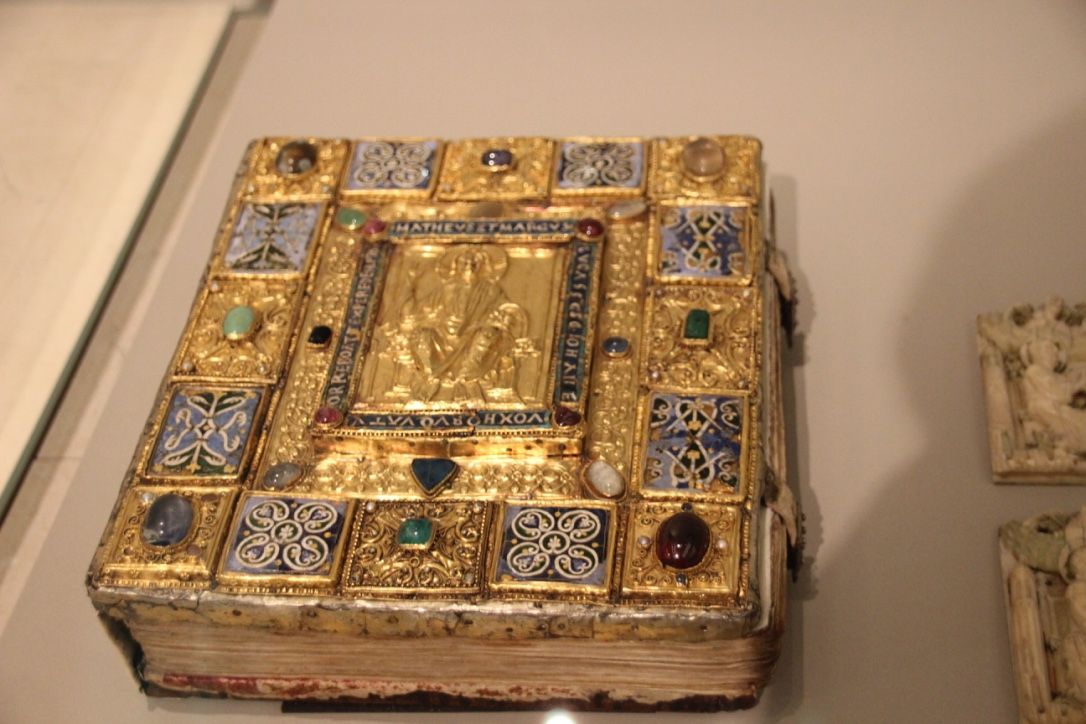
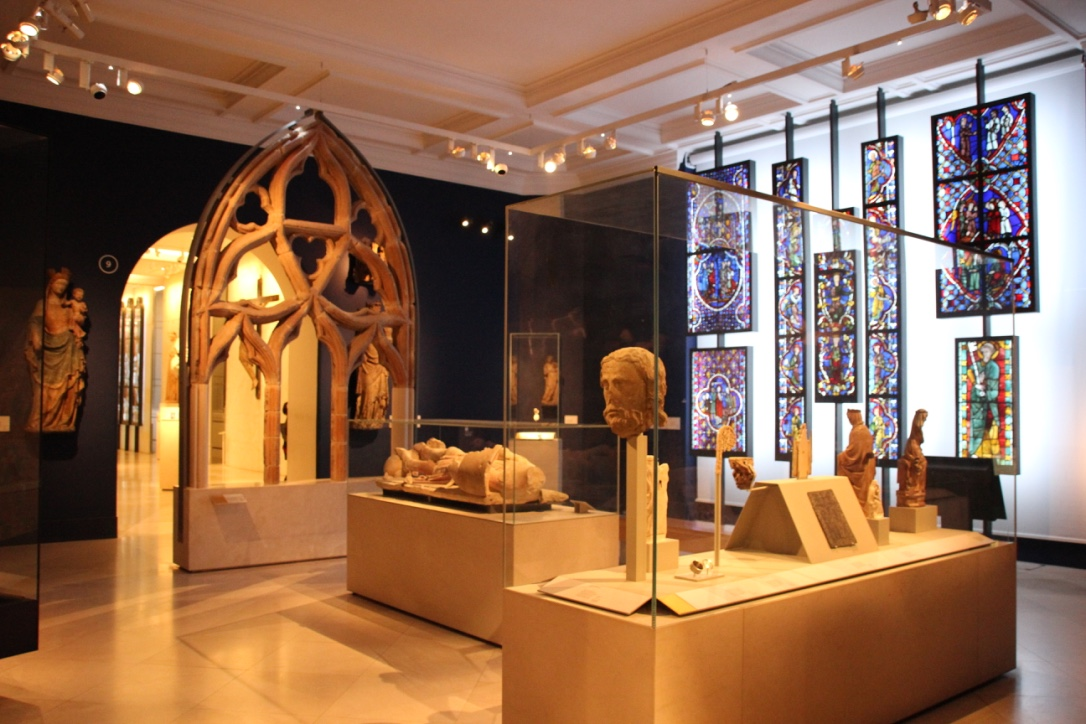
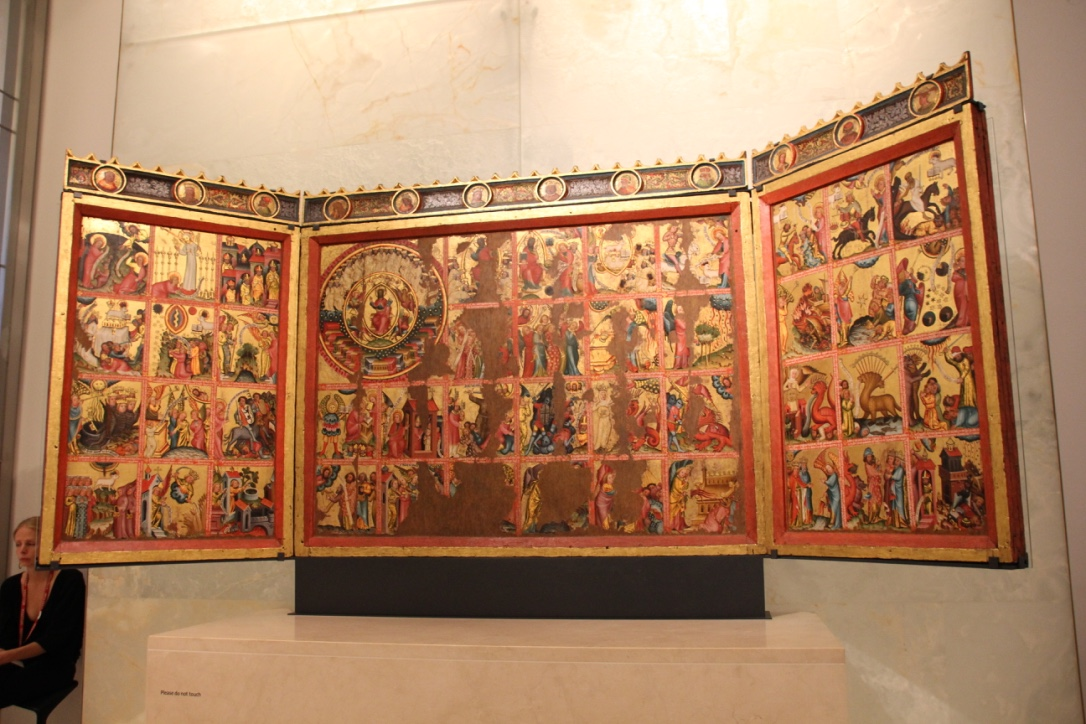
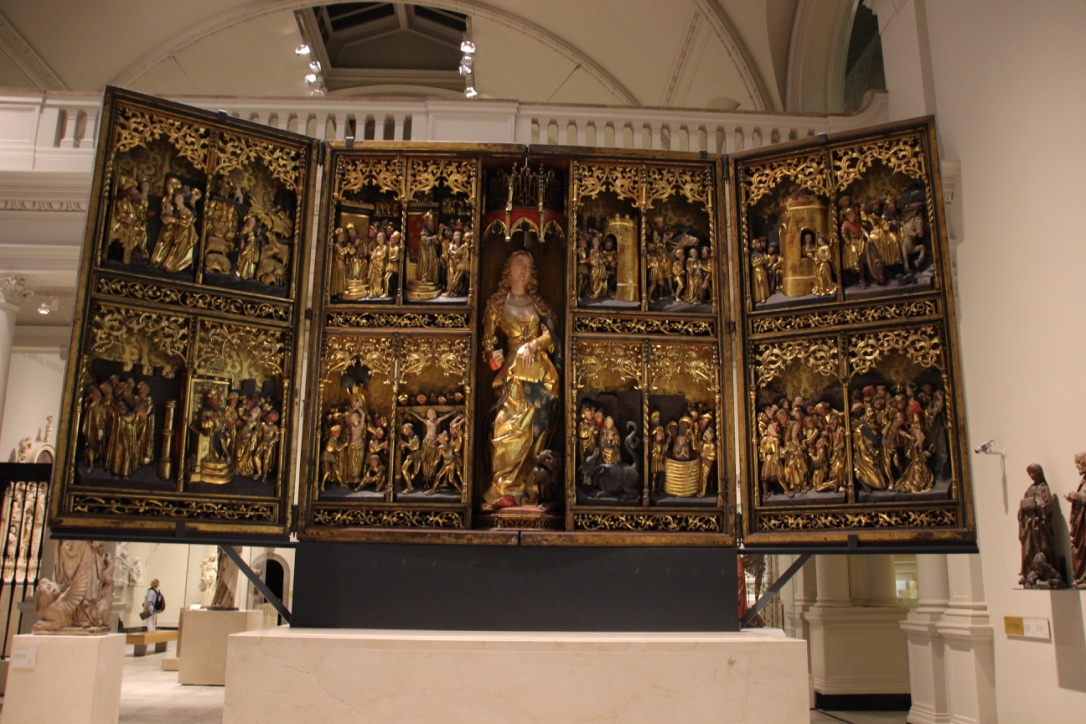
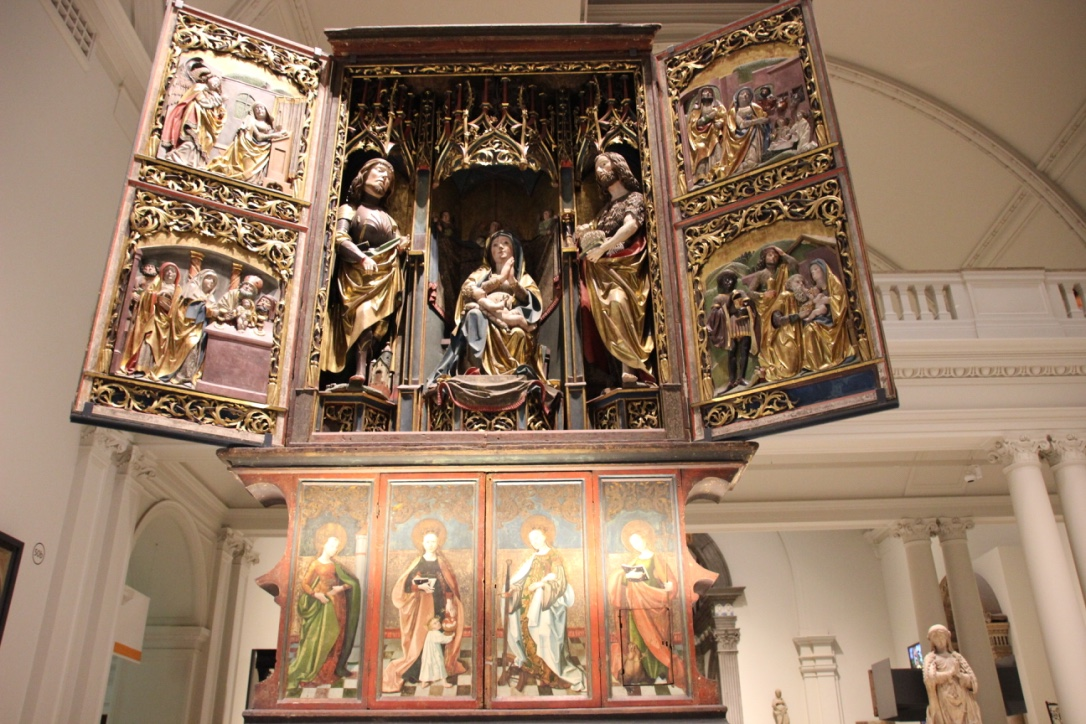
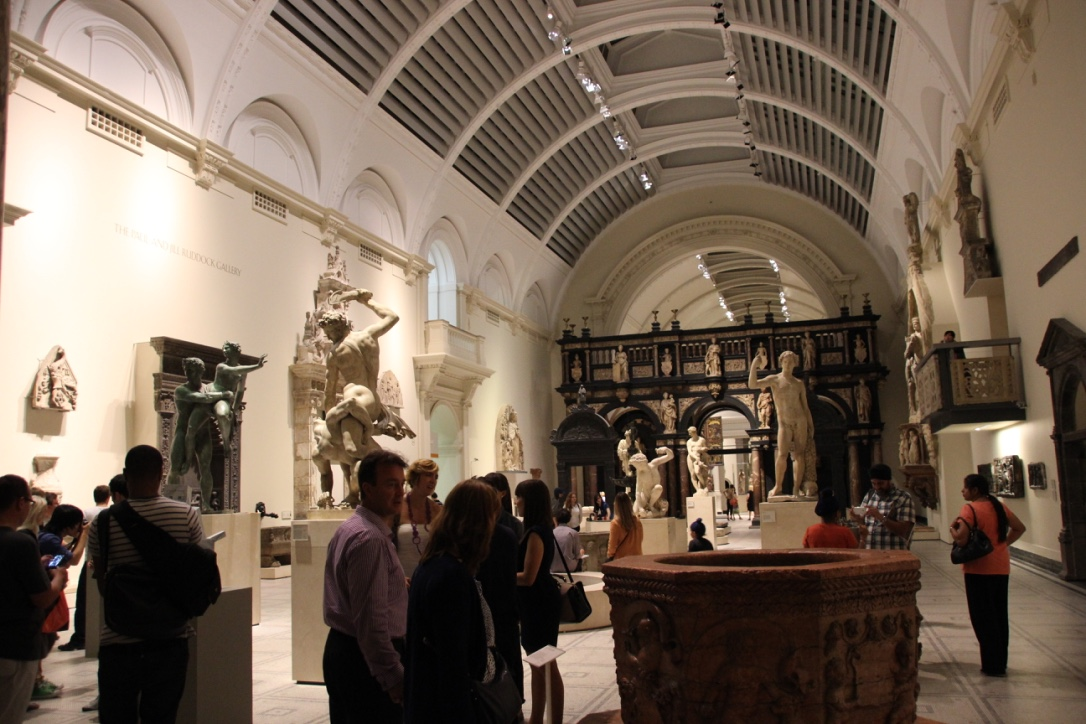
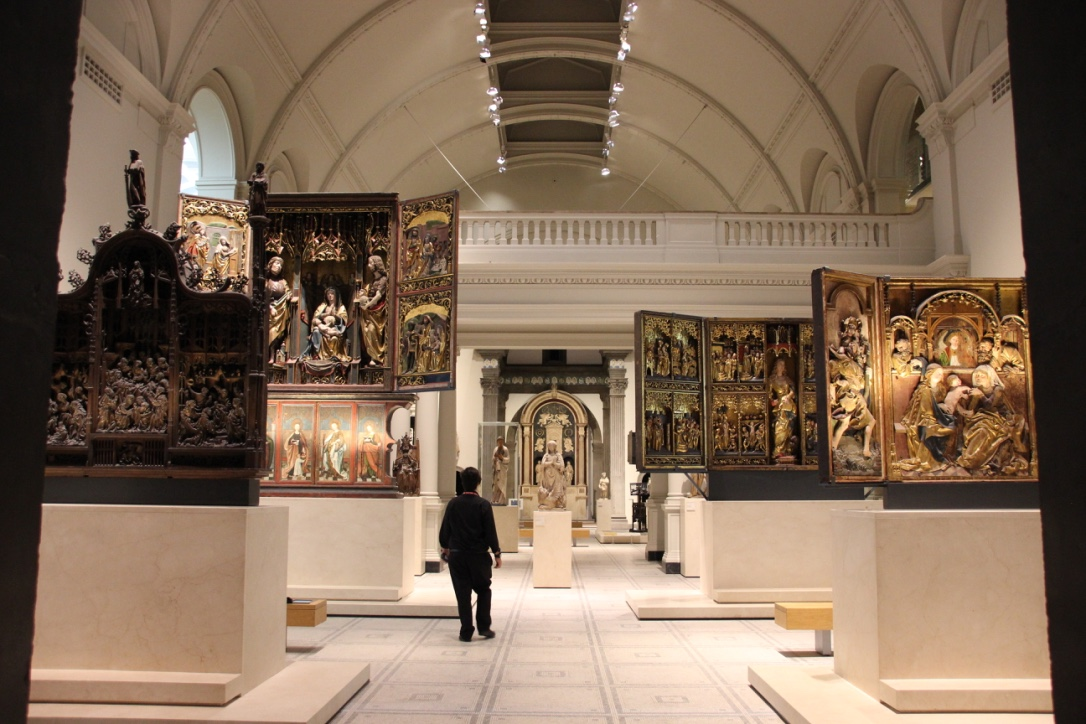

Nghệ thuật Gothic